# Église Notre-Dame-de-l'Assomption de Gaillon-sur-Montcient
L'église Notre-Dame-de-l'Assomption est une église catholique paroissiale, située à Gaillon-sur-Montcient, dans les Yvelines, en France. Il s'agit probablement toujours de l'église primitive de la paroisse, qui fut achevée vers le milieu du XIIe siècle, puis agrandie au début du XIIIe siècle. Cette église se caractérise par sa silhouette tassée, qui est imputable au clocher roman en grande partie noyé dans les combles, mais néanmoins dominée par une élégante flèche de pierre, et aussi par le fort déséquilibre entre la nef des fidèles et les parties orientales. En effet, la nef ne compte que deux travées, et n'a jamais possédé de bas-côtés, mais est néanmoins voûtée d'ogives dès sa construction à la fin de la période romane. À l'est, le transept également roman, dont la croisée sert de base au clocher, ainsi que le chœur gothique avec ses deux collatéraux, totalisent neuf travées réparties sur trois vaisseaux. Le chœur était à deux niveaux d'élévation, et dépassait deux fois en hauteur ses chapelles latérales, comme en témoigne toujours son chevet avec deux triplets superposés. Mais ses deux voûtes étaient insuffisamment contrebutées, et n'ont pas résisté au temps. Elles furent remplacées à la première moitié du XVIe siècle par deux voûtes flamboyantes surbaissées, qui soustraient le second niveau d'élévation à l'espace liturgique. Ce que l'église Notre-Dame-de-l'Assomption offre de remarquable à l'intérieur sont notamment ses voûtes d'ogives romanes de la nef et de la base du clocher, qui montrent deux approches architecturales différentes dans les années 1130 / 1140, et la curieuse conception du chœur gothique, dont les grandes arcades commencent par des piliers libres du fait que le remplacement des parties romanes était prévu. L'église a été classée monument historique par arrêté du 27 janvier 1934. Gaillon-sur-Montcient est aujourd'hui affilié à la paroisse de Meulan, et les messes dominicales y sont célébrées un dimanche sur cinq à 9 h.

## Localisation

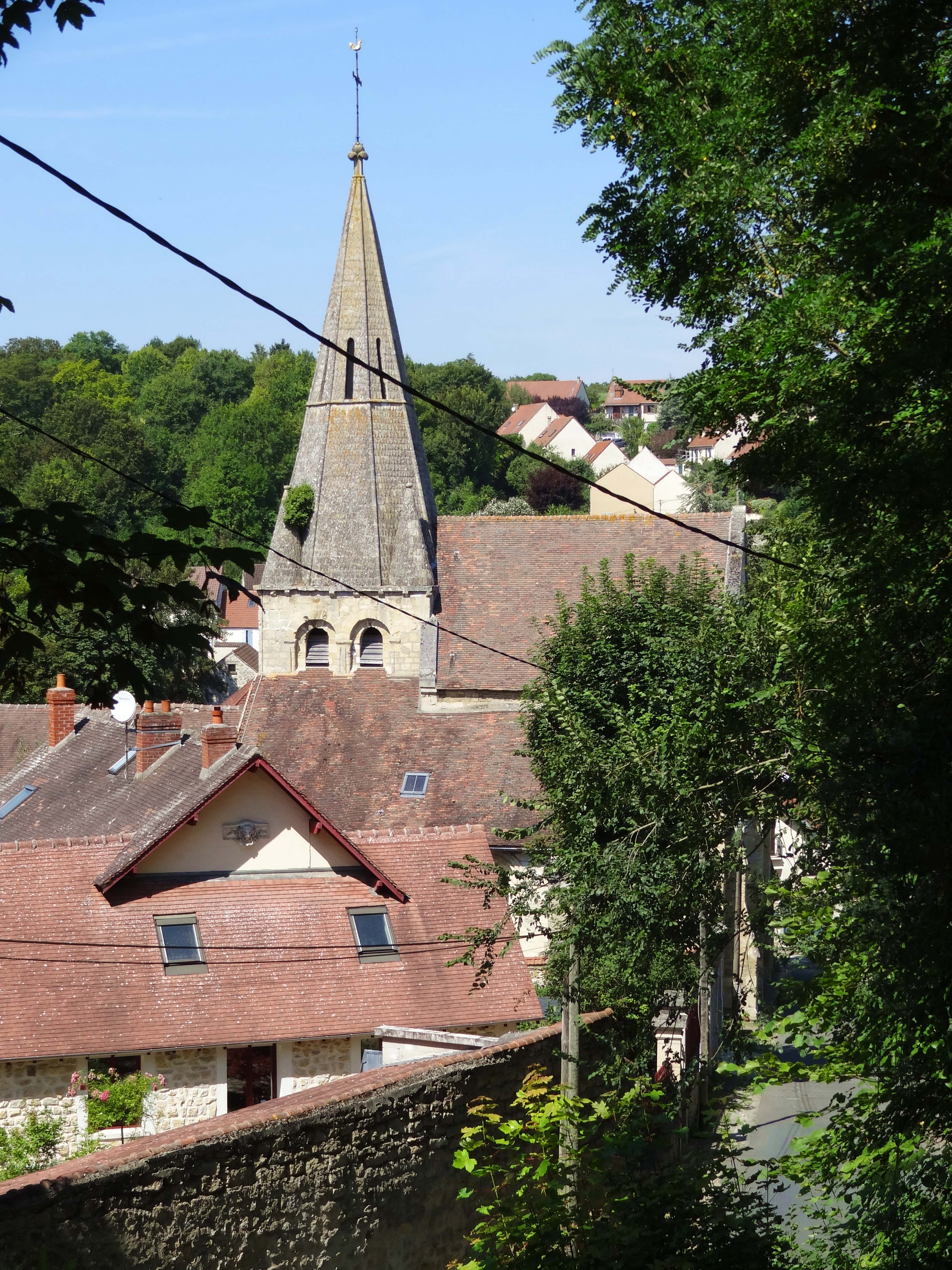
Vue depuis la rue des Bouts de la Ville.

L'église Saint-Germain-de-Paris est située en France, en région Île-de-France et dans le département des Yvelines, dans le Vexin français, près de la rive droite de la Seine et peu avant la fin de la vallée de la Montcient, sur la commune de Gaillon-sur-Montcient, place de la Mairie. Cette place s'étend devant l'élévation septentrionale de l'église. Venant depuis le sud-est, la rue du Point du Jour passe immédiatement devant le chevet, et atteint la place, où elle se divise en Grande-Rue et rue de la Montcient. Une ruelle, réservée aux piétons, relie directement la rue du Point du Jour à la place. Elle est encaissée entre les murs sud et ouest de l'église, et le mur d'enceinte de deux grandes propriétés voisines. Ainsi, le chevet, et à plus forte raison, l'élévation méridionale et la façade, peuvent difficilement être appréciés dans leur ensemble par manque de recul. En revanche, l'élévation septentrionale est bien dégagée, et bien mise en valeur. Ici se situe le portail principal. Il faut gravir quatre marches d'escalier pour y accéder, et deux fois plus pour le portail secondaire à sa gauche, car les parties orientales ont un niveau du sol plus élevé, et le terrain monte en direction de l'est. La partie de la place qui est engazonnée, au pied de l'église, correspond à l'ancien cimetière. On y trouve également le monument aux morts de la commune.

## Historique

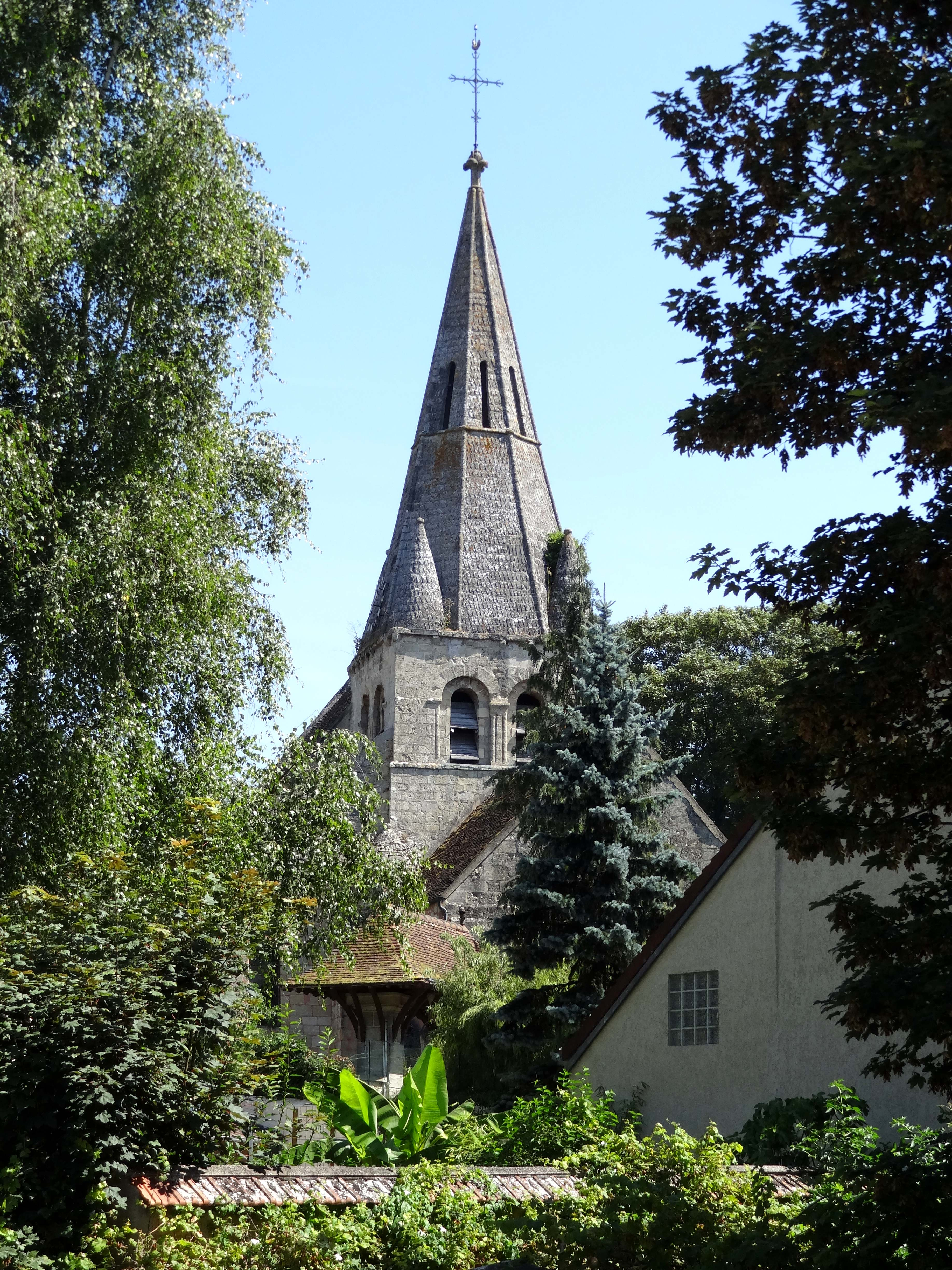
Vue depuis le parc de la mairie.

Gaillon-sur-Montcient aurait été érigé en paroisse au XIIe siècle selon l'abbé Vital Jean Gautier. Le patron de l'église est la Sainte-Vierge, sous le vocable particulier de l'Assomption. Sous l'Ancien Régime, Gaillon relève du doyenné de Meulan, de l'archidiaconé du Vexin français avec siège à Pontoise et de l'archidiocèse de Rouen. Le collateur de la cure est l'abbé de Saint-Père-en-Vallée, près de Chartres, comme à Juziers et Oinville-sur-Montcient. La construction de l'église actuelle remonterait à 1145. Il s'agirait donc de l'église primitive de la paroisse. Les auteurs ne s'accordent pas tout à fait sur la date de construction des parties les plus anciennes, à savoir la nef unique de deux travées, le transept et le clocher. Pierre Coquelle penche pour les dernières années avant le milieu du XIIe siècle et l'éclosion de l'architecture gothique, en se basant sur le caractère encore partiellement roman des voûtes de la nef. Il attire également l'attention sur le fait que l'église de Gaillon figure parmi les dix-sept églises dites du vœu d'Agnès de Montfort, que la noble dame aurait promis de faire bâtir si son mari Galéran IV de Meulan revienne de croisade sain et sauf. Il rentre en effet en 1156, et les églises auraient toutes été réalisées dans un délai de sept à dix ans, avec des clochers en pierre de taille d'une belle structure. Cette anecdote est relatée dans l'Histoire de Meullant de Lévrier, manuscrit conservé à la bibliothèque nationale. Pierre Coquelle juge l'auteur crédible, même s'il faut admettre que pour la plupart des églises citées, seulement certaines parties soient datables de 1156 / 1163. En l'occurrence, c'est certainement la flèche de pierre du clocher qui soit concernée. Anne Prache reste plus évasive, et évoque seulement le milieu ou le troisième quart du XIIe siècle, sans insister sur l'ordre de construction des parties romanes. Bernard Duhamel estime pour sa part que seul le portail soit roman, et que les autres parties de l'église du XIIe siècle datent du troisième quart du siècle. Parmi elles, les parties les plus récentes sont en tout cas les croisillons du transept, dont les chapiteaux affichent un style plus avancé, et la flèche, qui est de facture nettement gothique.
Au début du XIIIe siècle, la population dépasse nettement le niveau du milieu du siècle précédent, et atteint les soixante-dix feux. Le sanctuaire roman, sans doute très petit, est jeté bas, et remplacé par un chœur de deux travées, large et élevé, bordé par deux bas-côtés. L'ampleur des nouvelles parties orientales ne fait pas paraître opportun de les « enterrer » en partie, comme cela devait être le cas de l'ancienne abside. On les construit donc à un niveau plus élevé que les parties anciennes, et exhausse le sol du transept, si bien qu'il faut désormais gravir quatre marches pour monter dans la croisée du transept depuis la nef, comme à l'entrée du chœur Renaissance de Triel-sur-Seine. Le vaisseau central est nettement plus large que la base du clocher, et les grandes arcades commencent donc à l'ouest par des piliers isolés, sans doute dans la prévision de poursuivre la reconstruction gothique vers l'ouest et de faire disparaître successivement les parties du siècle précédent. Dans cette attente, l'on accepte que le raccordement entre les croisillons du transept et les bas-côtés du chœur soit malaisé. Les voûtes des croisillons étant nettement plus longues (dans le sens nord-sud) que les bas-côtés ne soient larges, on ne peut pas les relier directement par des arcs-doubleaux, et il faut de courtes sections voûtées en berceau s'interposant entre les voûtes des croisillons et ceux des bas-côtés. La voûte du croisillon nord reste inchangée. Dans le croisillon sud, « on a eu l'idée déplorable au XIIIe siècle de remplacer les trois colonnettes de chaque angle par un support mince dont le chapiteau à crossette s'accorde mal avec l'ancien tailloir qui porte trois retombées » (Pierre Coquelle).

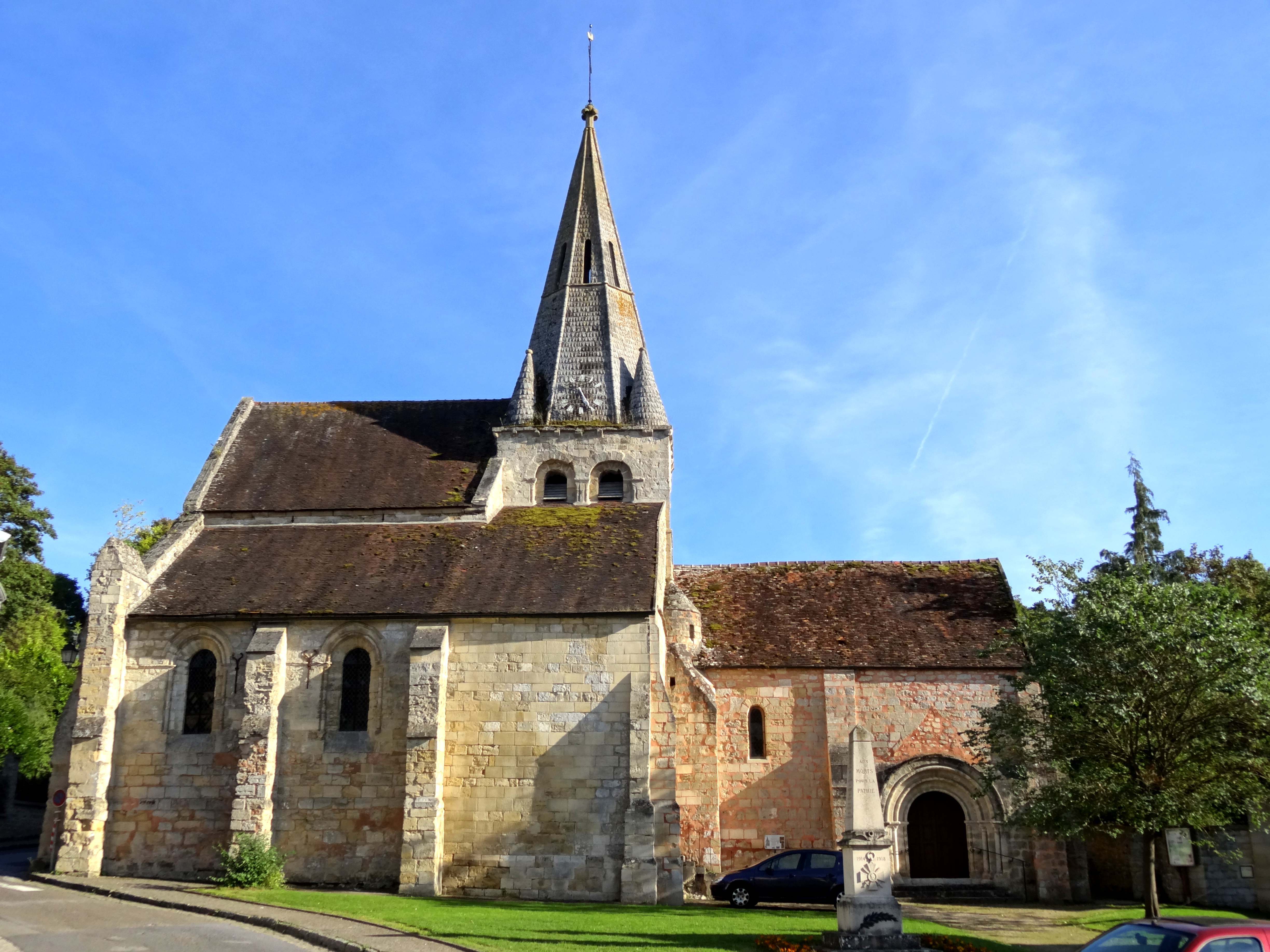
Vue depuis le nord.

Malheureusement, les deux hautes voûtes du vaisseau central sont insuffisamment contrebutées, et les murs gouttereaux ne résistent pas à leur poussée. Leurs claveaux se désolidarisent, et les voûtains doivent être démolis, ou s'effondrent, comme à Triel-sur-Seine dès la fin du XIIIe siècle, et à Meulan, au début du XVIIIe siècle. Deux nouvelles voûtes, très basses, sont construites pendant la première moitié du XVIe siècle, comme l'indique le profil prismatique aigu caractéristique du Vexin des ogives. Selon Pierre Coquelle, les murs gouttereaux sont reconstruits à leur hauteur primitive avec des matériaux de récupération. Ces murs sont en effet parfaitement lisses, et ne comportent aucun vestige ancien. Cependant, au chevet, l'arc formeret de la voûte est conservé. Il se situe, sur les deux tiers supérieurs, sur le mur du pignon, ce qui prouve que les murs anciens devaient quand même être encore plus élevés. Peut-être ont-ils été abaissés depuis 1907, quand écrit cet auteur, car il indique que les combles du chœur ont 10 m du hauteur, ce qui n'est actuellement plus le cas. Néanmoins, la salle à l'étage du chœur offre toujours un beau volume, et est généreusement éclairée par le deuxième triplet du chevet. Seulement, l'absence de plancher empêche une utilisation de cette salle ; l'on y marche sur les voûtes. Vraisemblablement, les murs gouttereaux ont uniquement été rebâtis à la hauteur qui est la leur afin de pouvoir conserver le chevet gothique d'une composition remarquable. L'église est classée monument historique par arrêté du 27 janvier 1934. Affiliée au diocèse de Versailles depuis son érection, elle dépend aujourd'hui de la paroisse de Meulan ou secteur pastoral de la Rive Droite de la Seine, et les messes dominicales y sont célébrées un dimanche sur cinq à 9 h.

## Description

### Aperçu général

Plan de l'église.

Irrégulièrement orientée, avec une déviation de l'axe de 45° vers le nord-est du côté du chevet, l'église répond à un plan cruciforme à peu près symétrique, mais avec un fort déséquilibre entre la nef des fidèles et les parties orientales, soit le sanctuaire avec ses chapelles latérales. Elle se compose d'une nef de deux travées sans bas-côtés ; d'un transept, dont la croisée du transept sert de base au clocher ; d'un chœur de deux travées se terminant par un chevet plat ; et de deux collatéraux ou chapelles latérales du chœur faisant suite aux croisillons du transept, et se terminant également par un chevet plat. Une cage d'escalier partiellement hors-œuvre flanque l'angle nord-ouest du transept. La sacristie occupe l'angle entre nef et croisillon sud. Depuis la nef, quatre marches d'escalier montent vers la base du clocher. L'ensemble de l'église est voûtée d'ogives, et à un seul niveau d'élévation. Cependant, le chœur possède un ancien étage de fenêtres hautes situé au-dessus des voûtes actuelles. L'on accède à l'église par le portail principal au nord de la première travée de la nef ; par le portail occidental de la nef ; ou par un portail secondaire à l'ouest du croisillon nord. Le clocher est coiffé d'une flèche de pierre octogonale, cantonnée de quatre clochetons coniques. La nef et le chœur sont recouverts de toitures à deux rampants, avec un pignon en façade et un autre au chevet. Les croisillons et les collatéraux du chœur sont munis de toits en appentis prenant appui contre les murs hauts du vaisseau central.

### Intérieur

#### Nef

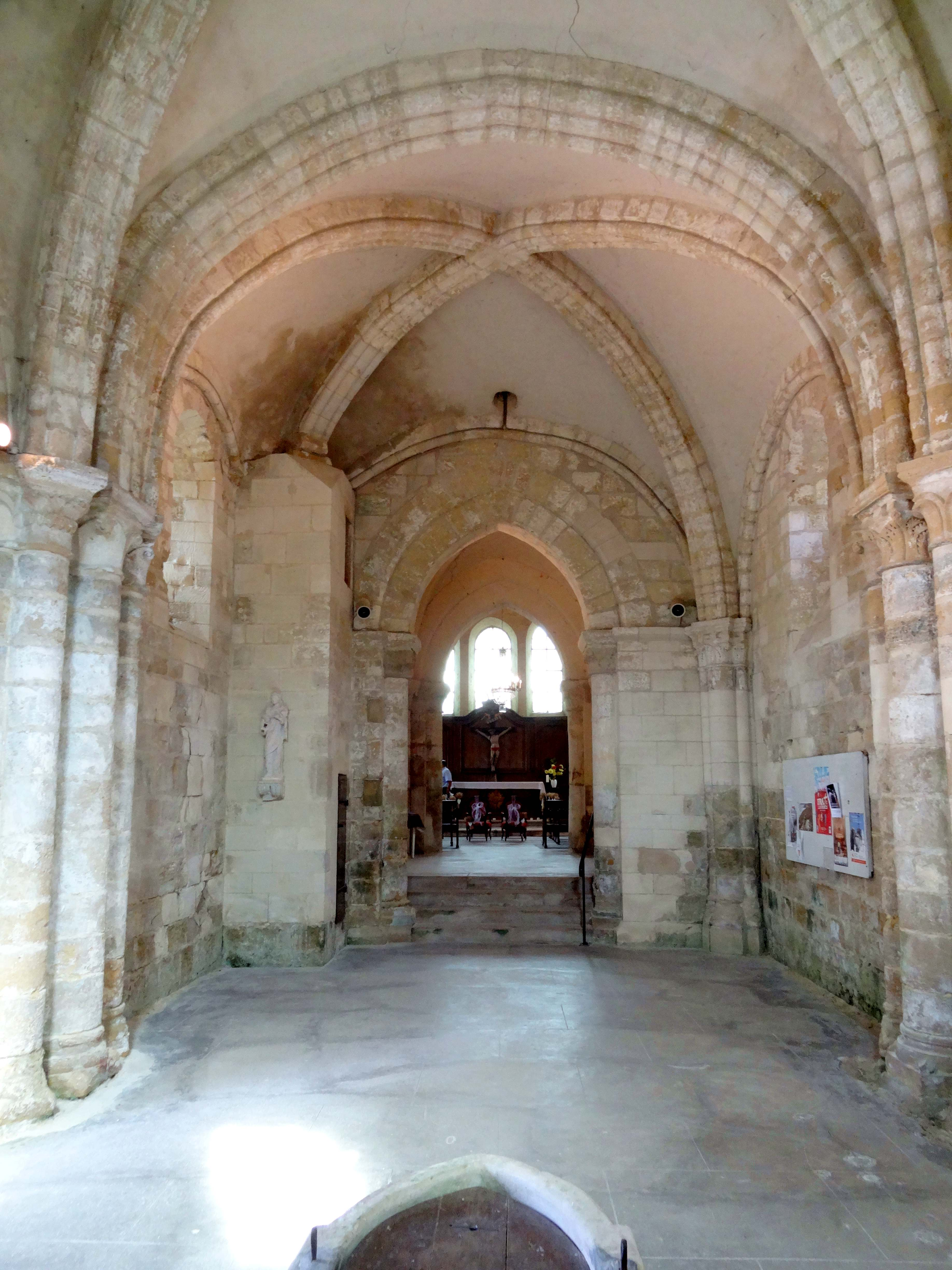
Nef, vue vers l'est.

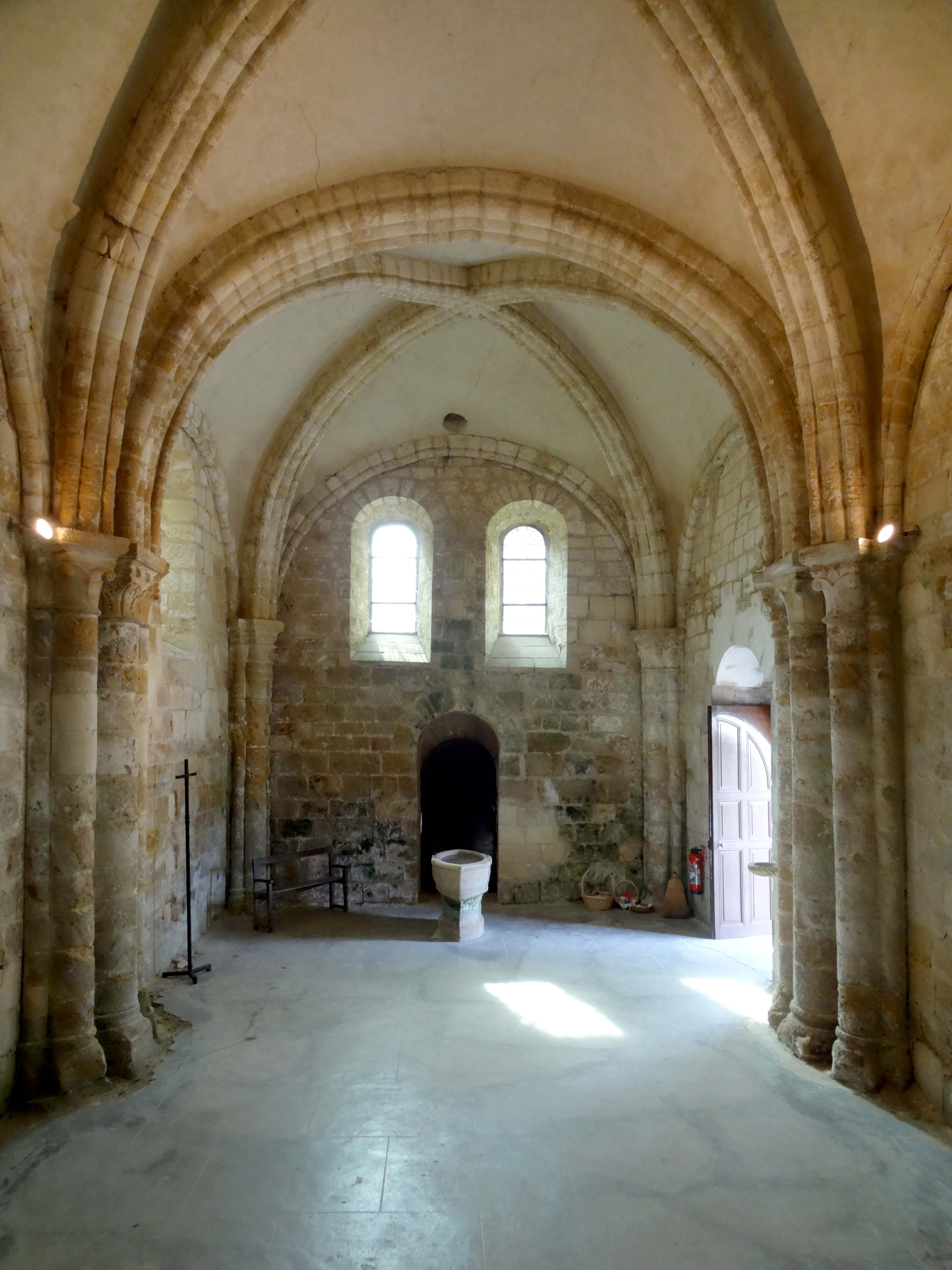
Nef, vue vers l'ouest.

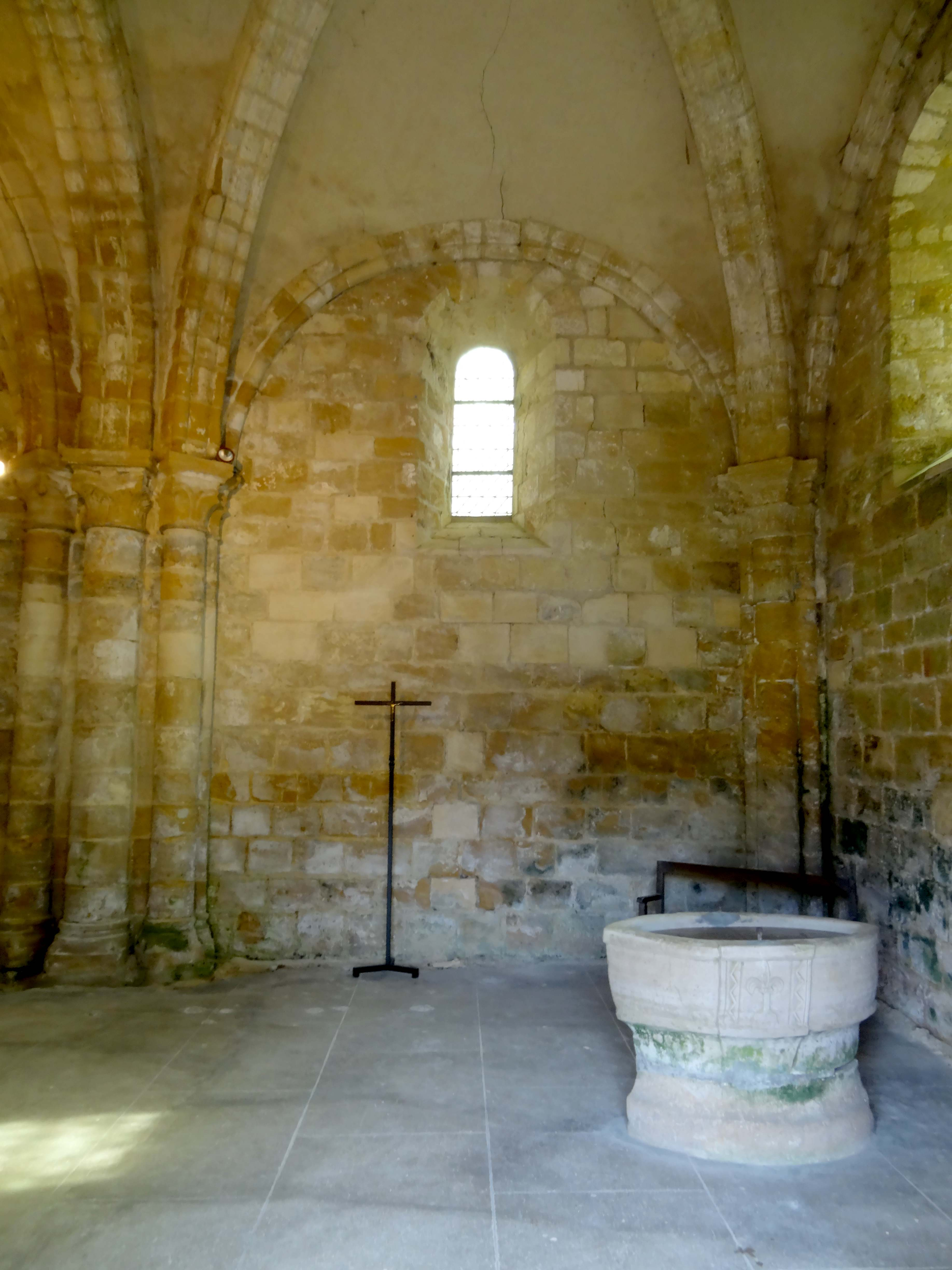
1re travée, vue vers le sud.

La nef est de petites dimensions : elle ne mesure que 10,52 m de longueur pour 5,90 m de largeur, et compte un unique niveau d'élévation. Depuis la réforme liturgique, elle n'est plus utilisée que comme vestibule et chapelle baptismale, et ne contient plus de bancs, car du fait de la différence de niveau, la visibilité sur le sanctuaire est quasi nulle. C'est l'une des rares nefs voûtées de cette époque avec seulement deux travées, un autre exemple étant Foulangues. Si le voûtement d'ogives est couramment employé dans la région dès les années 1130 / 1140, comme le montrent les églises voisines d'Hardricourt et Limay, et un certain nombre de bases de clochers un peu partout dans le Vexin, la nouvelle technique est généralement réservée aux parties orientales. Les nefs voûtées avant le milieu du XIIe siècle sont rares, et il n'y a guère d'autres exemples dans le Vexin que Lavilletertre et le bas-côté nord de Saint-Clair-sur-Epte, d'autres cas existant toutefois dans le Beauvaisis, à savoir Saint-Étienne de Beauvais, Bury, Cambronne-lès-Clermont, Foulangues, et Saint-Vaast-lès-Mello. Aucune de ces églises n'est à nef unique, et Gaillon-sur-Montcient présente en effet un cas curieux où la modicité du volume n'empêche pas une architecture soignée, à la pointe du développement. Hormis le voûtement, l'on note l'appareil régulier en pierre de taille et le portail représentatif du côté nord. Les fenêtres cependant ne sont pas décorées. En plein plein cintre et fortement ébrasées, elles sont au nombre de cinq, soit deux au-dessus du portail occidental, deux au sud et une au nord, où le portail ne laisse pas de place à une baie dans la première travée. Au pied de la deuxième baie du sud, le glacis est anormalement long et pentu, et réduit de moitié la surface vitrée.
L'arc en plein cintre règne aussi sur les voûtes. L'arc brisé est toutefois connu dès les années 1125 / 1130, et il est du reste bien présent dans la base du clocher de Gaillon, contre laquelle la nef paraît avoir été collée. Toutes les nervures des voûtes se distinguent par des claveaux très courts et nombreux, ce qui rend leur tracé irrégulier à plusieurs endroits. Les voûtes sont légèrement bombées - fortement selon Pierre Coquelle, mais nettement moins que dans les cas extrêmes. On ne peut malheureusement pas voir si elles sont régulièrement appareillées, et perpendiculairement aux arcs d'inscription, car les voûtains ont été enduits lors d'une restauration. Une caractéristique intéressante est nonobstant bien visible. Ce sont les formerets toriques, qui sont la totale exception avant le milieu du XIIe siècle, et n'apparaissent guère qu'à Bailleval et Noël-Saint-Martin,. Les deux voûtes sont séparées par un épais arc-doubleau à un simple rang de claveaux, qui est au profil d'un gros tore entre deux tores plus petits. Des profils similaires se rencontrent aussi dans les chœurs ou bases de clocher d'Acy-en-Multien, Bémont, Brignancourt, Marolles, Néry, Nesles-la-Vallée, Noël-Saint-Martin et Pondron ; dans le narthex de la basilique Saint-Denis ; à certains endroits du déambulatoire de Saint-Martin-des-Champs ; et même dans les bases de clocher encore voûtées d'arêtes de Seraincourt et Saint-Gervais. Tous ces exemples datent du XIIe siècle, mais à la période gothique rayonnante, le profil revient à l'honneur avec un diamètre nettement diminué. Le profil des ogives est calqué sur celui du doubleau. Pour les ogives, il est plus propre de l'ancien diocèse de Soissons, et inusité dans la région. D'autres exemples sont Bailleval, Bémont, Berzy-le-Sec, Crézancy, Marolles, Nampcel (ancien prieuré de Bellefontaine), Pondron et Vauxrezis. Les clés de voûte ne sont pas sculptées, et seulement ornées de deux petits cercles superposés.
La retombée des voûtes s'organise comme suit. À l'intersection des travées, le doubleau et les ogives sont reçues sur trois colonnettes à chapiteau de fort diamètre, dont celles correspondant aux ogives sont implantées à 45° face à celles-ci, comme cela devient la règle à la période gothique. S'y ajoutent deux fines colonnettes pour les formerets. L'on trouve donc des faisceaux de cinq colonnettes, qui n'ont d'archaïque que l'intervalle important entre les fûts, et l'absence de différenciation des diamètres entre les fûts du doubleaux et des ogives. L'équivalence entre nombre d'éléments à supporter et nombre de supports est la règle pendant les premières décennies de l'architecture gothique, notamment dans le vaisseau central des églises. Dans les trois angles nord-ouest, sud-ouest et sud-est, les faisceaux ne comptent logiquement que trois fûts. Dans l'angle nord-est, il n'y a pas de supports, car cet angle est encombré par la cage d'escalier ajouté après coup. D'une manière assez originale, les tailloirs et chapiteaux des formerets sont ici accouplés à ceux des ogives, et donc également implantés à 45°, selon un parti qui s'observe également dans la base du clocher de Bréançon, le chœur d'Ableiges et les angles du chevet d'Hadancourt-le-Haut-Clocher. Les tailloirs accusent une plate-bande, une baguette et un cavet, et sont d'assez faible hauteur. Ils sont analogues à  Chars et Lavilletertre. Certains tailloirs sont séparés des corbeilles des chapiteaux par des blocs cubiques, à raison d'un par angle et un au milieu de chaque face, qui sont obtenus par l'excavation des intervalles. Ce procédé est fréquent sur les chapiteaux romans tardifs d'inspiration antique, mais loin d'être la règle. Il se rencontre aussi à Auvers-sur-Oise, Béthisy-Saint-Pierre, Chars, Foulangues, Hardricourt, Néry, etc. Concernant la sculpture des chapiteaux, l'on trouve deux principaux motifs : les chapiteaux à feuilles plates ou feuilles d'eau simples avec ou sans volutes d'angle, assez stéréotypés, et les chapiteaux de feuilles polylobées et dentées. Le premier groupe est présent dans l'angle nord-ouest, où les extrémités se recourbent en crochets rudimentaires préfigurant la sculpture gothique ; au nord du doubleau intermédiaire ; et en face au sud, excepté le chapiteau médian. L'un des chapiteaux a la corbeille coupée horizontalement en deux parties par une ligne brisée inscrivant des crossettes ; en dessous, la corbeille est lisse. Le deuxième groupe est présent dans l'angle sud-est, avec des feuilles d'artichaut aux extrémités recourbées en crochets ; au sud du doubleau intermédiaire, sur le chapiteau médian, avec des feuilles d'acanthe ; et dans l'angle sud-ouest, avec deux rangs de feuilles d'acanthe à faible relief. Des chapiteaux de feuille d'acanthe traitées d'une manière semblable apparaissent autour du milieu du XIIe siècle à Auvers-sur-Oise, Hardricourt, Juziers, Lavilletertre, Le Bellay-en-Vexin, etc. Pour venir aux bases, elles se composent d'un petit tore, d'une scotie bien accusée, et d'un tore inférieur haut mais peu débordant, flanqué de griffes végétales aux angles.

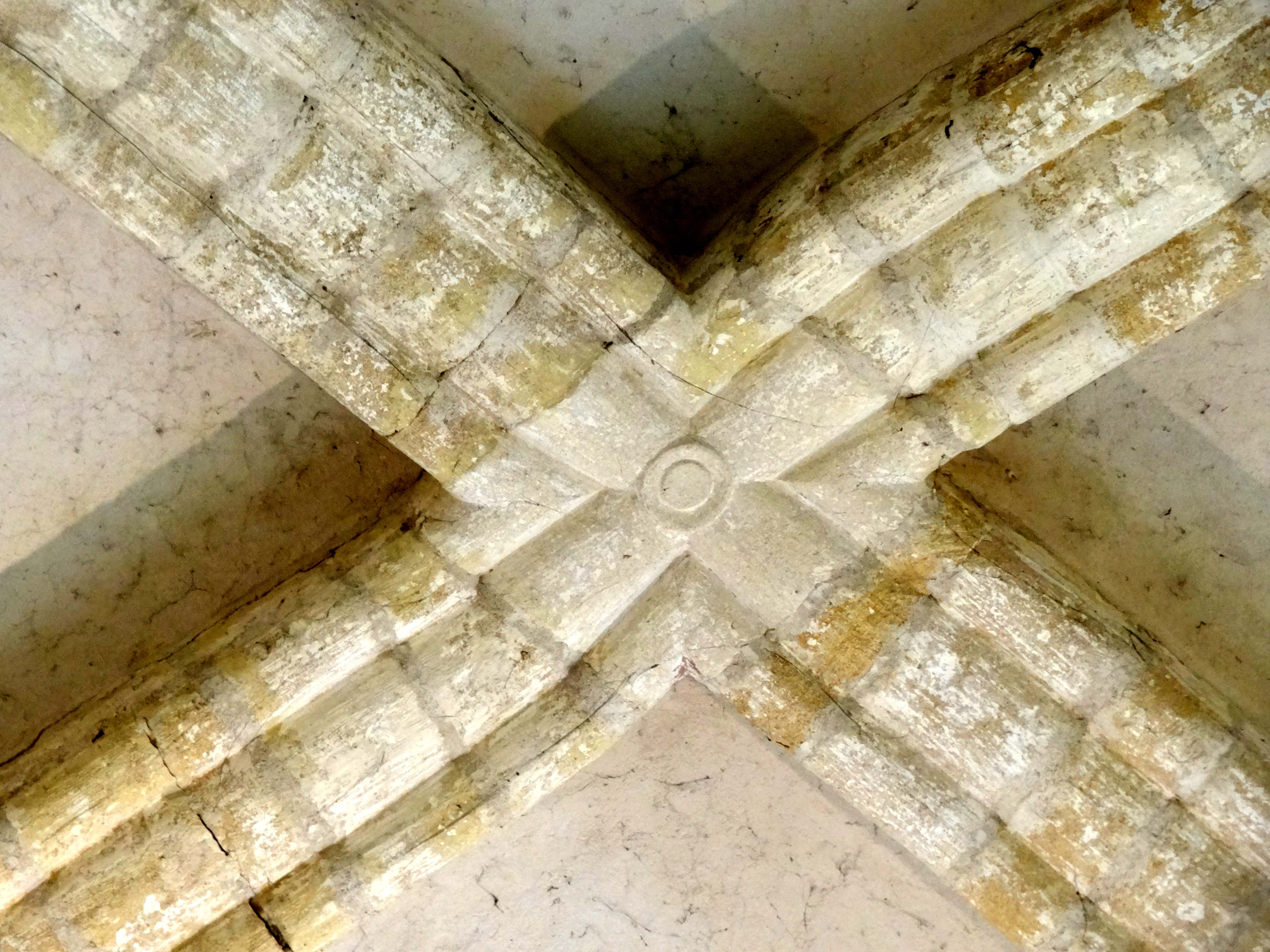
Clé de voûte de la 2e travée.
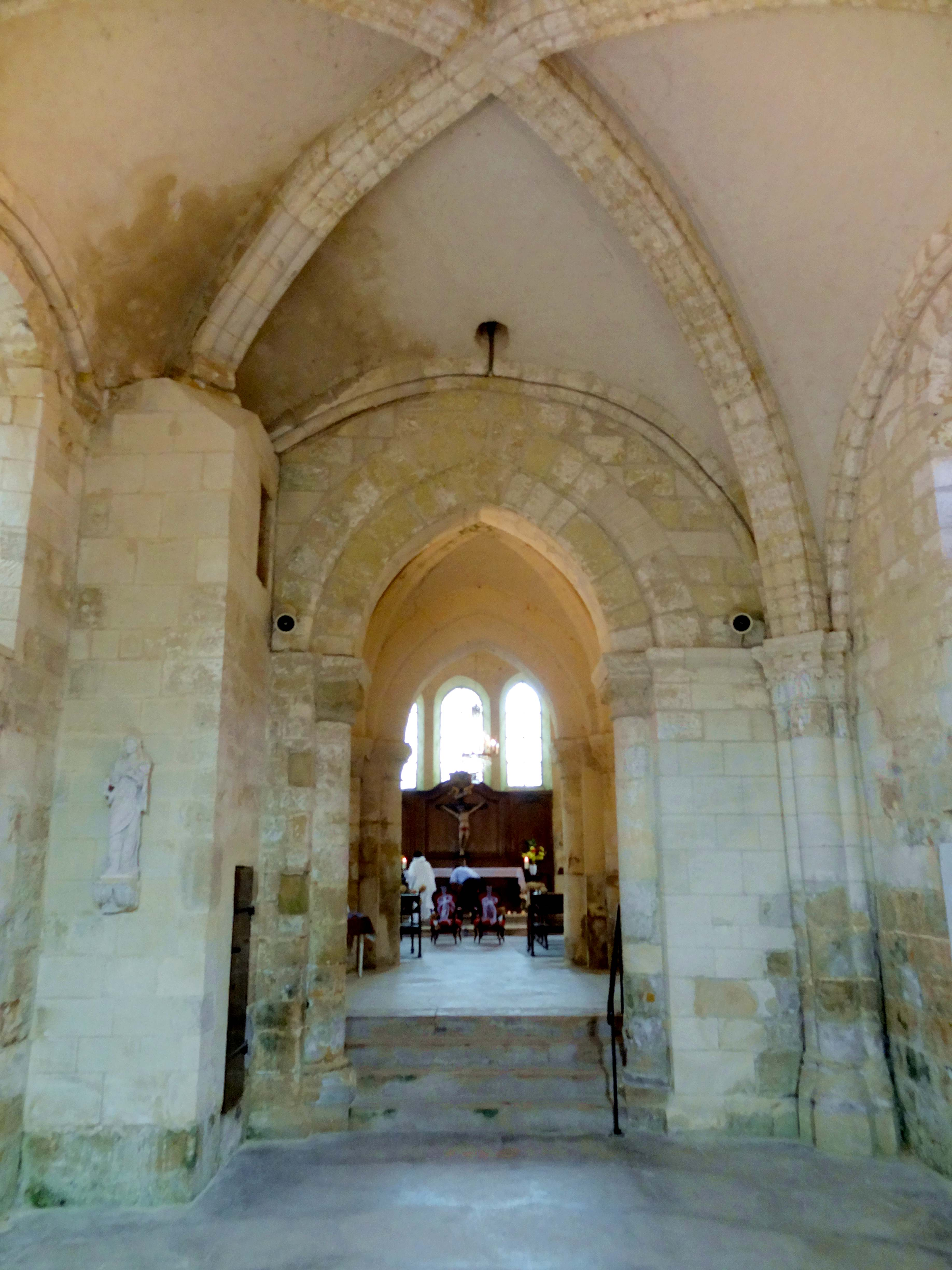
Vue sur la base du clocher.
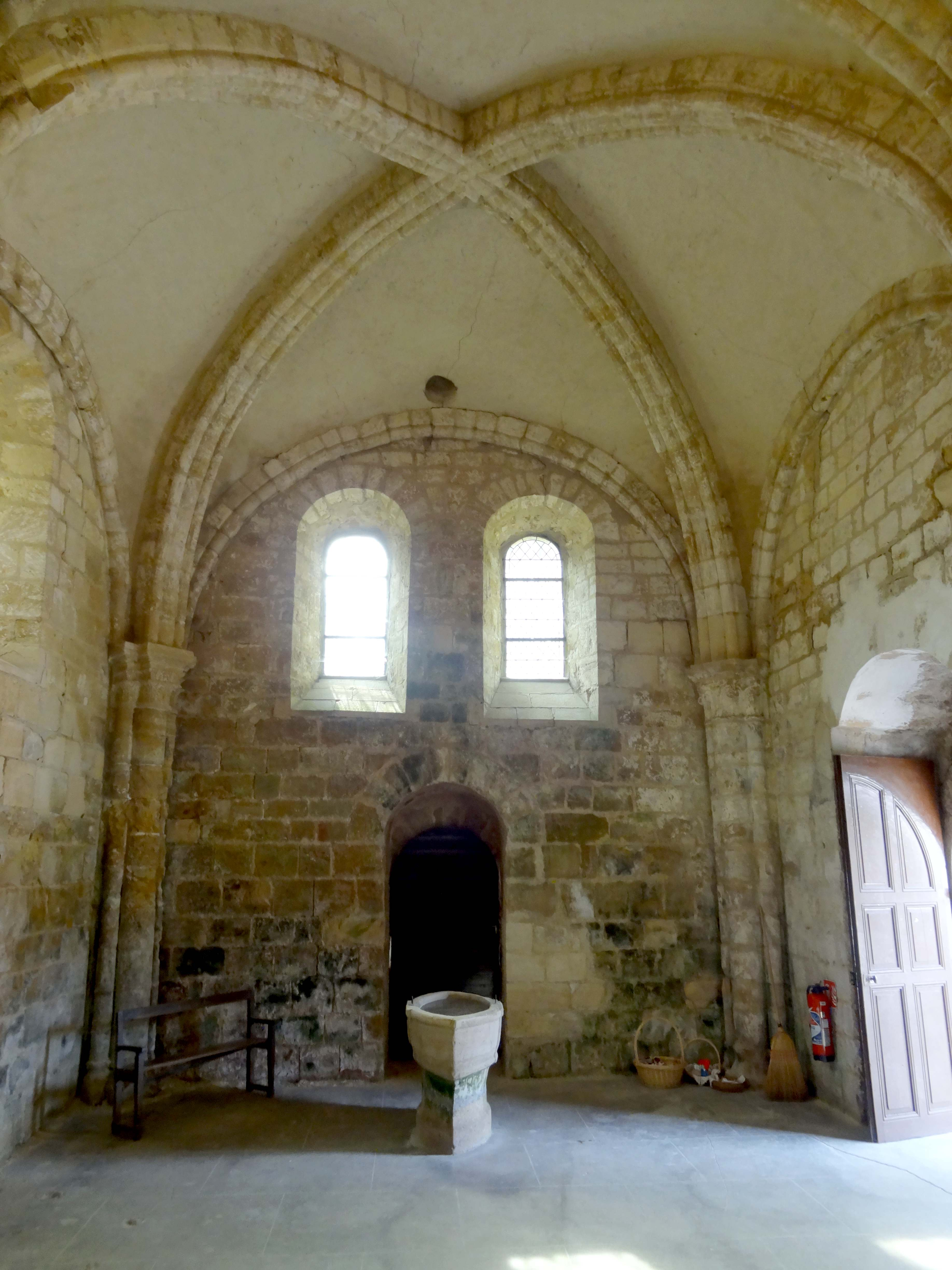
Vue sur le revers de la façade.
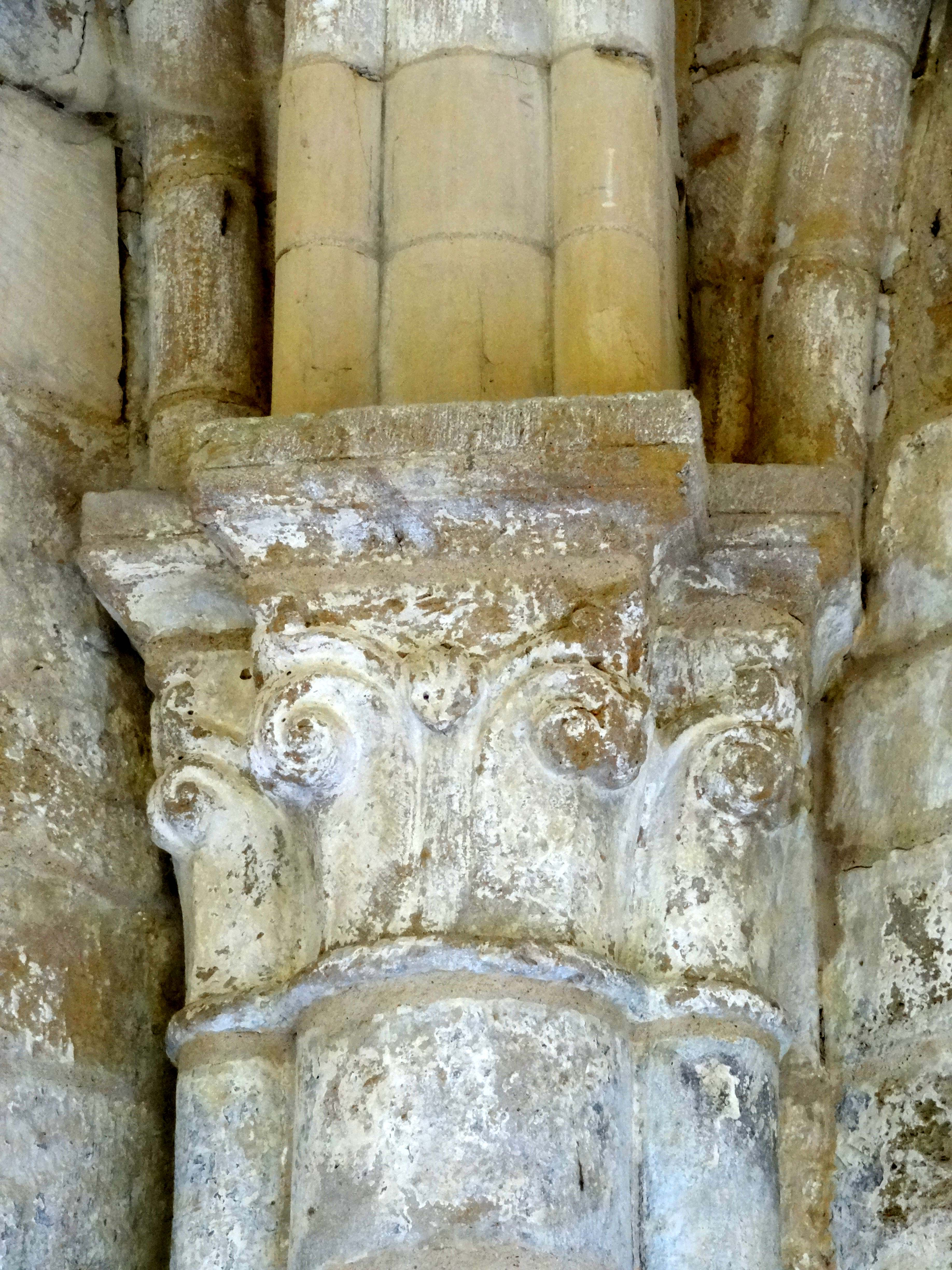
Chapiteaux dans l'angle nord-ouest.
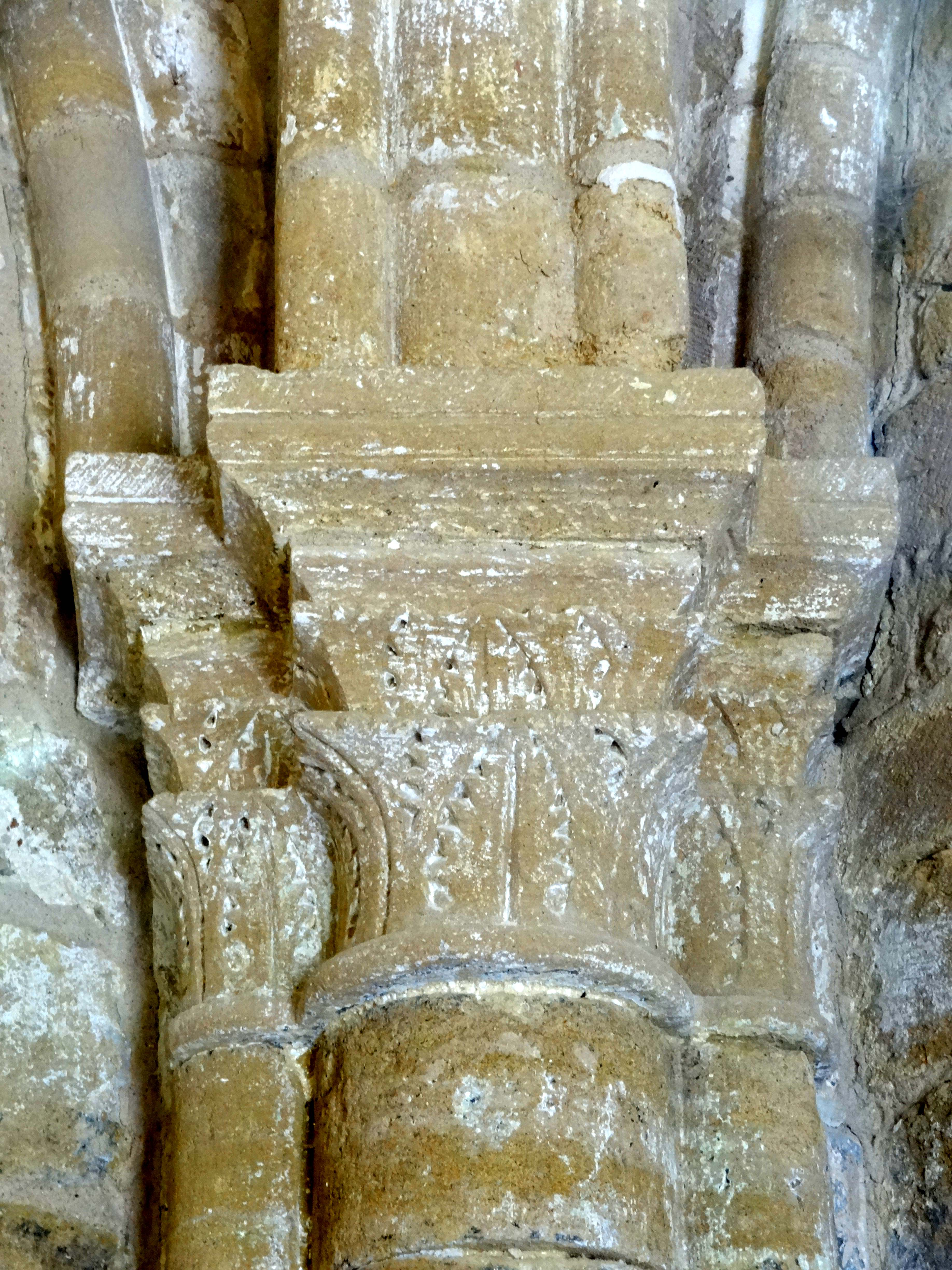
Chapiteaux dans l'angle sud-ouest.
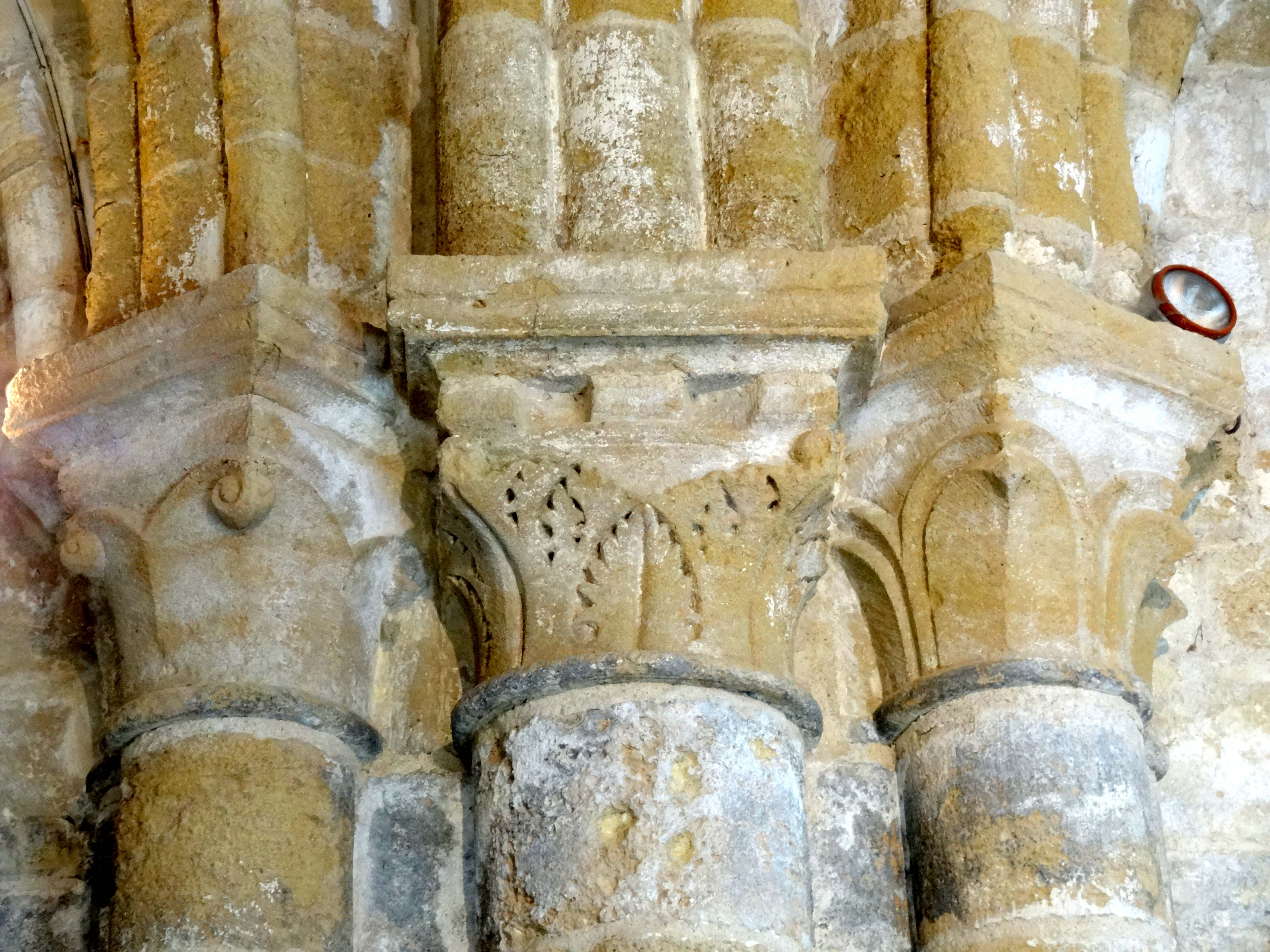
Chapiteaux du doubleau intermédiaire, côté sud.

#### Base du clocher

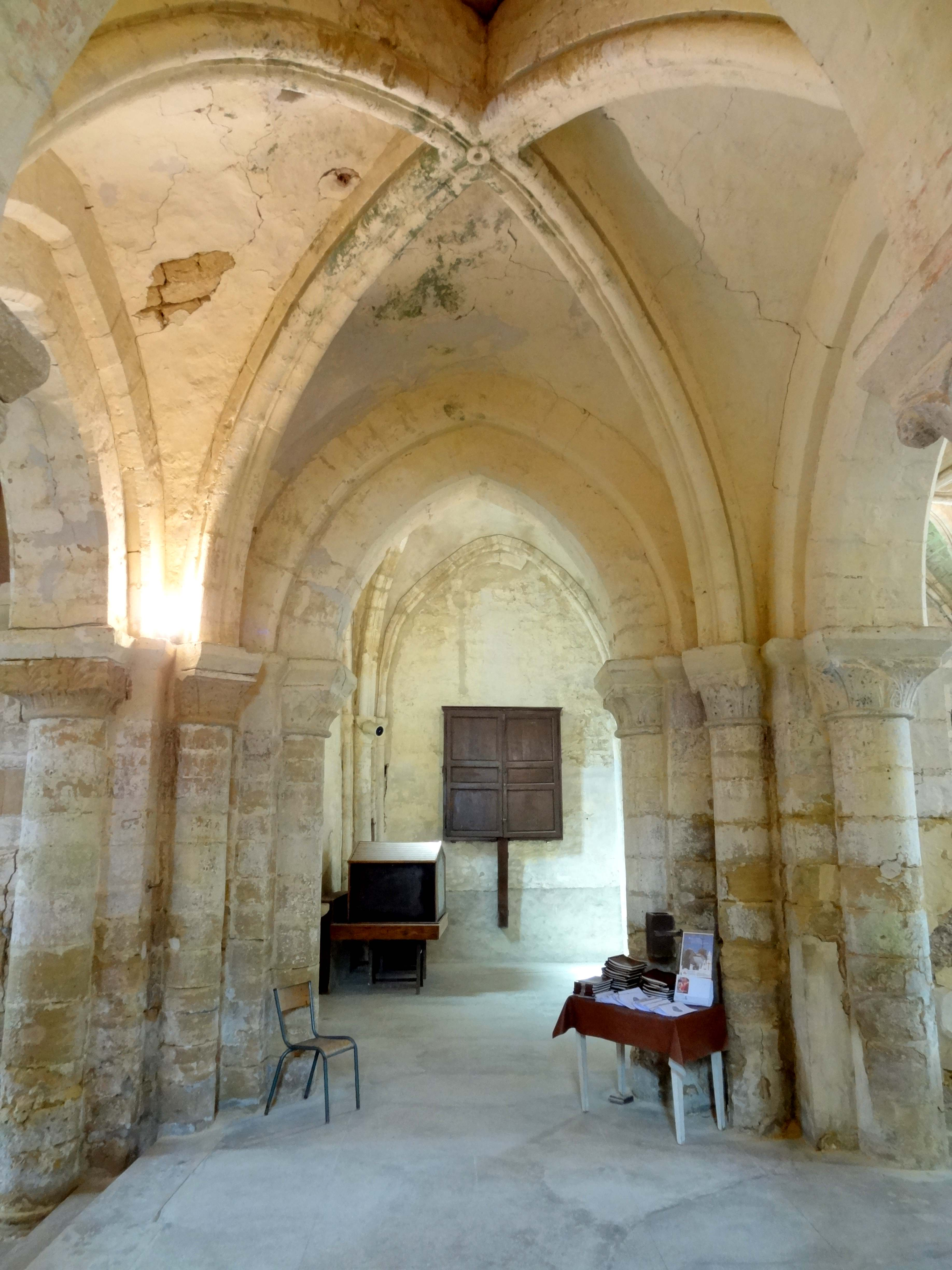
Vue vers le nord.

Depuis la nef, la base du clocher ou croisée du transept s'ouvre par un arc triomphal d'un style assez sec, qui diffère nettement de celui de la nef, plus recherché : ses deux rangs de claveaux ne sont pas moulurés, et ont seulement les arêtes chanfreinées. Ses tailloirs sont de simples tablettes biseautées. Les tailloirs du rang de claveaux supérieur n'ont pas de colonnettes à chapiteaux, et reposent directement sur les angles saillants des murs. Ce type d'arcades, avec deux colonnettes partiellement engagées dans de larges dosserets, et à double rouleau chanfreiné, se trouve aussi dans la nef de Villers-Saint-Paul, ou en plein cintre, dans les nefs d'Arronville, Berneuil-sur-Aisne, Cormeilles-en-Vexin et Sacy-le-Grand, et dans les bases des clochers d'Arthies, Feucherolles, Orgeval. À l'intérieur de la travée, la voûte d'ogives est dépourvue de formerets. En revanche, l'arc triomphal de même que les trois autres doubleaux, identiques, affectent un tracé en tiers-point. Pierre Coquelle souligne que les deux tiers des bases de clocher voûtées d'ogives de la « période de transition » qu'il a identifiés dans le Pincerais et le Vexin français, ont leurs arcades en tiers-point, sans que l'on puisse toujours établir qu'elles soient plus récentes que celles qui ont leurs arcades en plein cintre.
La voûte est légèrement bombée dans le sens nord-sud. Le voûtain méridional a été percé d'un trou de cloches après coup. Les ogives sont en cintre surhaussé. Elles adoptent un profil tout à fait courant, avec une fine arête entre deux tores, qui apparaît dès la période romane tardive à Cergy, Courcelles-sur-Viosne, Hardricourt, Lavilletertre, Saint-Clair-sur-Epte, et devient le profil majoritaire à la première période gothique. La clé de voûte est ornée d'un simple cercle, comme dans la nef. Dans chacun des quatre angles de la travée, les ogives retombent sur une colonnette à chapiteau implantée à 45°, ce qui est un autre point commun avec la nef. Assez curieusement, les corbeilles des chapiteaux dépassent à peine le gabarit des fûts, et les tailloirs ne débordent qu'en face, les autres côtés étant lisses. Cependant, les impostes des doubleaux se continuent sur les murs, tant à l'extérieur qu'à l'intérieur de la travée, où il y a un net intervalle entre les piédroits des doubleaux et les colonnettes des ogives. Du fait de l'absence de supports pour le rouleau supérieur des doubleaux, celles-ci ne forment pas des faisceaux avec les fûts des doubleaux. Restent à évoquer les chapiteaux, qui sont au nombre de douze au total. Un seul est un chapiteau à volutes d'angle et feuilles plates ordinaires. Deux sont associent les volutes d'angle à des feuilles d'eau incisées. Un chapiteau, assez éloigné des types courants, arbore deux rangs de petites feuilles simples. Les huit autres sont des chapiteaux à feuille d'acanthe de bon niveau, dont plusieurs affichent clairement leur inspiration par l'ordre corinthien. Sur l'un de ces chapiteaux, l'on note deux rangs de volutes.

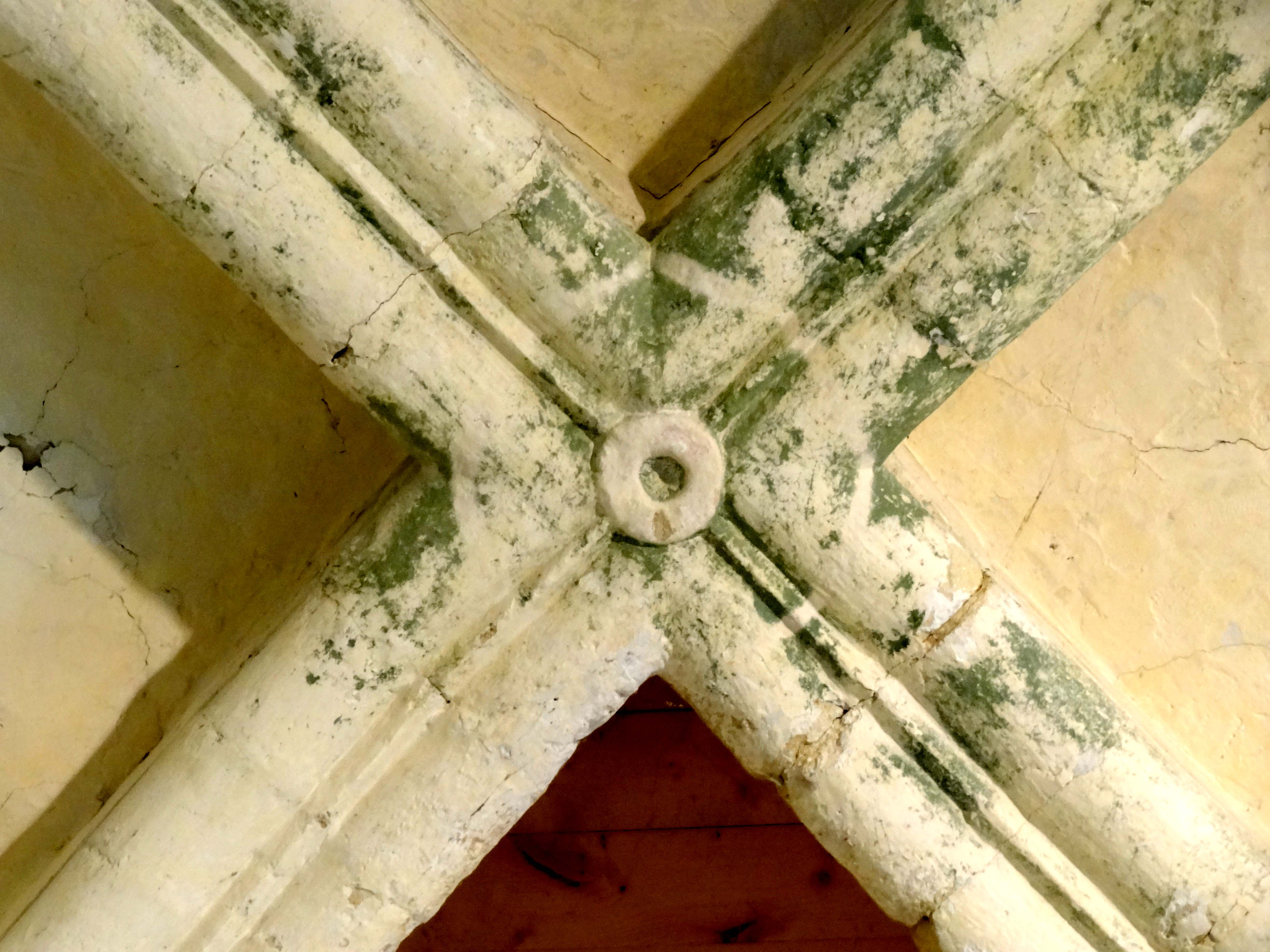
Clé de voûte.
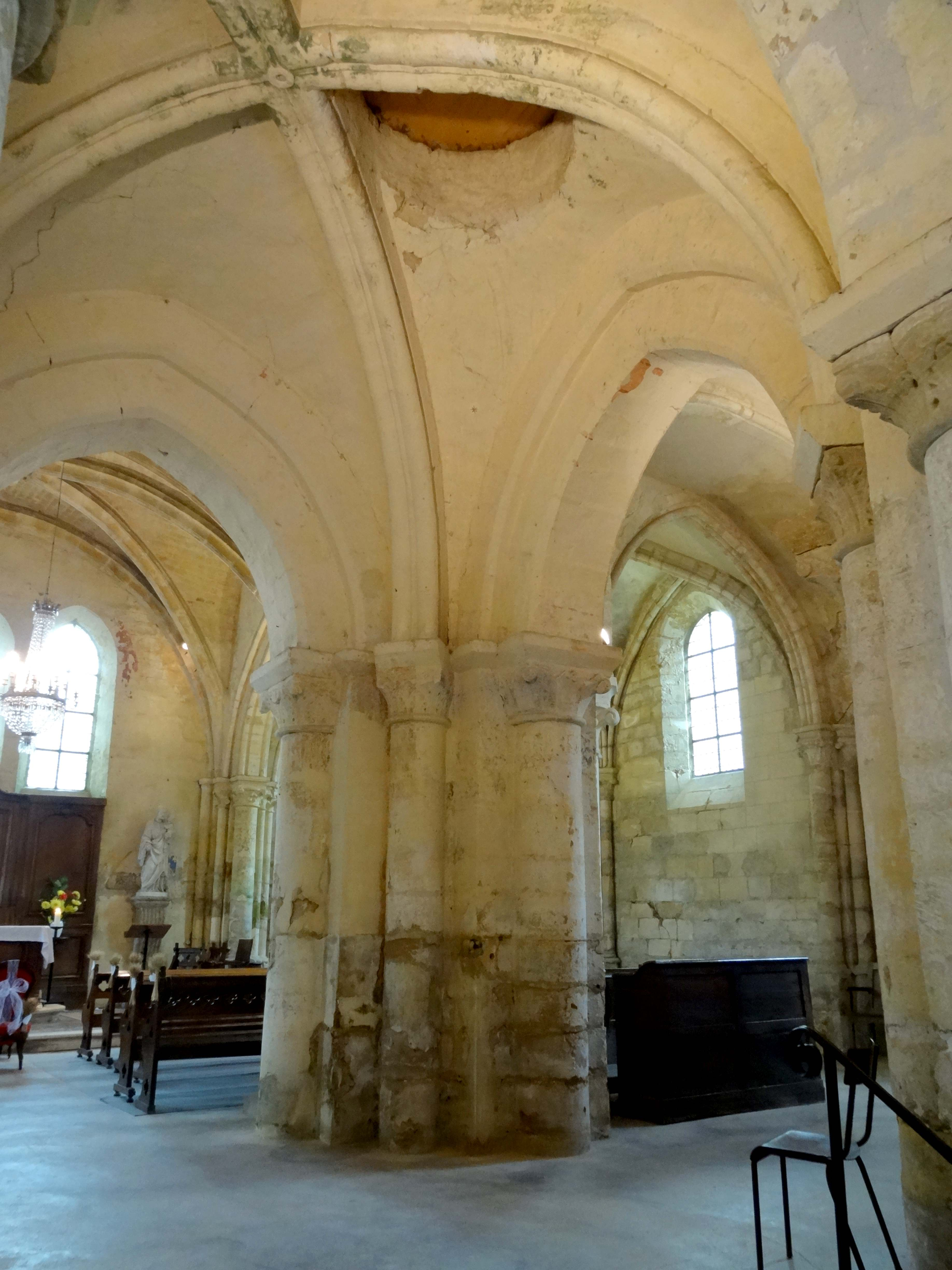
Vue vers le sud-est.
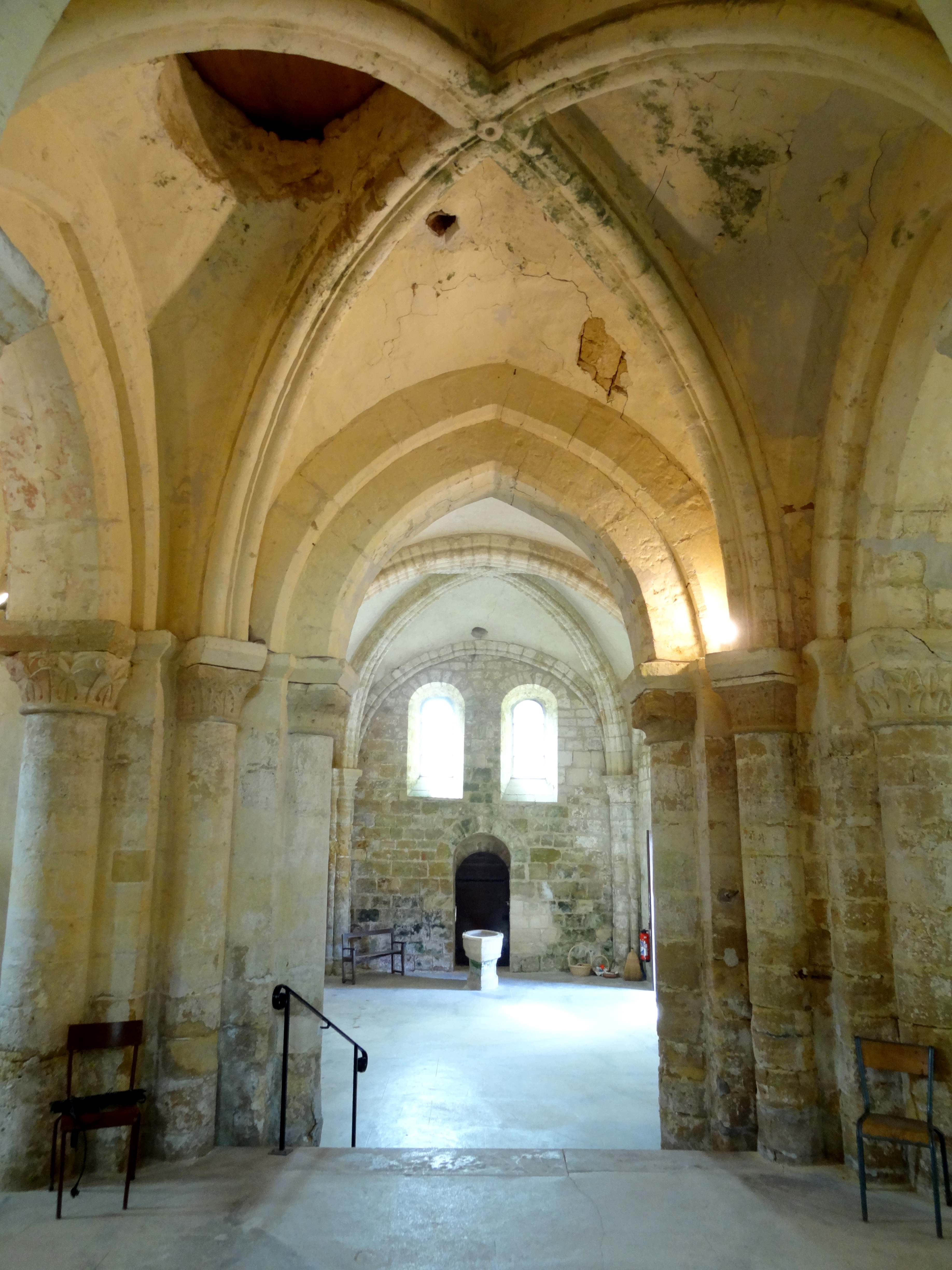
Vue vers l'ouest.
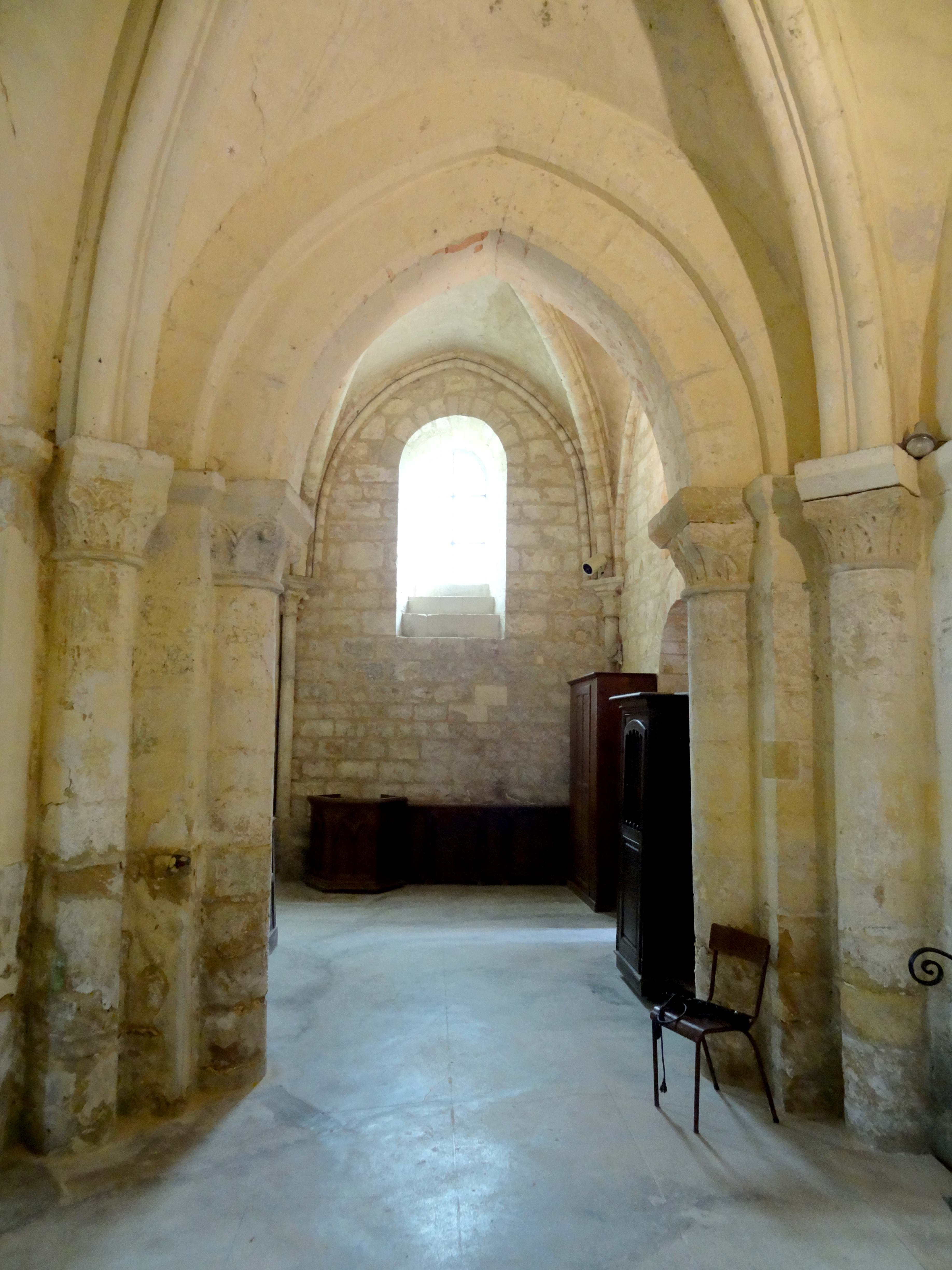
Vue vers le sud.
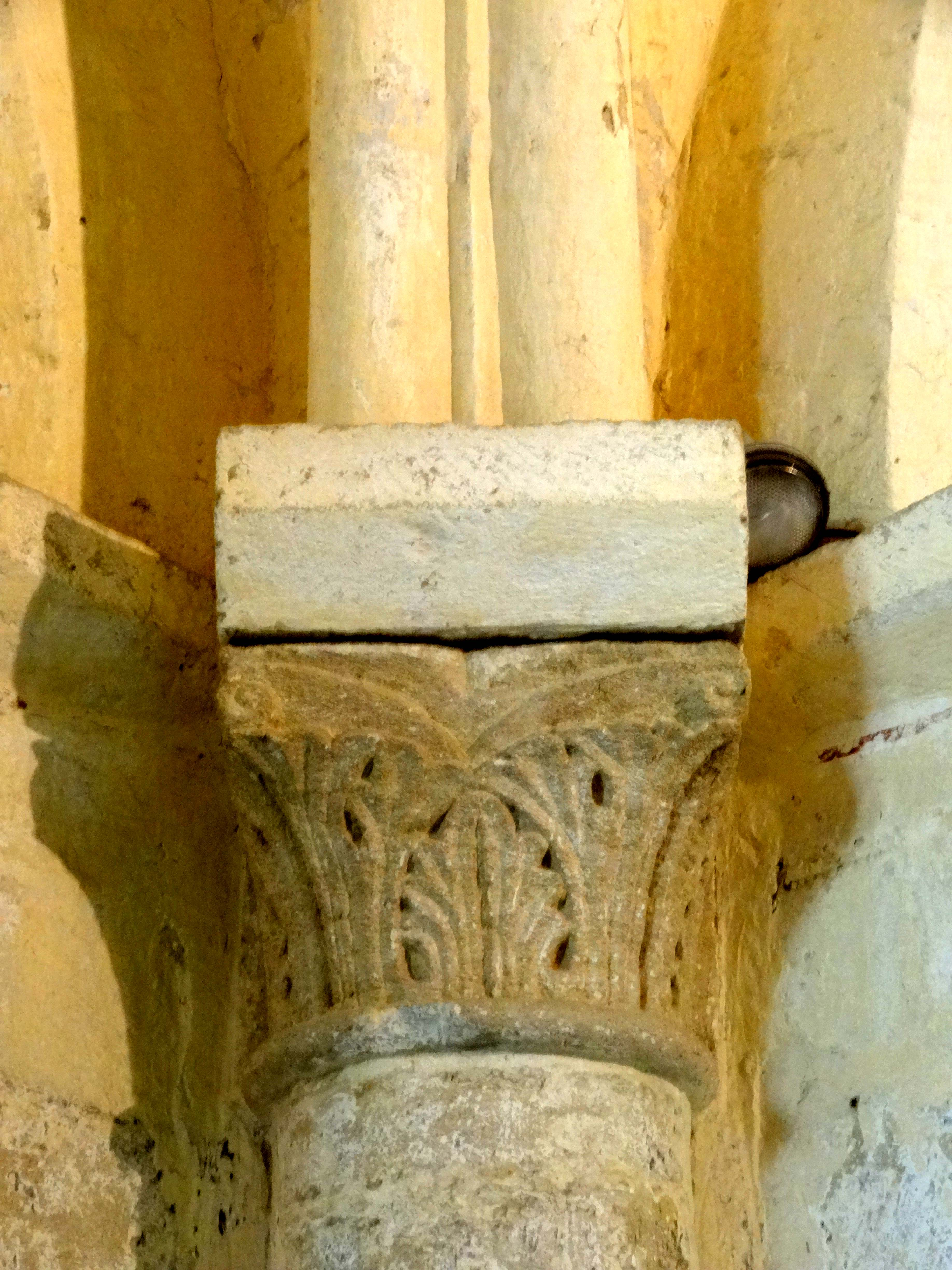
Chapiteau de l'ogive dans l'angle sud-ouest.
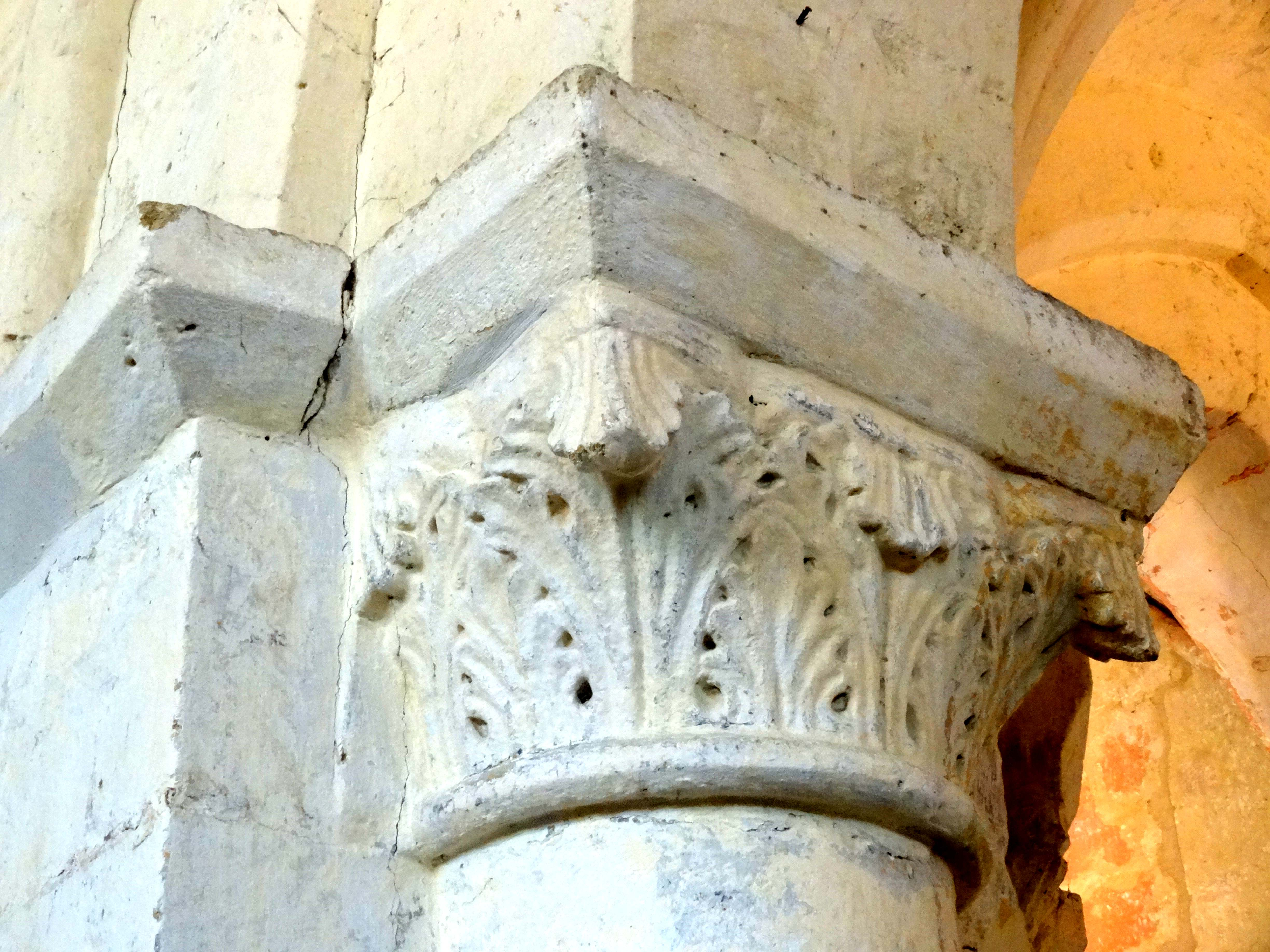
Doubleau est, chapiteau côté sud.

#### Croisillons du transept

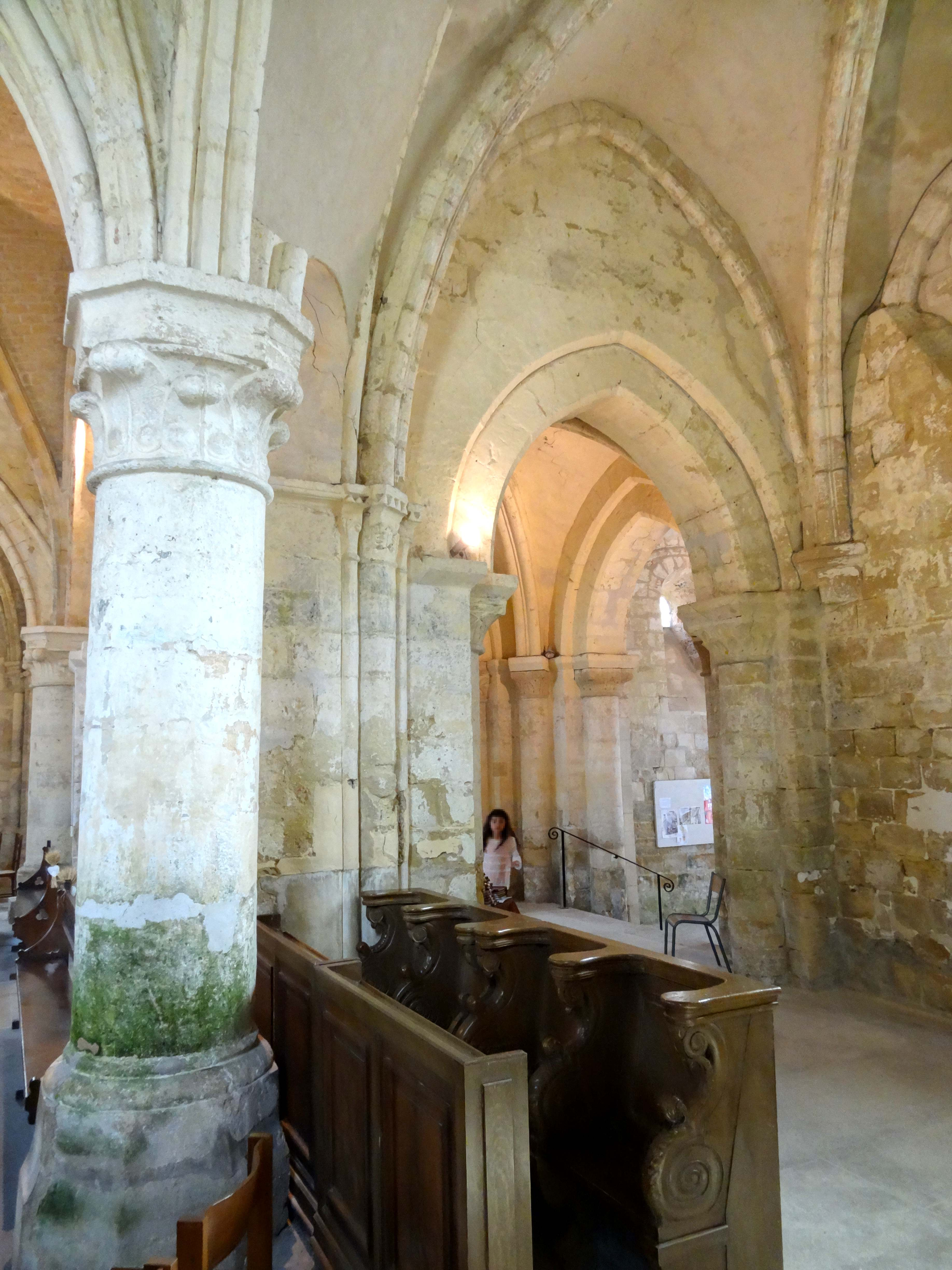
Croisillon nord, vue diagonale vers le sud-ouest.

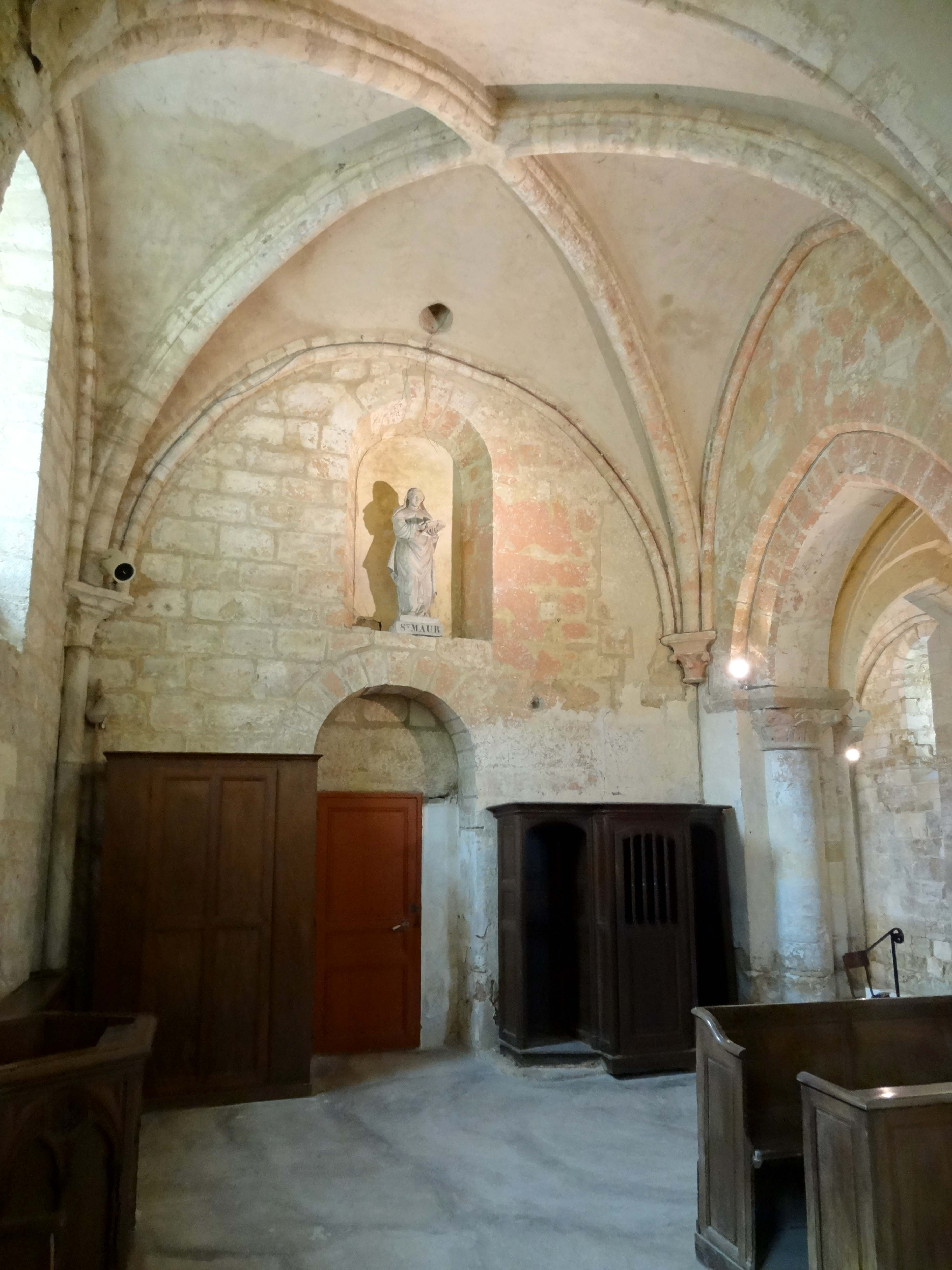
Croisillon sud, vue vers l'ouest.

Les deux croisillons sont d'un plan nettement barlong dans le sens nord-sud, ce qui a permis de remplacer le sanctuaire roman par un large chœur gothique flanqué de deux collatéraux, sans que ceux-ci débordent par rapport aux croisillons du transept. Les croisillons ne comportent que trois élévations, le mur oriental ayant été totalement supprimé au début du XIIIe siècle, excepté un dernier reste en forme de pilastre ou contrefort interne du côté sud. Les supports des voûtes n'ont pour autant pas été modifiés, et dans l'angle nord-est du croisillon nord, l'on voit nettement que le faisceau de colonnettes est conçu pour être logé dans un angle, qui n'existe ici plus. Le raccordement avec les collatéraux du chœur moyennant de courtes voûtes en berceau assez irrégulières est sommaire et revêt un caractère provisoire : il n'y a pas d'arc-doubleau à l'est des croisillons, et leurs voûtes se terminent à l'est par leurs formerets. Nonobstant, la pile nord-est du clocher porte une imposte moulurée dans le croisillon nord. Parmi les trois élévations des croisillons, une correspond à une face de la base du clocher. Comme du côté de la nef, on a l'impression que celle-ci est antérieure, notamment en raison de la différence de style ; de la saillie d'un contrefort du clocher devant le mur occidental du croisillon nord ; et du désaxement des arcades du clocher par rapport aux voûtes des croisillons, si bien que dans l'angle sud-ouest du croisillon nord, il n'y a pas eu de place pour la colonnette du formeret, et son chapiteau repose sur la tablette continue de la base du clocher.
Du côté ouest, chacun des croisillons présente une porte en plein cintre surmontée d'une fenêtre. L'un dessert la sacristie, l'autre donne sur l'extérieur. Dans le croisillon sud, le seuil de la fenêtre se situe au-dessus du niveau normal, afin de laisser assez de place à la porte, qui se situe presque à l'aplomb de la baie. Il pourrait s'agir d'un ancien portail secondaire roman, comme au même endroit à Seraincourt. En raison de la présence du comble de la sacristie juste derrière, la fenêtre est aujourd'hui bouchée. Dans le croisillon nord, la fenêtre est de hauteur normale, et la porte, très basse, ne se situe pas dans son soubassement : elle est nettement désaxée vers la gauche. Les deux murs d'extrémité du transept ne sont pas non plus analogues. Dans le croisillon sud, la baie, aussi grande que son homologue du nord, s'ouvre au-dessus d'un glacis à gradins, comme dans la chapelle de la Vierge de Condécourt, dans l'abside de Moussy et dans les nefs de Bailleval, Champlieu, Glaignes et Saint-Félix. Dans le croisillon nord, la baie d'extrémité est bouchée et ses contours demeurent à peine visibles. Au-dessus, l'on voit deux claveaux moulurés, qui évoquent davantage le vestige d'un ancien formeret que l'archivolte d'une baie. Plus aucune trace de la fenêtre bouchée n'est visible à l'extérieur, où le parement a apparemment été entièrement refait avec un tiers de pierres anciennes et deux tiers de pierres neuves.
Les voûtes des croisillons ont en commun des formerets toriques, un tracé en plein cintre dans le sens longitudinal (nord-sud) et un tracé en tiers-point très aigu dans le sens perpendiculaire (est-ouest). Le recours à l'arc en plein cintre pour compenser une importante différence entre profondeur et largeur de la voûte s'observe à toutes les époques de l'architecture gothique et ne suffit pas pour établir le caractère roman des croisillons. Les voûtes flamboyantes du chœur sont également en plein cintre, alors que seule une clé de voûte traduit une influence de la Renaissance. Dans le croisillon nord, les ogives accusent le même profil que dans la croisée du transept, mais les nervures sont ici plus fines. Comme prix de cette audace, le tracé des ogives et des formerets du côté ouest et du côté nord est particulièrement irrégulier. La clé de voûte n'est, une fois de plus, pas décorée. Les ogives et formerets retombent sur des faisceaux de trois colonnettes dans les angles, sauf dans l'angle sud-ouest, où il n'y a qu'un tailloir et une corbeille uniques, sans supports. La corbeille est sculptée de trois têtes en faible relief. Cette disposition particulière s'explique par la saillie du contrefort du clocher, qui ne laisse pas de place à des colonnettes. Sinon, les colonnettes des ogives sont implantées à 45° face aux ogives, comme dans la base du clocher et la nef, et les colonnettes plus fines des formerets son implantées orthogonalement, contrairement à la nef. Tant les tailloirs que les chapiteaux sont mutilés, et de surcroît, noyés dans une épaisse couche de badigeons. Dans l'angle sud-est, les tailloirs comportent un rang de dents de scie évidées, et dans l'angle nord-est, un rang de dents de scie simplement gravées. Les corbeilles sont essentiellement sculptées de feuilles plates et volutes d'angle, à l'exception du gros chapiteau dans l'angle sud-est, qui affiche des feuilles de chêne. Dans le croisillon nord, les ogives accusent un gros tore entre deux baguettes. Le tore est de section circulaire, et non en forme d'amande, ce qui est le plus souvent le cas. Selon Pierre Coquelle, les colonnettes uniques, qui reçoivent à la fois les ogives et les formerets, ont été refaites au XIIIe siècle. Leurs chapiteaux de crochets bien fouillés sont en effet nettement gothiques et évoquent le style du chœur et de ses bas-côtés. Mais contrairement à ce qu'affirme l'auteur, on ne peut pas attribuer les tailloirs à une campagne de construction antérieure : ils ne débordent que dans deux angles, et s'évasent ici nettement vers le bas pour arriver au diamètre du chapiteau. Dans les deux autres angles, les tailloirs sont parfaitement bien proportionnés. Tout ce qui parle au bout du compte en faveur de l'hypothèse du revoûtement est l'épaisseur des ogives, analogue au diamètre des colonnettes.

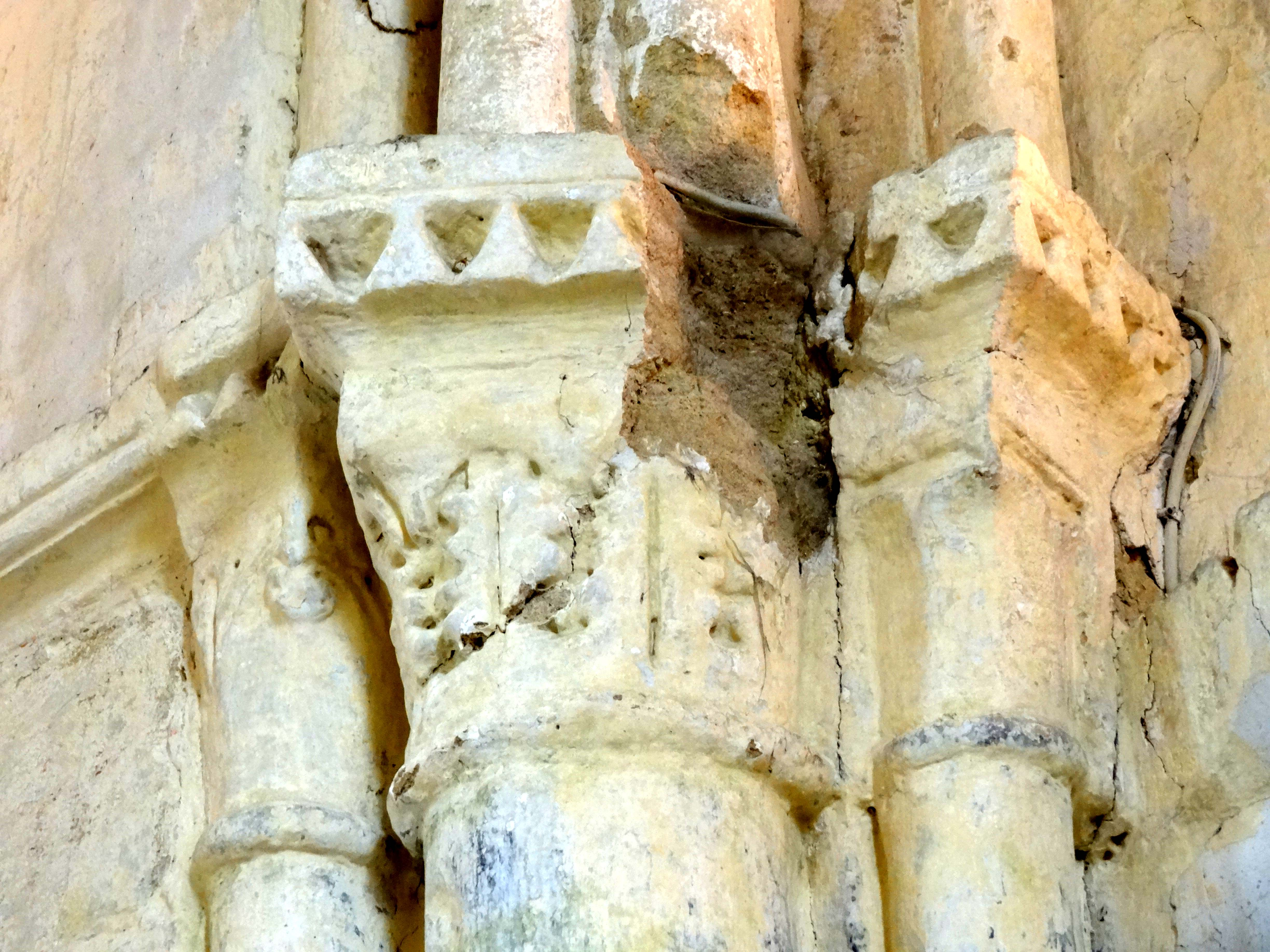
Croisillon nord, chapiteaux au sud-est.
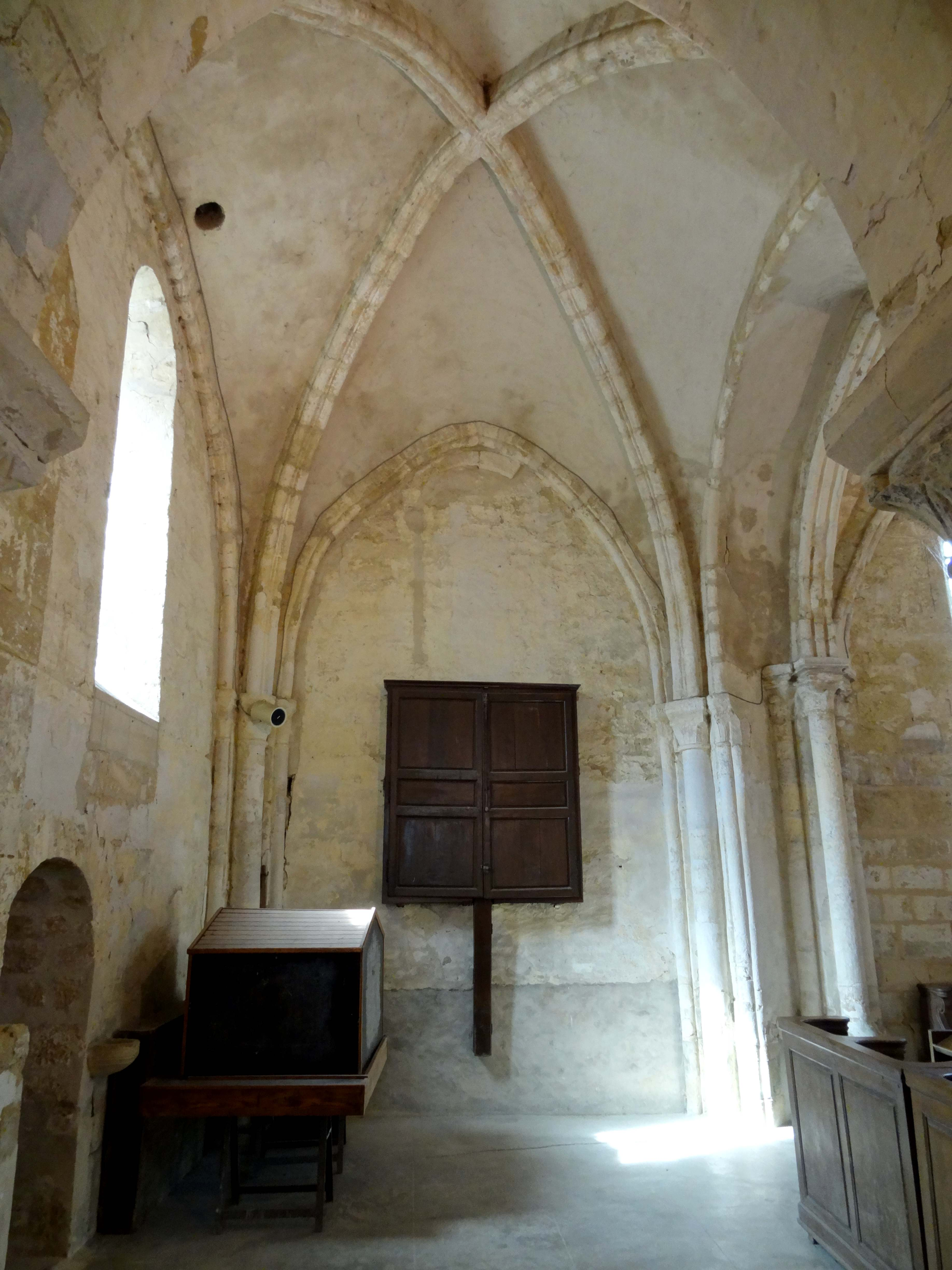
Croisillon nord, vue vers le nord.
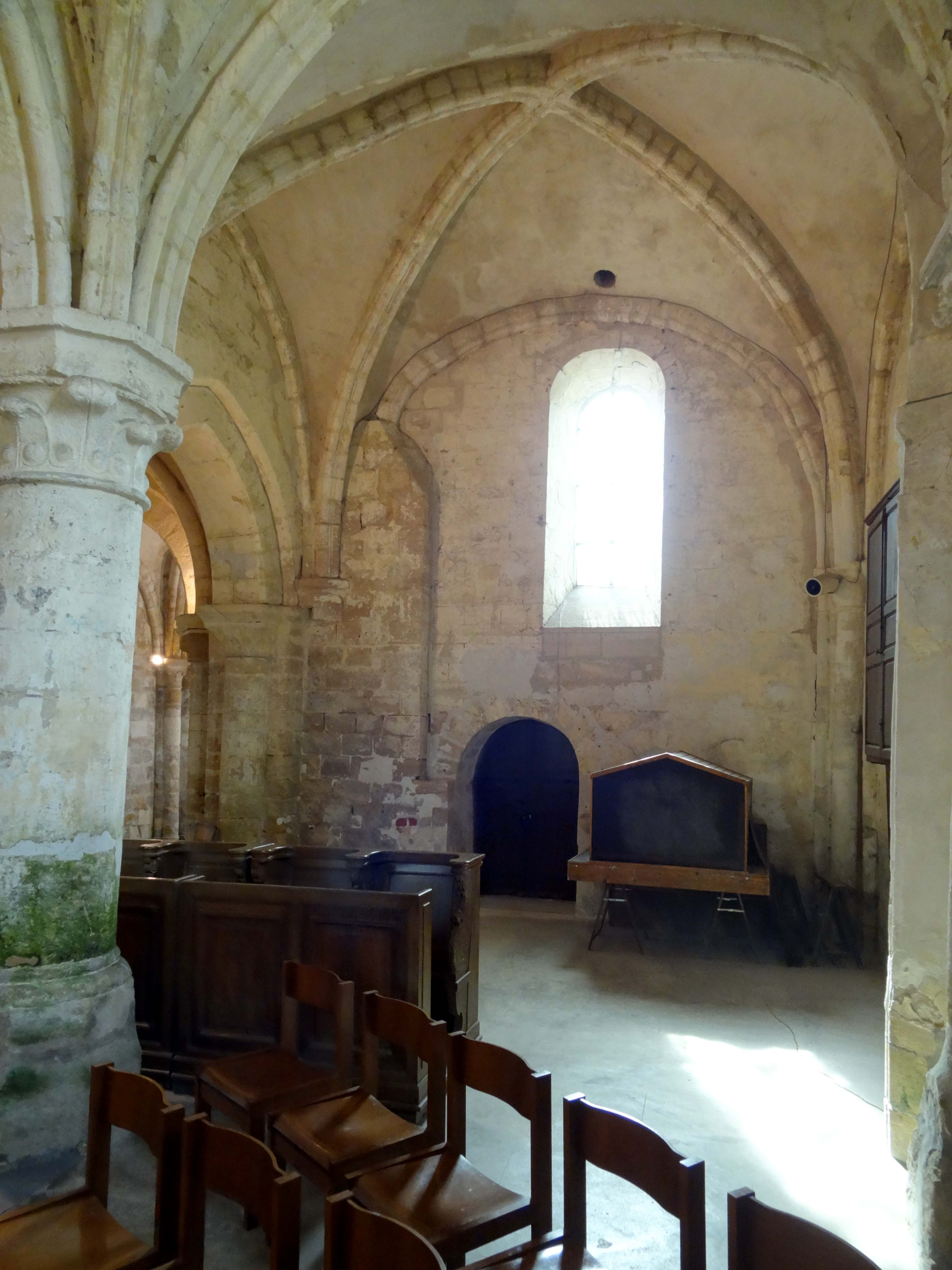
Croisillon nord, vue vers l'ouest.
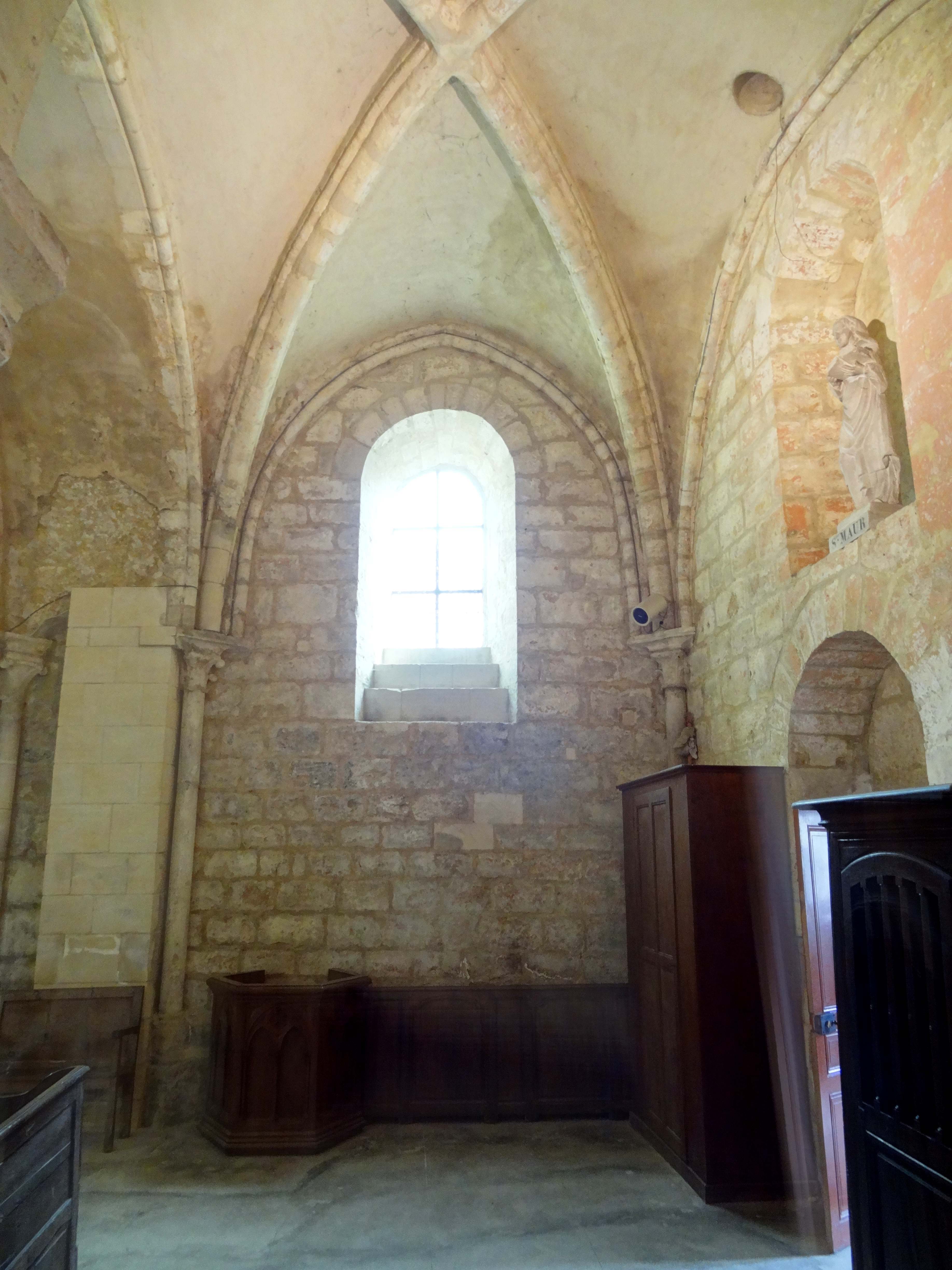
Croisillon sud, vue vers le sud.
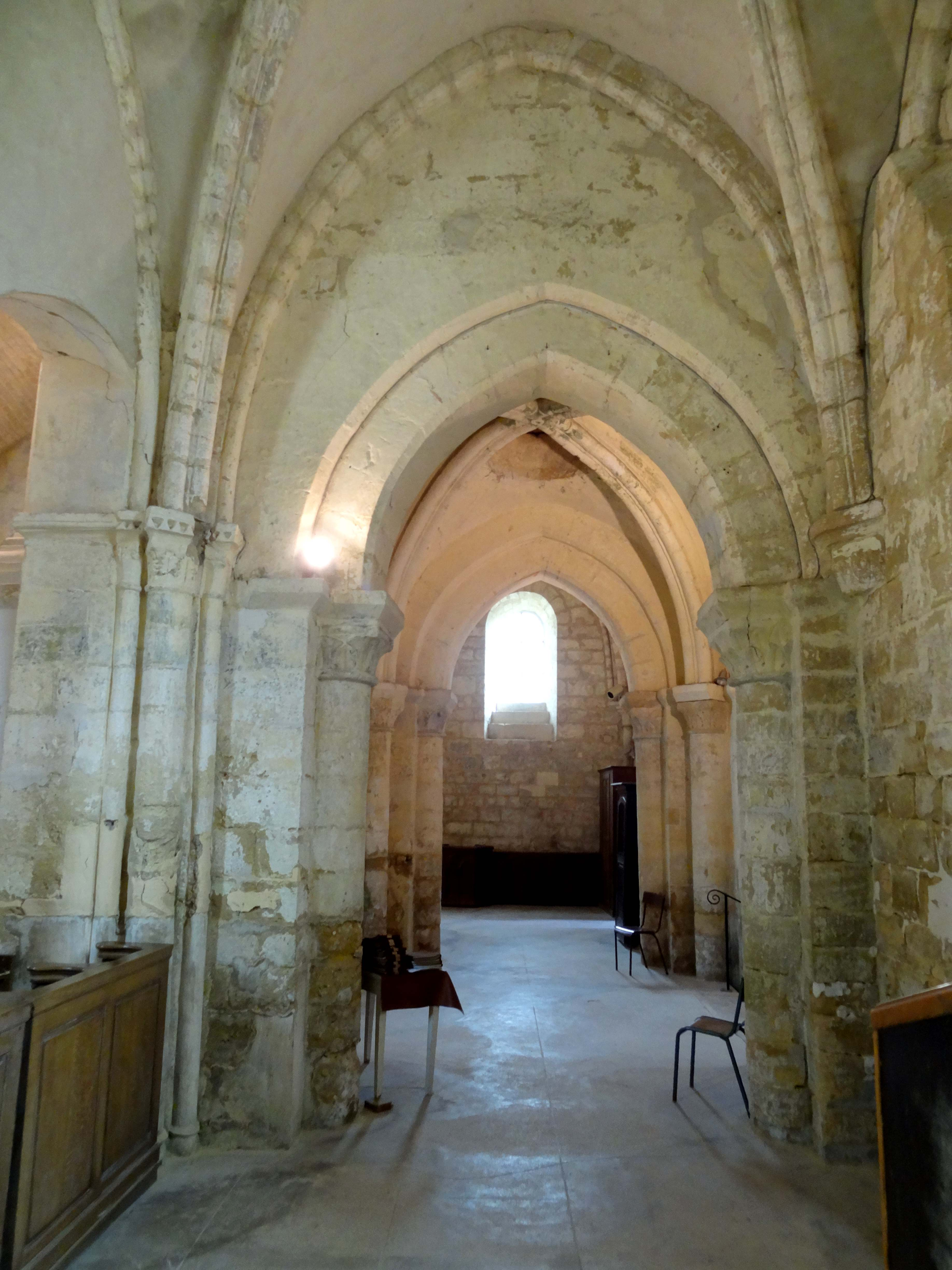
Croisillon nord, vue vers le sud.
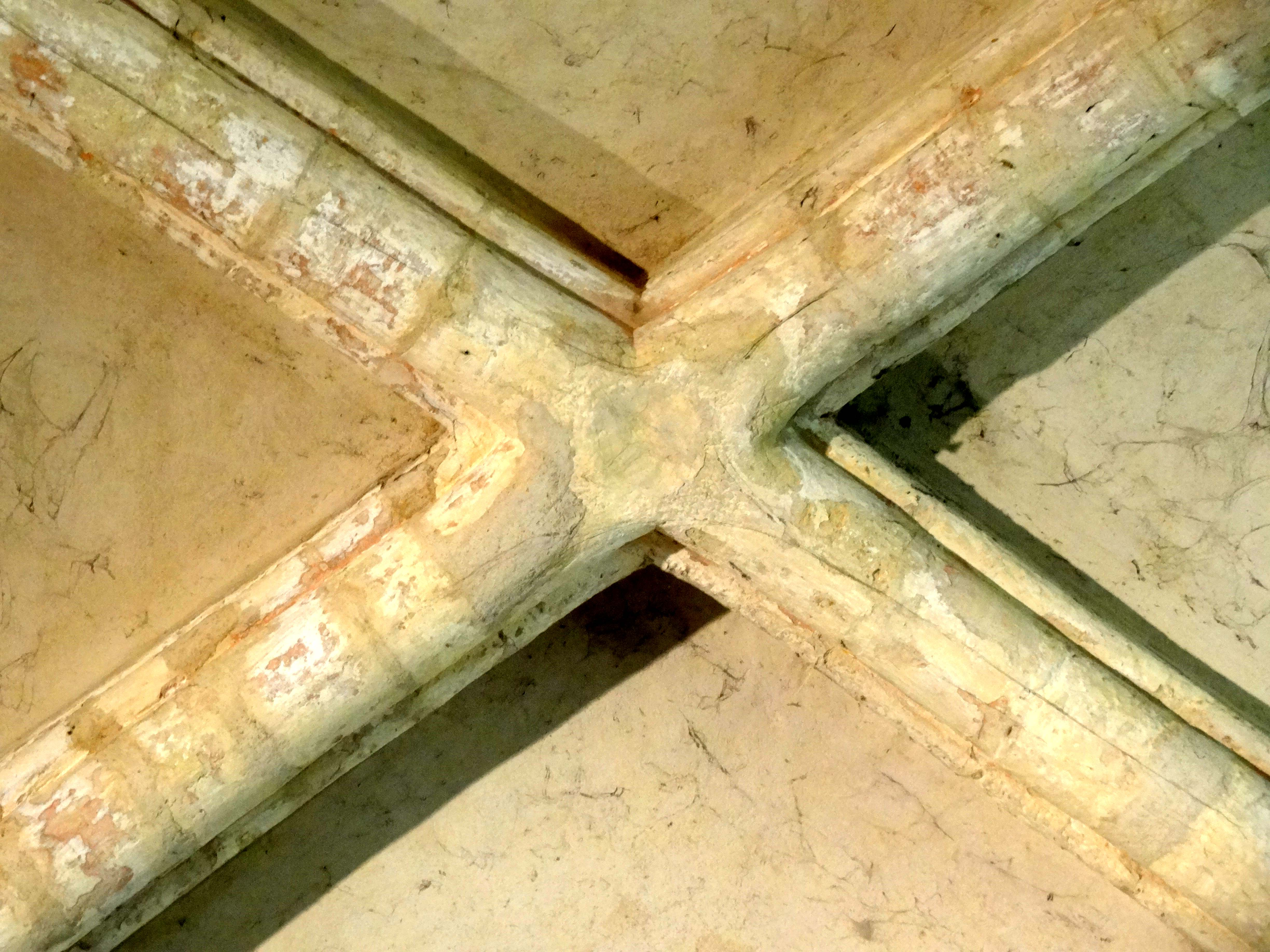
Croisillon sud, clé de voûte.

#### Chœur

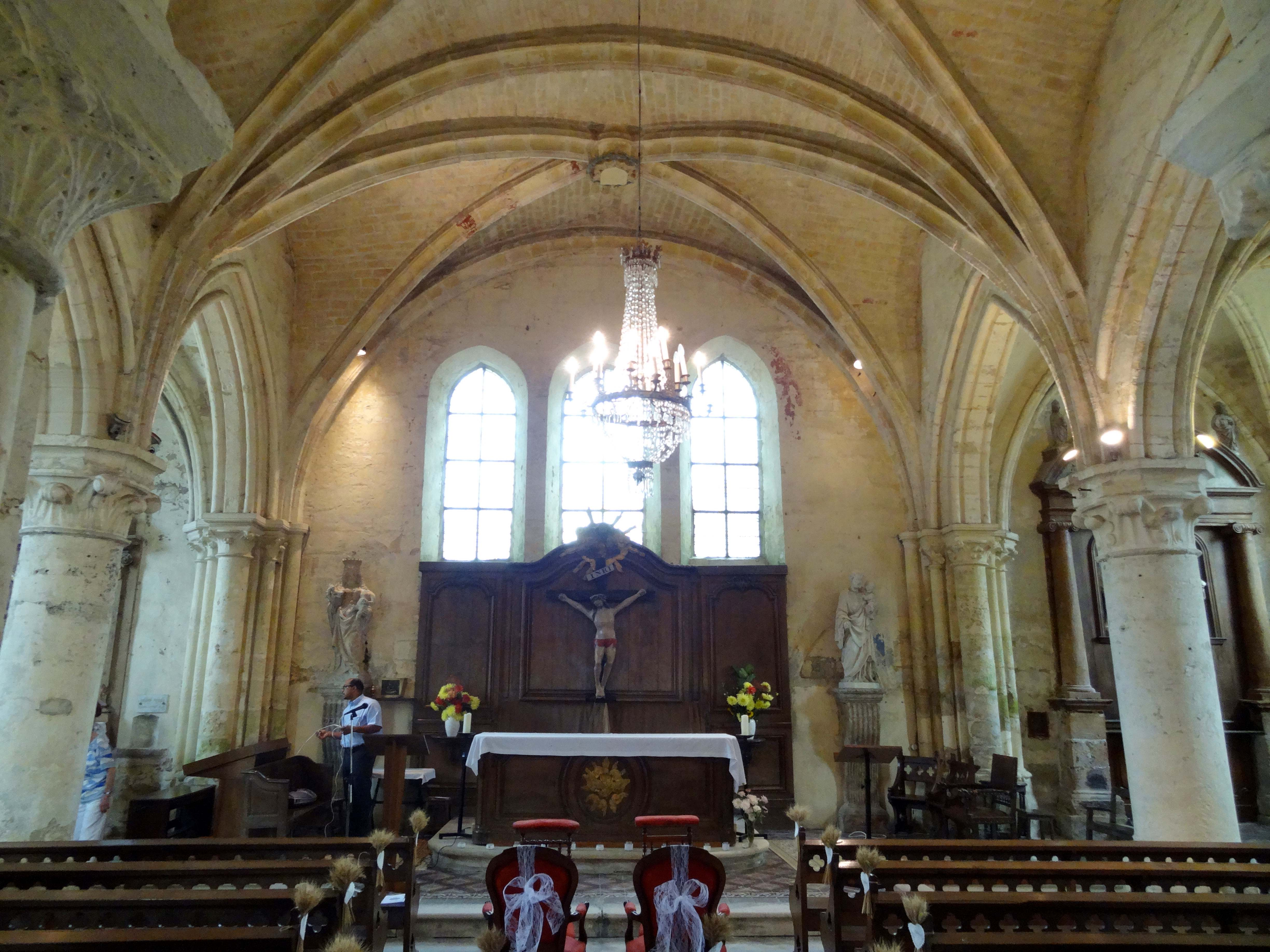
Vue vers l'est.

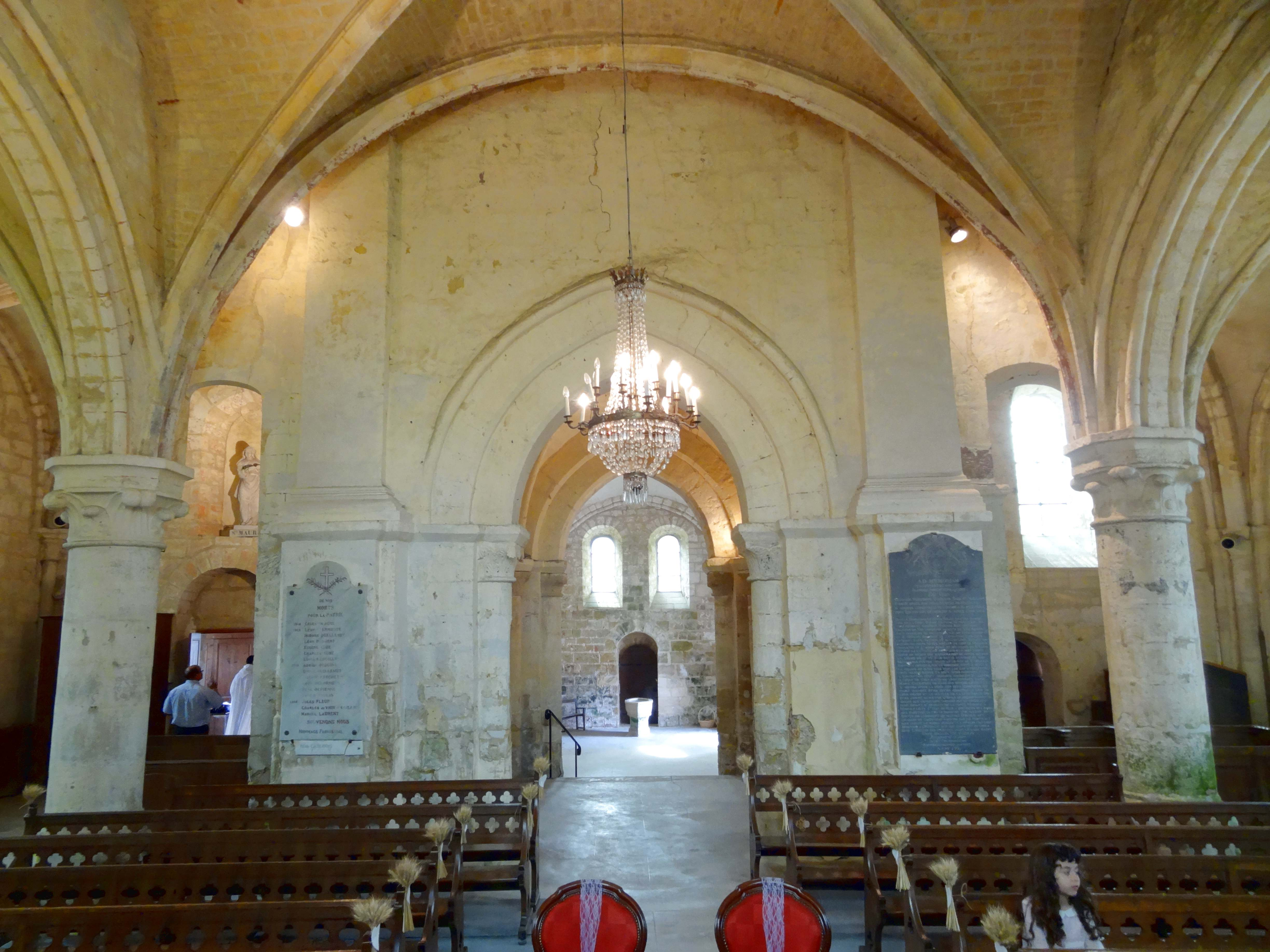
Vue vers l'ouest.

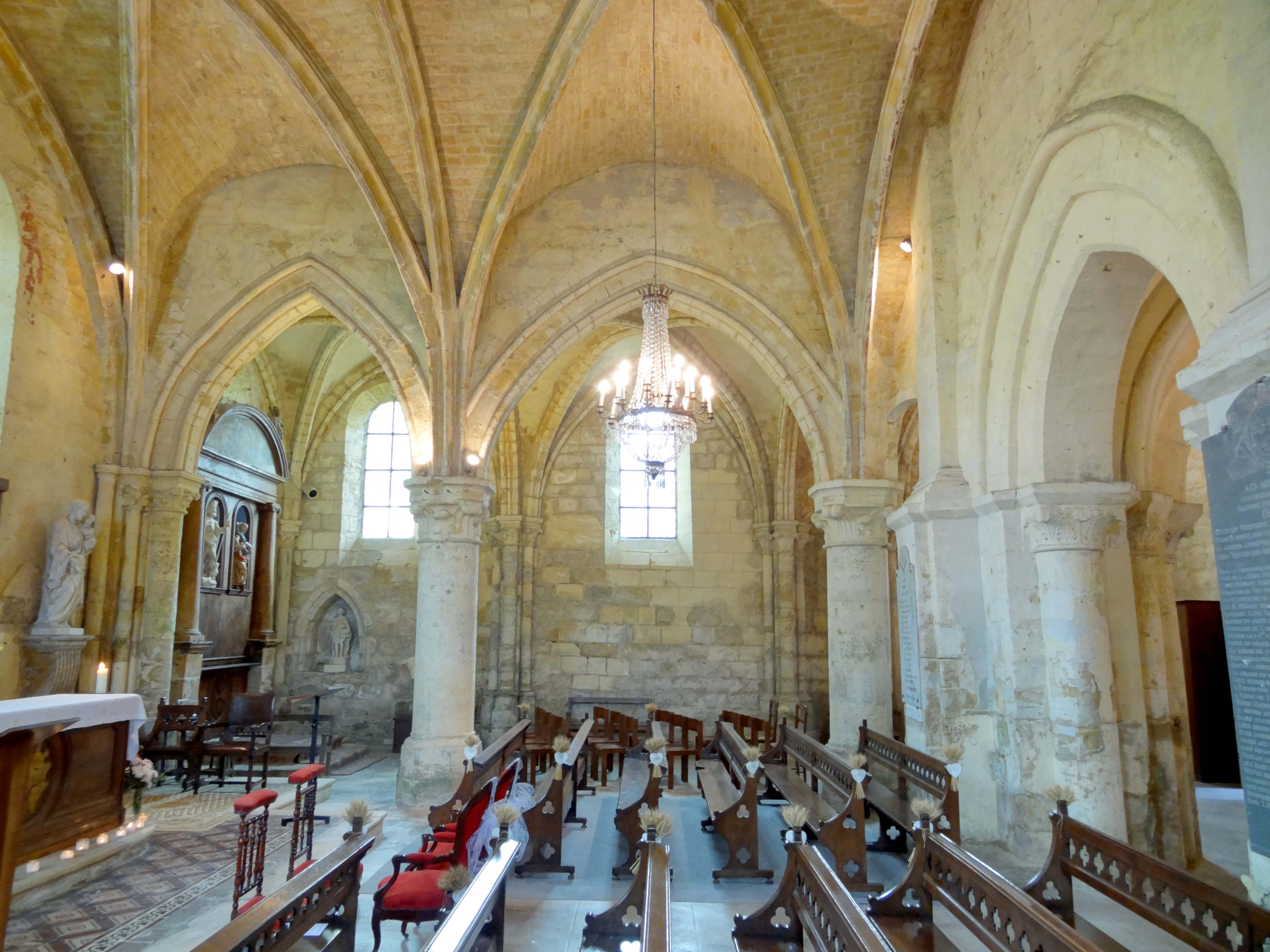
Vue vers le sud.

Le chœur mesure 9,43 m de profondeur, et 17,41 m de largeur y compris les deux collatéraux. L'architecture du vaisseau central ne parvient pas à convaincre. D'un côté, il est oblitéré par ses voûtes flamboyantes très basses, d'un tracé surbaissé et sans formerets, à peine plus élevées que les voûtes des croisillons et des bas-côtés ; d'un autre côté, la première grande arcade au nord et au sud est plus large, mais aussi moins élevée que la suivante. La différence de hauteur ne se justifie guère, car c'est bien l'arcade plus large qui soit moins élevée, contrairement à toute logique. La différence de largeur n'est pas davantage logique. Pierre Coquelle note qu'à Triel-sur-Seine, la travée la plus rapprochée du clocher est moins large que la suivante, ce qui s'explique parfaitement par la volonté de mieux contrebuter le clocher par ces arcades peu ouvertes. En l'occurrence, l'explication ne saura être qu'un repentir du maître d'œuvre, qui débuta donc pas la construction des arcades qui font suite au clocher, et espéra pourvoir empiéter davantage sur la voie publique du côté du chevet. Finalement, cet espoir ne se réalisa pas. Le premier inconvénient n'est imputable qu'à la reconstruction flamboyante au rabais ; le second résulte d'une mauvaise préparation du projet. Il se traduit avant et surtout par l'effondrement des voûtes, ou par la nécessité de les démolir pour échapper au péril de leur chute. Dans le même ordre d'idées, on relève la différence de hauteur entre la première et la dernière lancette du triplet du chevet, qui domine la lancette médiane. Plus large que les deux autres lancettes, celle-ci doit aussi être plus élevée que les deux autres. Cette maladresse contraste avec la riche décoration à l'extérieur, qui est du reste en décalage avec la nudité des ébrasements des baies à l'intérieur. S'y ajoute un autre défaut, qui n'est pas un défaut de conception à proprement parler : il s'agit de la définition des dimensions du chœur gothique en fonction de l'hypothèse de la démolition des parties romanes sous une campagne ultérieure, un peu à l'image de ce que l'on fit à Triel à la Renaissance, où le nouveau chœur ne se situe pas dans l'axe de l'église gothique, ni par ailleurs au même niveau. En l'occurrence, les conséquences se ressentent surtout dans les croisillons (voir ci-dessus). Dans le vaisseau central, la vue était ouverte sur la majeure partie du clocher roman avant son revoûtement, ce qui était certainement curieux, mais d'un bel effet. On a juste retravaillé les retraites des contreforts au-dessus de la tablette continue, et bouchée les deux baies orientales, sans toucher à leurs colonnettes à chapiteaux : elles sont toujours parfaitement bien conservées dans la salle du comble.
Tant pour les grandes arcades de la première moitié du XIIIe siècle, que pour les voûtes de la première moitié du XVIe siècle, la modénature et la sculpture correspondent largement aux conventions de leurs époques. Les grandes arcades retombant sur des piliers monocylindriques appareillées en tambour, fortement répandues en Île-de-France, sont du même type qu'à Notre-Dame de Paris. On les trouve aussi à Andrésy, Auvers-sur-Oise, Beaumont-sur-Oise, Ennery, Grisy-les-Plâtres, Notre-Dame de Mantes-la-Jolie, Nesles-la-Vallée, Santeuil, Triel-sur-Seine, etc. Il est exceptionnel que l'on trouve autant de piliers libres que de travées, ce qui vient du fait que les arcades ne butent pas contre les piles du clocher du côté ouest. Au droit du chevet, le maître d'œuvre a préféré, à l'instar de la plupart de ses confrères, une colonne engagée pour l'intrados, et deux colonnettes pour le rouleau supérieur. S'y ajoutent les colonnettes des ogives, qui, dans le vaisseau central, ont été refaites au XVIe siècle. Comme à l'accoutumée, le rang de claveaux supérieur est mouluré d'un tore de chaque côté, et l'intrados affiche un méplat entre deux tores dégagés. En ce qui concerne les piliers isolés, les tailloirs carrés à angles abattus indiquent généralement une époque plus avancée que les tailloirs carrés, qui continuent cependant d'être employés pour les colonnettes. Leur profil se limite à une plate-bande et un cavet, et est un peu sommaire pour la période gothique. La saillie des tailloirs des piliers isolés leur permet de recevoir les faisceaux de colonnettes retombant des hautes-voûtes, moyennant des consoles permettant un léger encorbellement. Tous les supports du second ordre du XIIIe siècle ont cependant été supprimés, sauf dans les combles, où il reste les colonnettes à chapiteaux du formeret oriental dans les angles du chevet. Les corbeilles des chapiteaux sont de plan circulaire. Elles sont sculptées de feuilles striées aux extrémités enroulées en crochets, qui, sur de nombreux chapiteaux, alternent avec des petites feuilles polylobées. Sur le premier chapiteau du nord, la sculpture est fortement stylisée, voire rudimentaire. Les chapiteaux au droit du chevet et dans les collatéraux sont en tout cas plus évolués, et plus fouillés. Quant aux ogives du XVIe siècle, elles accusent un filet saillant, se détachant devant deux larges gorges, délimitées des voûtains par deux autres filets. Les deux fines moulures concaves, qui flanquent généralement le filet de l'intrados, ne sont pas partout bien travaillées. Les clés de voûte arborent un écusson martelé à la Révolution, qui est entouré d'une belle guirlande d'inspiration Renaissance dans la première travée, et de découpages flamboyants ainsi que d'un cercle dans la deuxième travée. La date de 1838 est inscrite à l'ouest de la première clé de voûte.

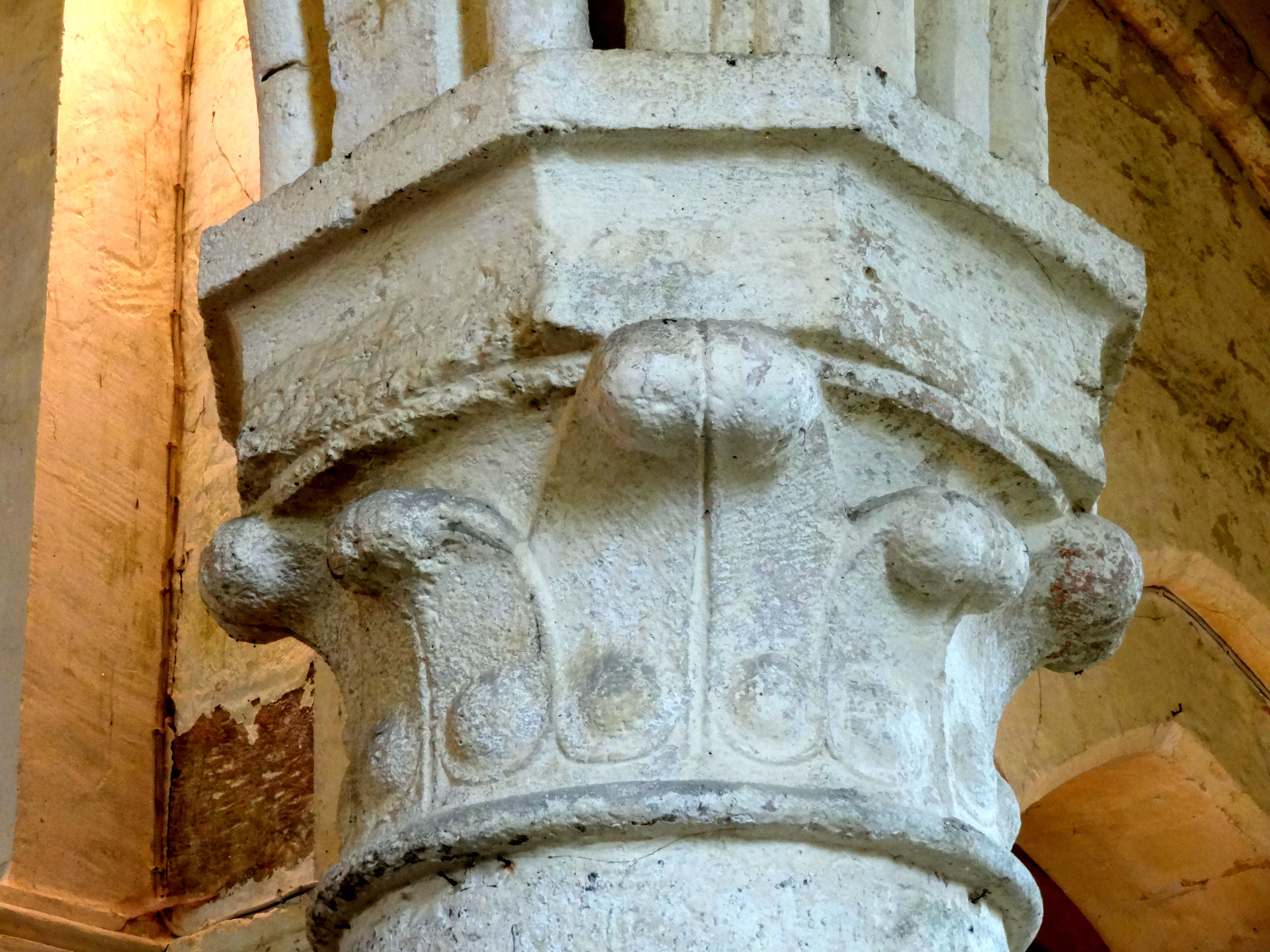
Chapiteau du 1er pilier du nord.
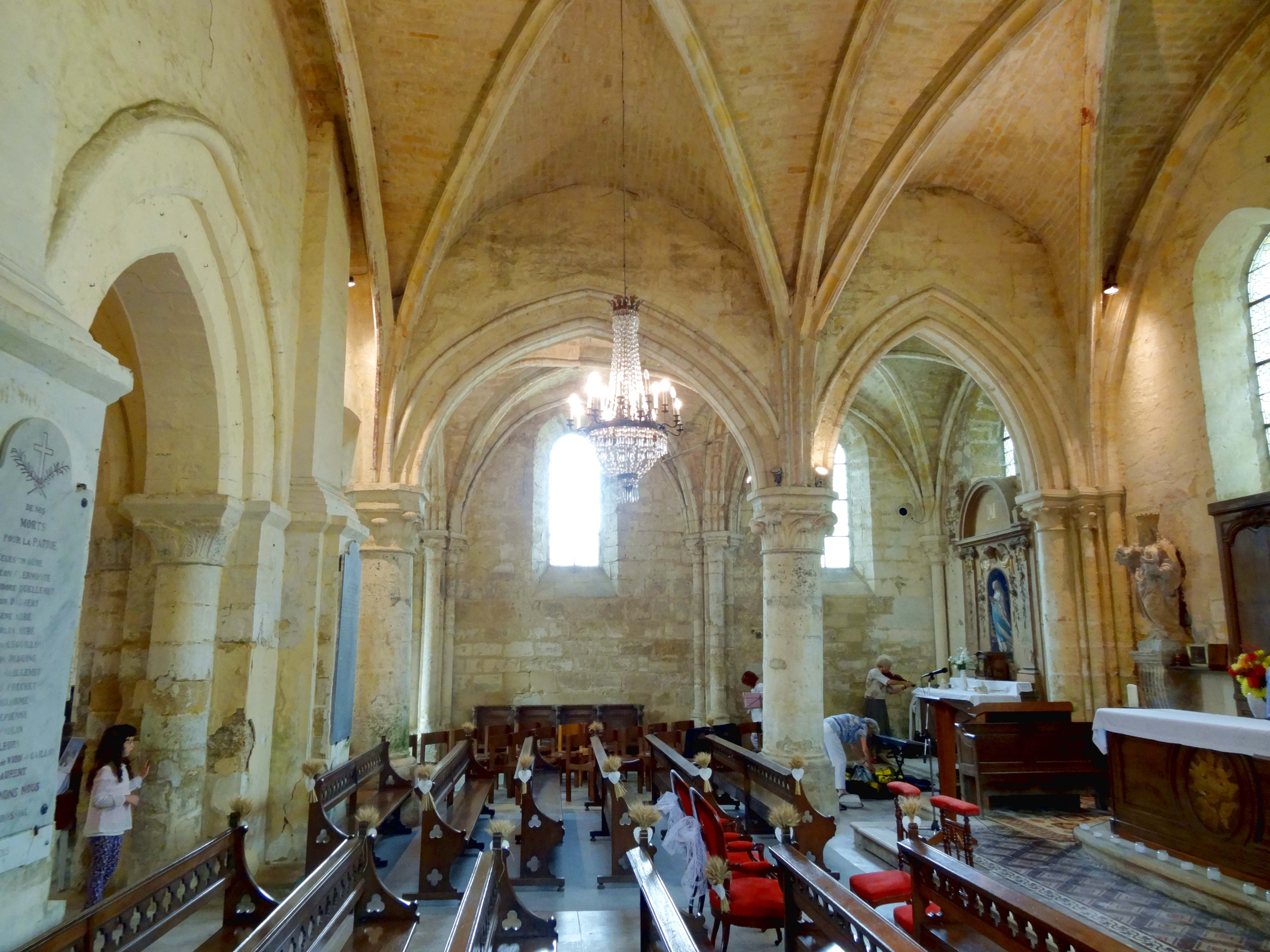
Vue vers le nord.
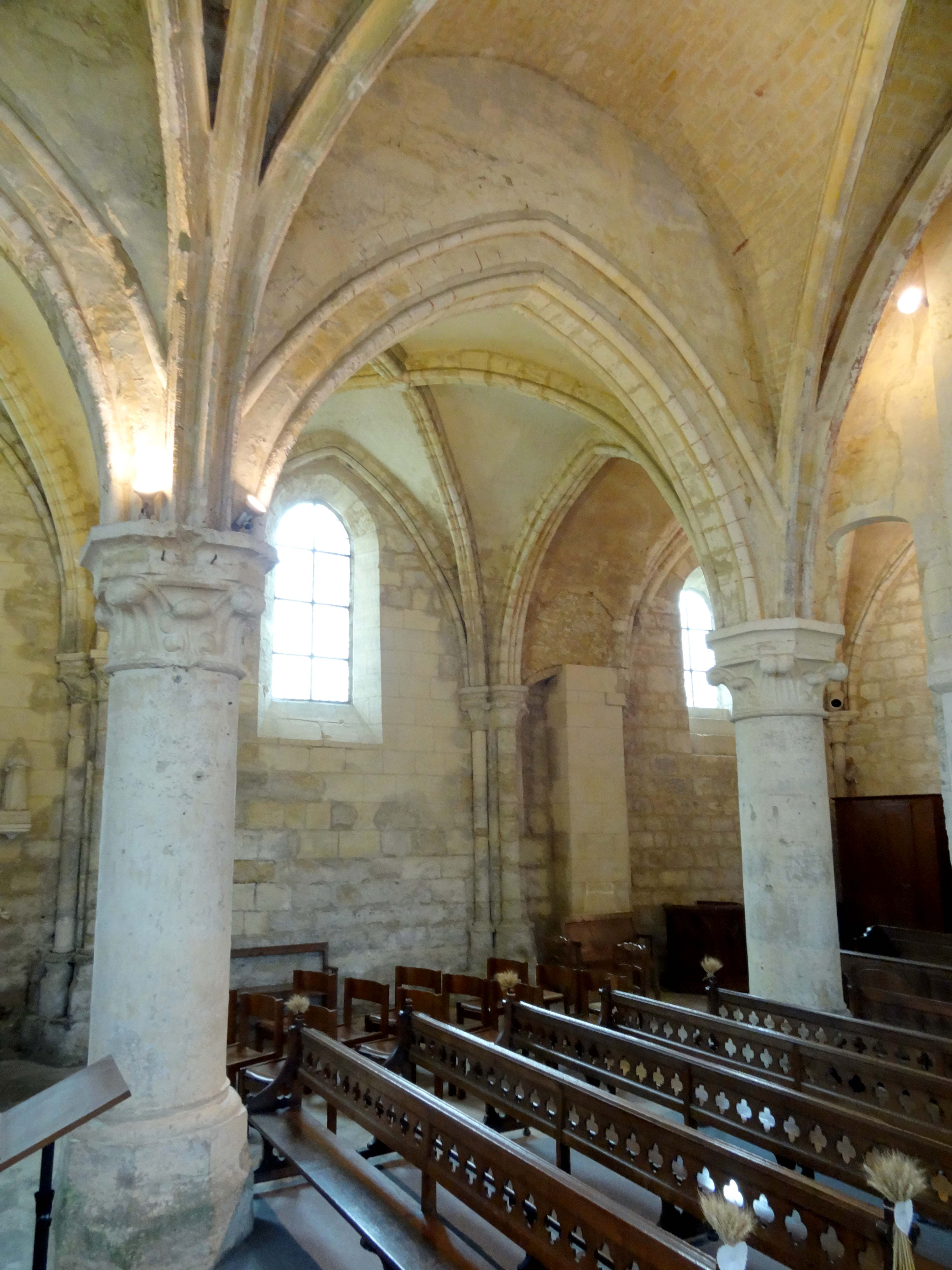
1re travée, vue vers le sud.
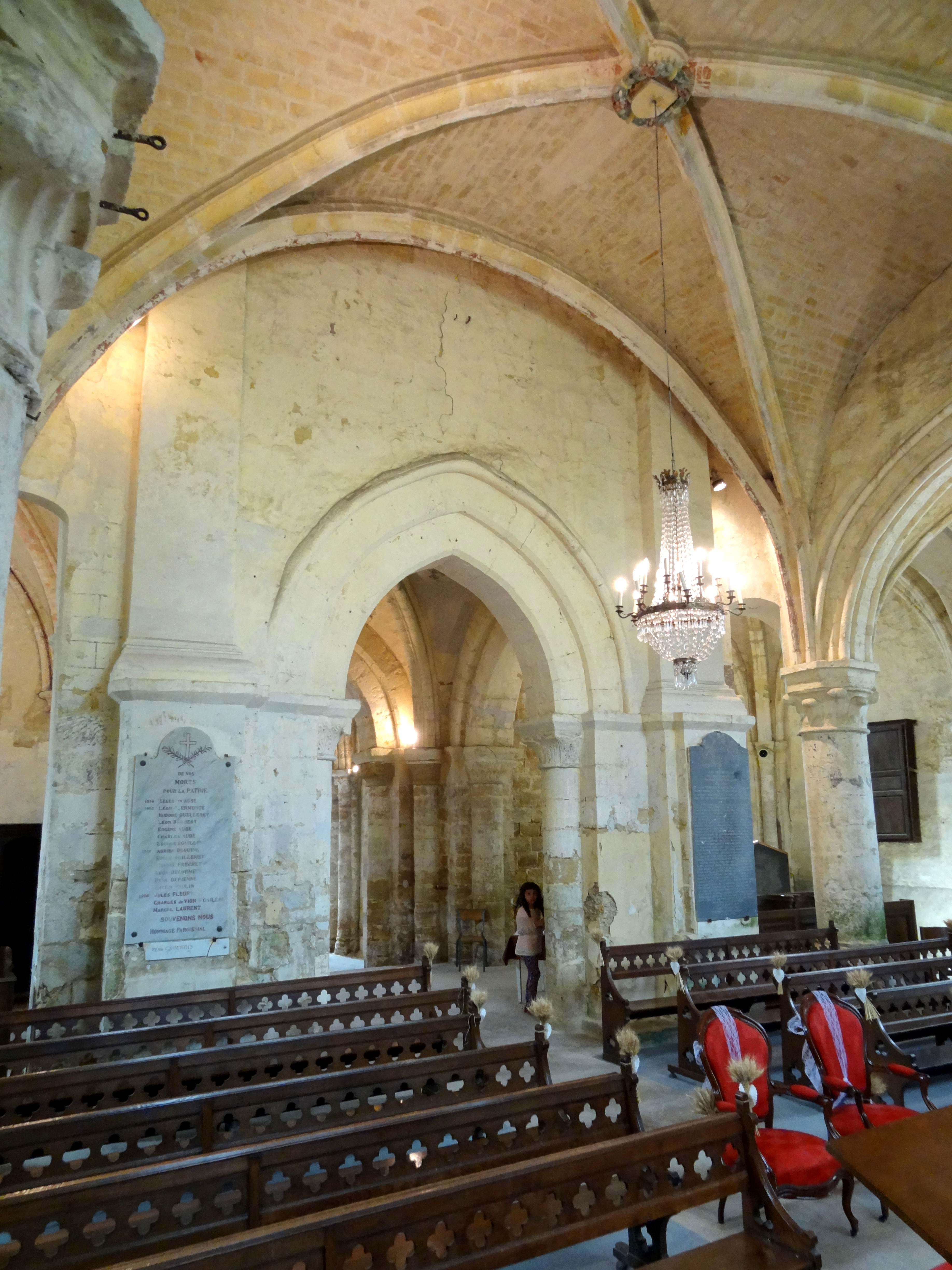
Vue sur la base du clocher.
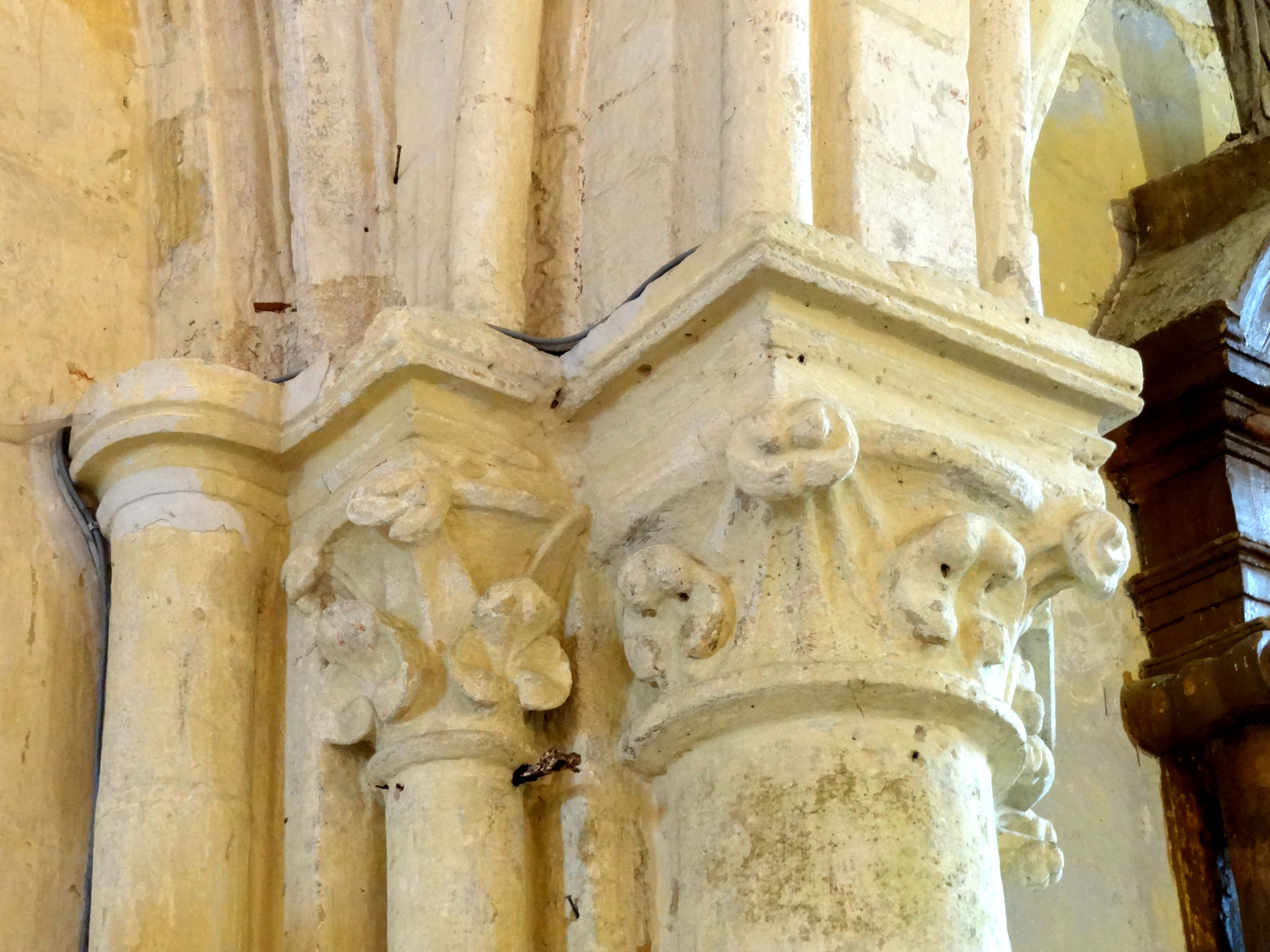
Chapiteaux dans l'angle sud-est.
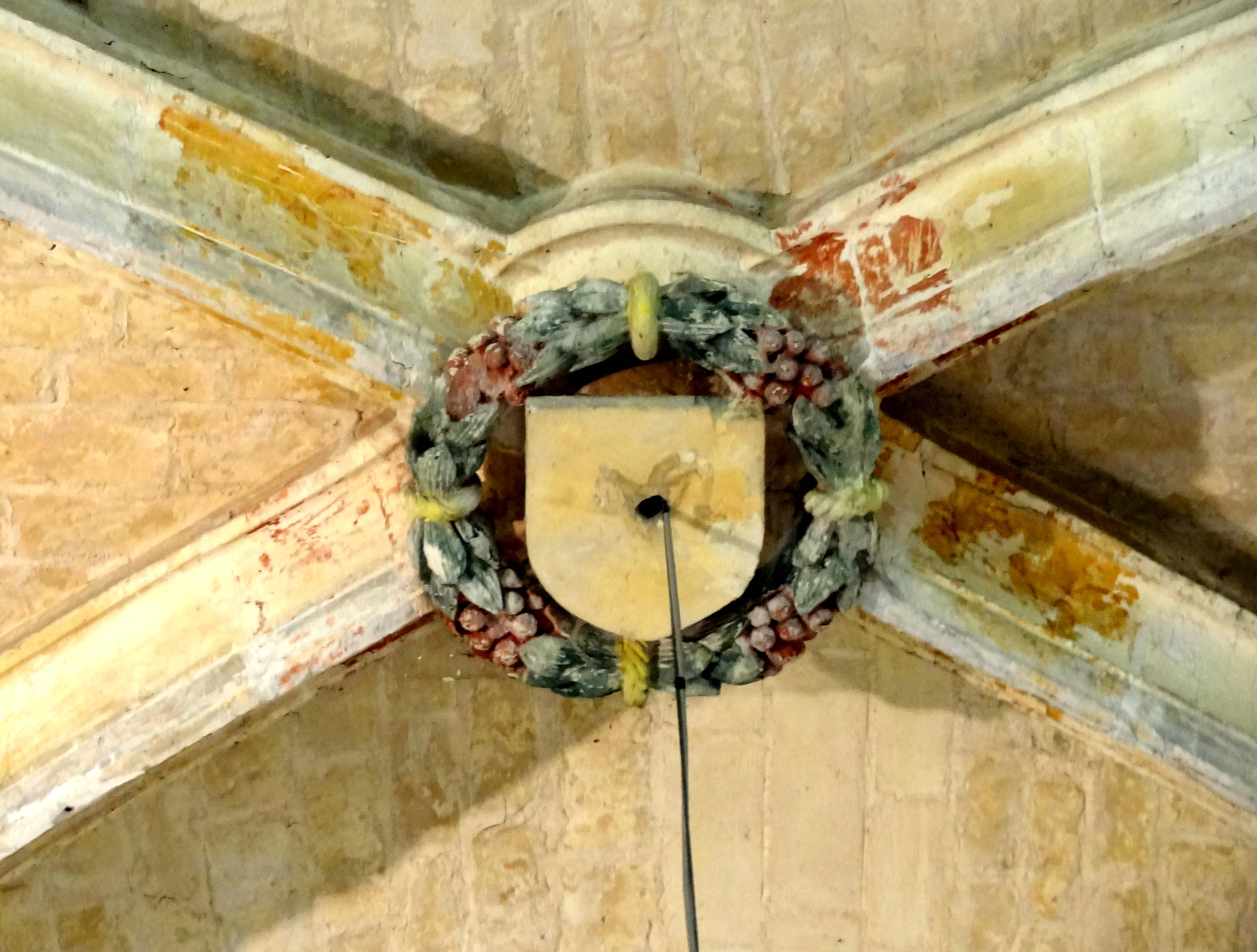
Clé de voûte de la 1re travée.

#### Collatéraux

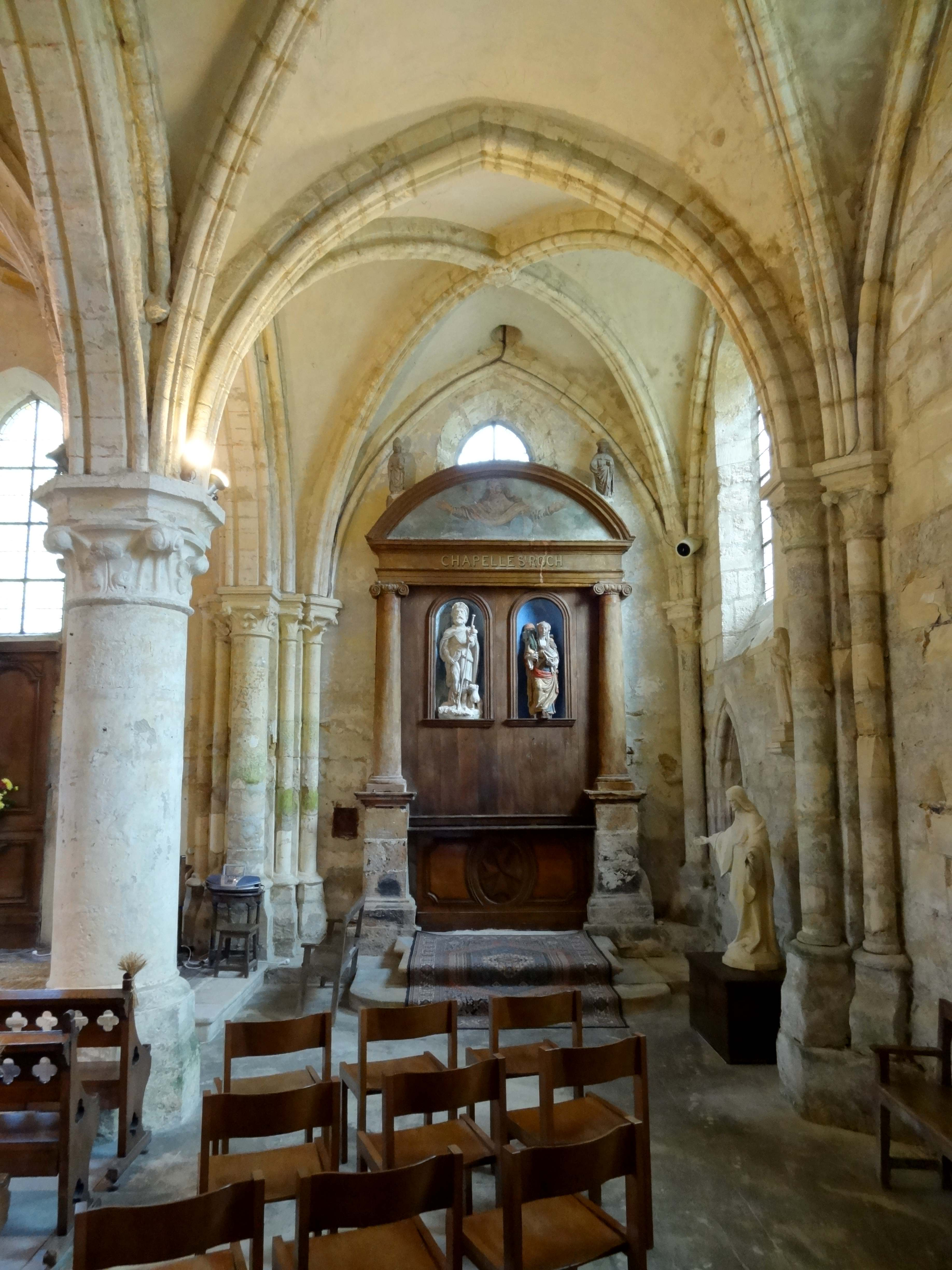
Collatéral sud, vue vers l'est.

Les collatéraux du chœur, qui n'ont jamais été remaniés depuis leur construction entre 1210 et 1230 environ, adoptent les proportions habituelles à l'époque. La hauteur des piliers est équivalente à la largeur, et la hauteur sous le sommet des voûtes équivaut à une fois et demi la largeur. Moitié moins larges que le vaisseau central, et probablement moitié moins élevés que celui-ci du temps de l'existence des voûtes gothiques, les bas-côtés se composent de deux travées carrés chacun. Ils sont globalement symétriques, ce qui n'est pas le cas des croisillons. L'architecture est de bon niveau, et l'on ne relève pas de maladresses majeures contrairement au vaisseau central. L'on note seulement que les fenêtres, qui sont des lancettes simples, sont dénuées de décoration, alors qu'elles sont généreusement décorées à l'extérieur. Toutes les fenêtres, soit deux au nord, deux au chevet et deux au sud, sont toujours intactes. Les baies du chevet sont seulement en partie obturées par les deux retables latéraux, mais pas bouchées. Les voûtes sont entièrement en arc brisé, et munies de formerets toriques, qui, vers le vaisseau central, sont en même temps les rouleaux supérieurs des arcades. À l'est de la première arcade du sud, le formeret ne rejoint pas le tailloir, et bute sur un culot non sculpté. Les ogives adoptent le même profil que dans le croisillon nord (et la base du clocher, où les nervures sont cependant plus épaisses). Le profil des doubleaux intermédiaires est assorti, et un filet vient y remplacer les deux tores. Les clés de voûte sont malheureusement abîmées dans le collatéral sud. Dans le collatéral nord, l'on trouve les seules clés de voûte sculptées antérieures au XVIe siècle de l'église. Ce sont des petites rosaces de feuillages, dont la premier est « tournante », suggérant un mouvement de rotation, comme quelques exemplaires dans les bas-côtés de Trumilly ; le croisillon nord d'Ableiges, le croisillon sud de Montgeroult ; la chapelle de la Vierge de Condécourt, les chapelles nord de Brenouille et Glaignes ; les chœurs de Borest, Condécourt et Sarcelles ; etc. Selon Maryse Bideault et Claudine Lautier, cette caractéristique n'apparaît guère avant les années 1220. Les supports sont des colonnettes uniques dans les angles (dont celles à la fin des grandes arcades forment des faisceaux avec les fûts de ces dernières), et des faisceaux de trois colonnettes à l'intersection des deux travées, au droit du mur extérieur. Les colonnettes des ogives sont implantées à 45°, comme partout ailleurs dans l'église, quelle que soit la période de construction. Tant la modénature que la sculpture sont plus évoluées que dans le vaisseau central : le profil des tailloirs est plus complexe, et les crochets développent une grande plasticité.

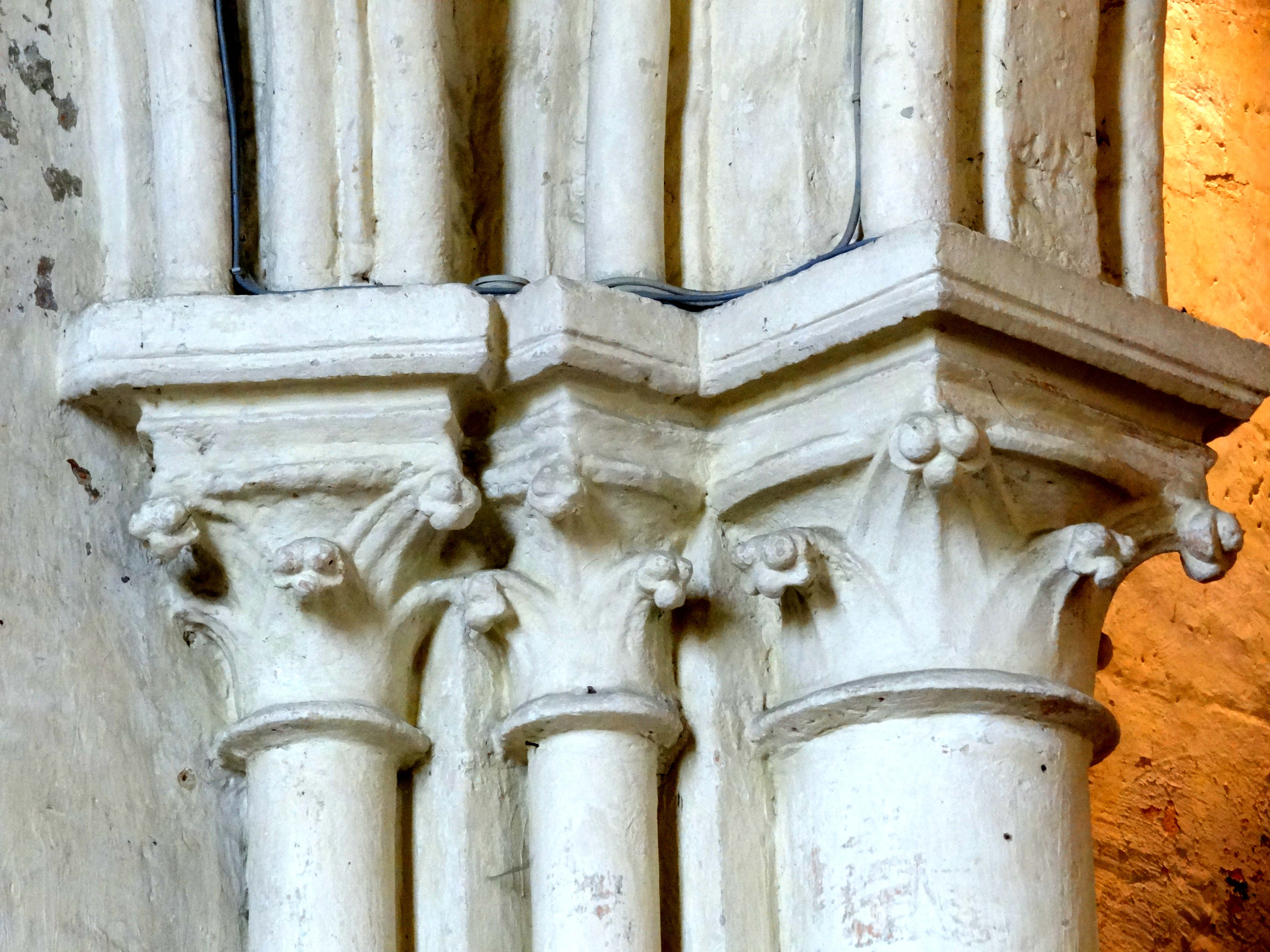
Collatéral nord, chapiteaux au sud-est.
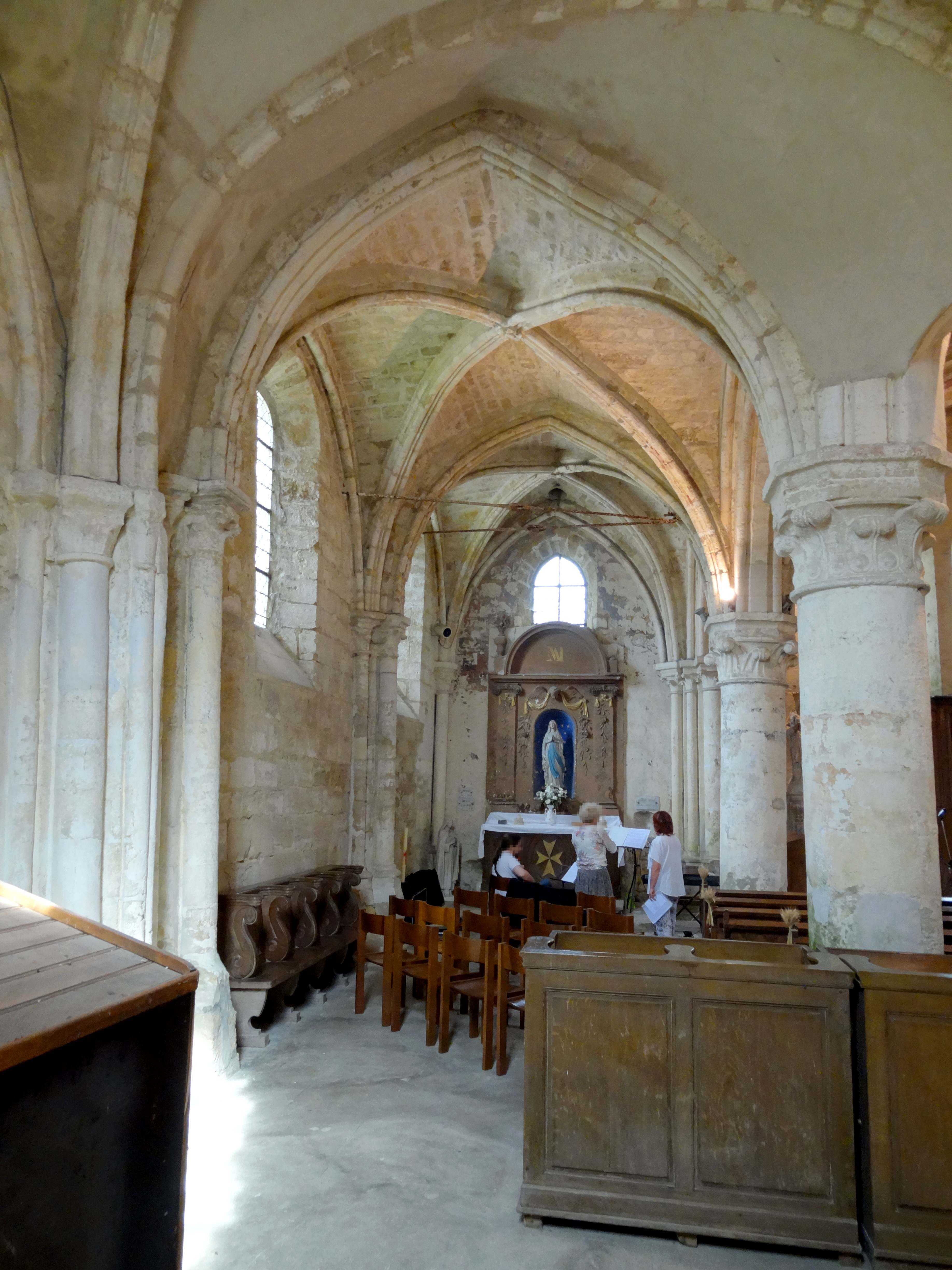
Croisillon nord, vue dans le collatéral.
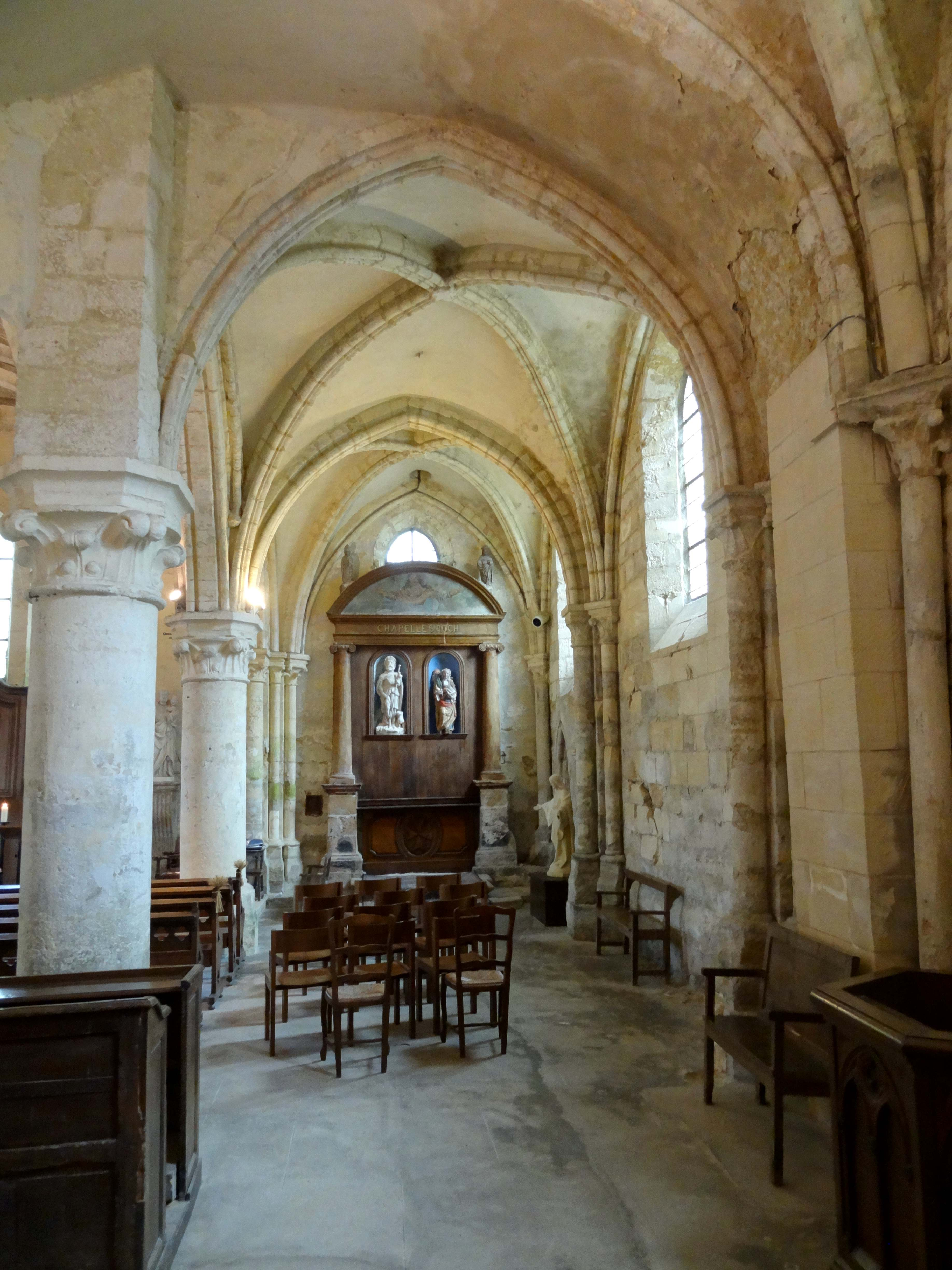
Croisillon sud, vue dans le collatéral.
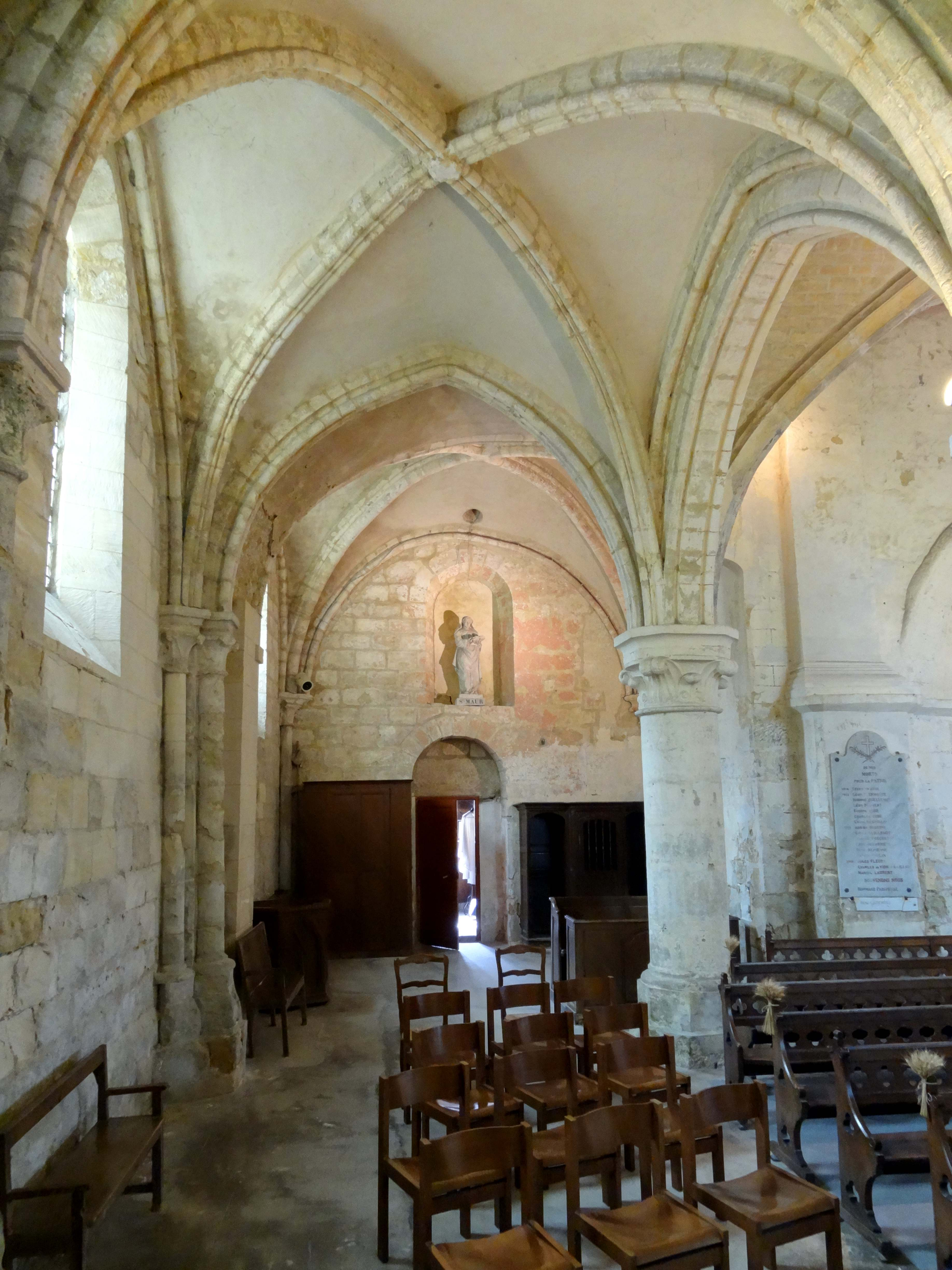
Collatéral sud, vue vers l'ouest.
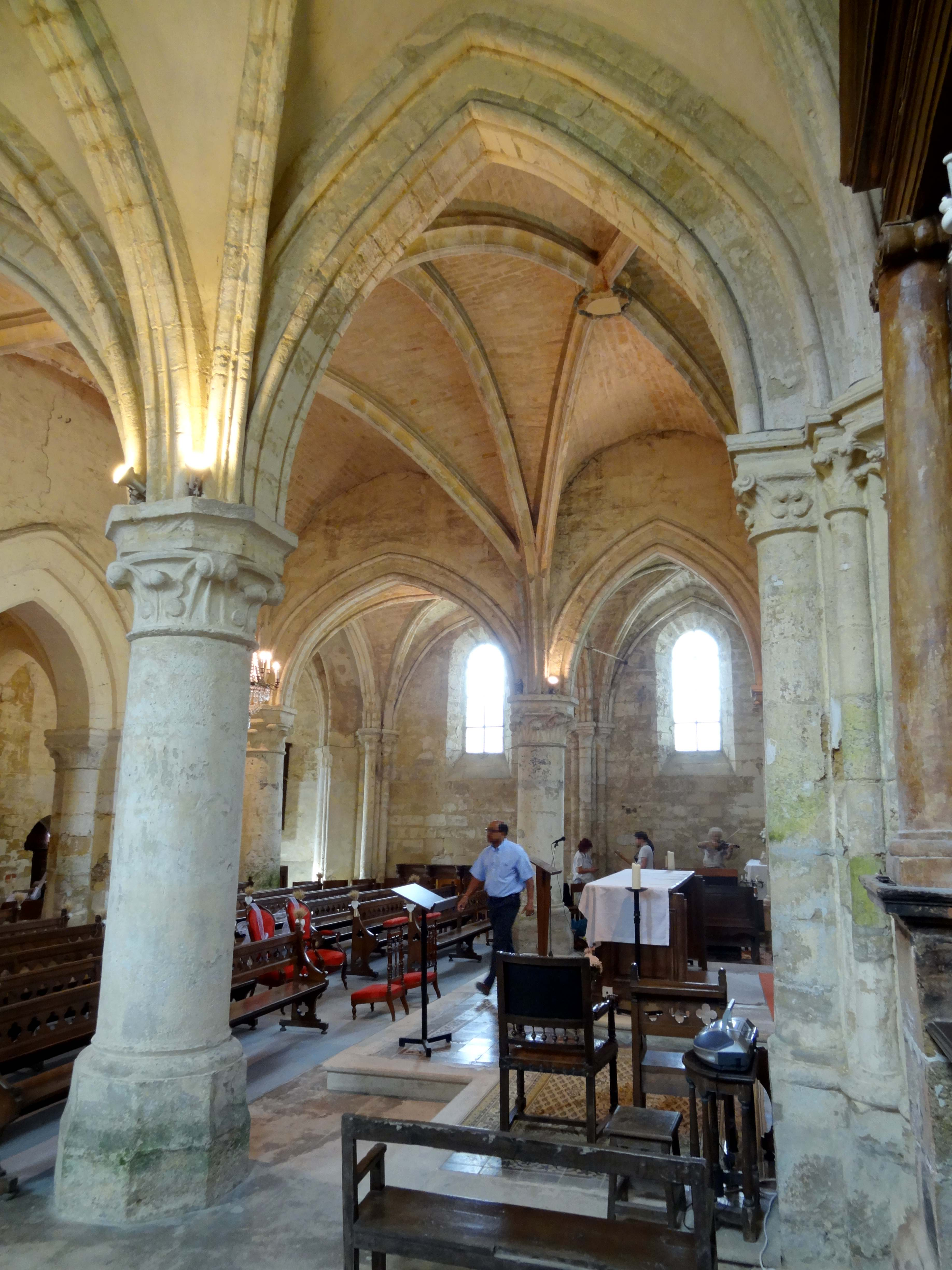
Collatéral sud, 2e travée, vue vers le nord.
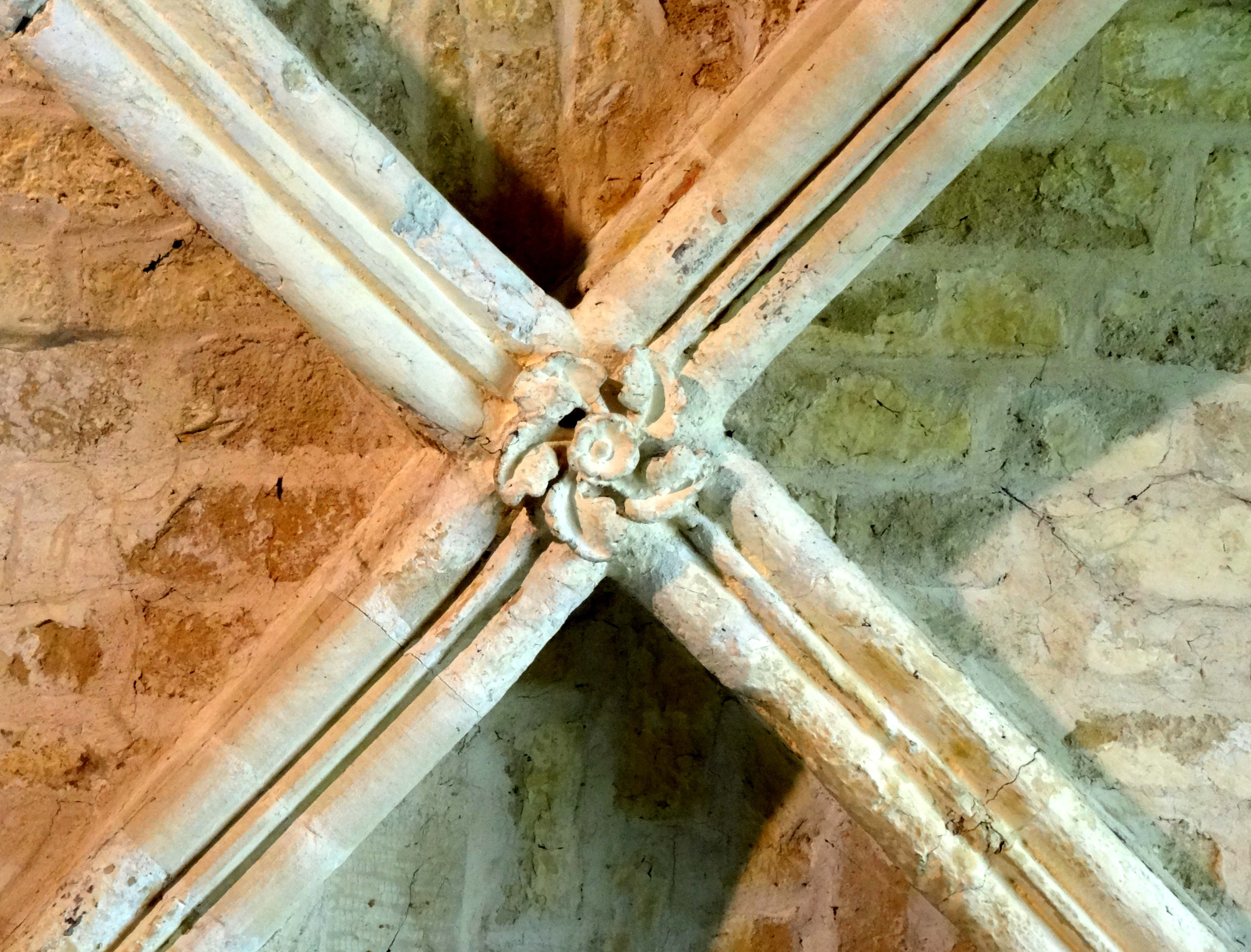
Collatéral nord, 1re travée, clé de voûte.

### Extérieur

#### Clocher

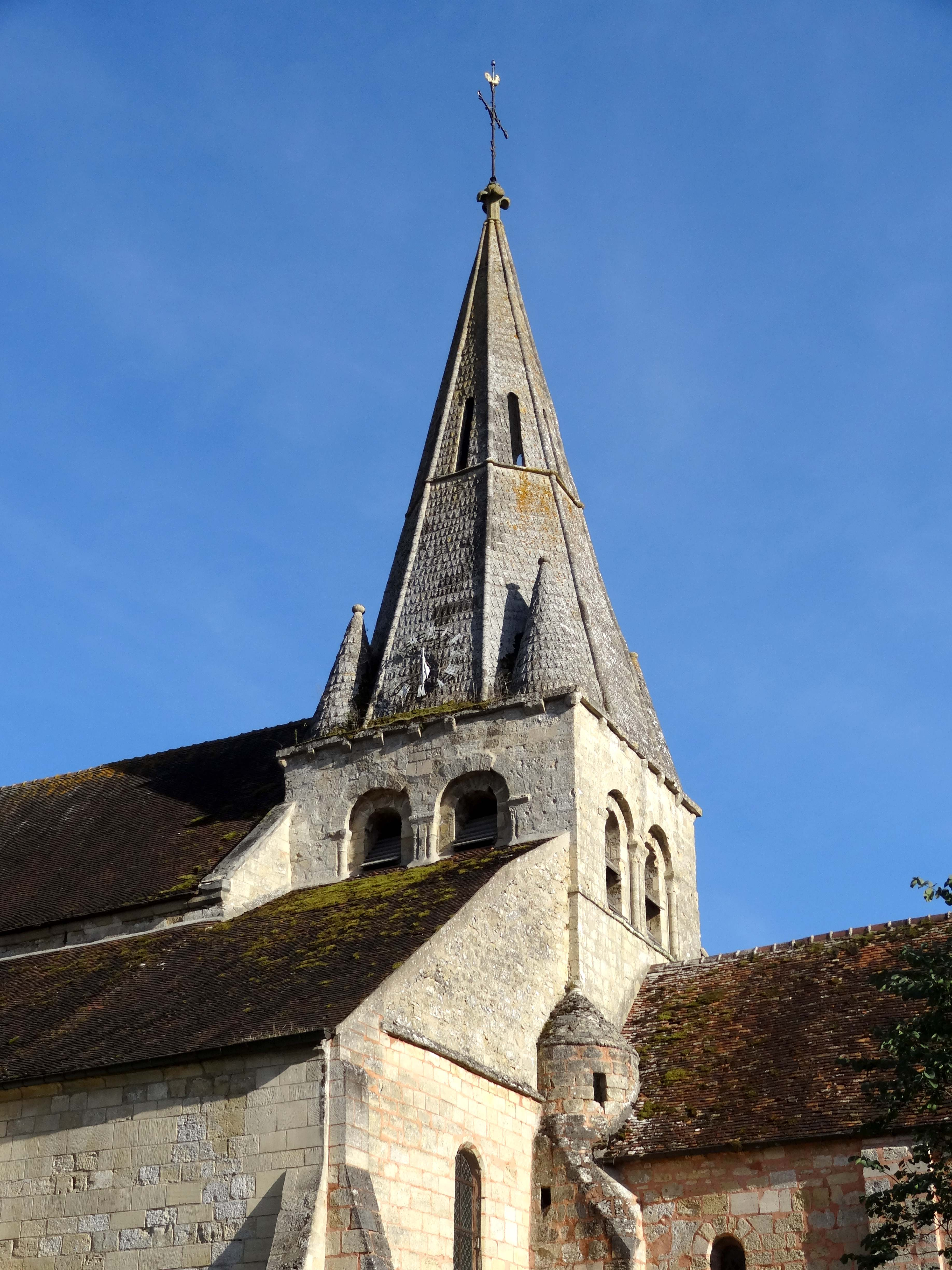
Clocher, vue depuis le nord-ouest.

Le clocher est en grande partie noyé dans les toitures des travées adjacentes. Ce n'est qu'à l'ouest que l'étage de beffroi soit entièrement dégagé, puisque la nef est à peu près contemporaine du clocher, et ses dimensions tiennent donc compte de la présence du clocher. Ce n'est pas du tout le cas à l'est, puisque la démolition des parties romanes était envisagé lors de la construction du chœur gothique actuel. L'on trouve la même situation à Cormeilles-en-Vexin, et exactement la situation inverse à l'église de Marissel, où le clocher n'est dégagé que du côté est. Les faces latérales n'émergent qu'à mi-hauteur des colonnettes des baies. Pourtant les croisillons était compris dans le projet primitif, comme le prouvent les quatre doubleaux identiques autour de la base du clocher. Mais ils devaient primitivement disposer de toits en bâtière perpendiculaires à l'axe de l'édifice, moins élevés que les toits en appentis actuels en raison du plan barlong des croisillons dans le sens nord-sud. De la même manière, nombre de clochers romans à un seul étage de beffroi sont mal mis en valeur depuis les agrandissements successifs des églises, et très peu visibles, dont notamment Arthies, Saint-Gervais, et Villers-sous-Saint-Leu.
Jusqu'au bandeau horizontal qui souligne le début de l'étage de beffroi, la tour est épaulée par des contreforts plats, dont deux sont visibles dans le chœur, un dans le croisillon nord, et deux autres à l'extérieur, à l'angle sud-ouest. À l'angle nord-ouest, les contreforts seraient visibles s'il y en avait ; ils ont peut-être été supprimés lors de la construction de la tourelle d'escalier, qui occupe leur emplacement (sans monter à la même hauteur), et prend elle-même la forme d'un large contrefort au niveau des murs de la nef. L'étage de beffroi est donc dépourvu de contreforts, selon l'usage général dans la région à la période romane, mais ses angles ne sont pas non plus agrémentés de colonnettes. Le clocher en tient un caractère archaïque, souligné également par la double archivolte à arêtes vives des deux baies géminées par face, et l'absence de colonnettes à chapiteaux pour le rang de claveaux inférieur. En plus, les tailloirs des chapiteaux sont de simples tablettes biseautées, comme à l'intérieur, et la sculpture des chapiteaux est à faible relief, si bien qu'elle s'est en grande partie effacée. Les colonnettes sont appareillées, et non monolithiques, ce qui serait d'un effet plus élégant. La corniche est une simple tablette reposant sur des corbeaux non moulurés très espacés. En somme, le clocher adopte davantage les caractéristiques du XIe siècle et du début du XIIe siècle que de la période romane finissante, et il convient de lui assigner une date autour de 1130 plutôt qu'à l'approche de 1150, sachant que sa base fut d'emblée voûtée d'ogives, et que des arcades en tiers-point analogues au clocher de Gaillon existent dès 1125 dans la nef de Villers-Saint-Paul. À cette époque, les flèches romanes sont des pyramides sur plan carré. D'un style nettement plus avancée est la flèche de pierre de Gaillon, qui est établie sur plan octogonal, et d'une silhouette élancée. À l'intérieur, la transition vers le plan octogonal s'opère par des trompes dans les angles. À l'extérieur, quatre cônes en pierre occupent les angles. La flèche principale a les arêtes adoucies par des tores, et est allégée par une haute et étroite ouverture en haut de chaque face. Ce parti évoque la période gothique. Comme particularité, il y a une scansion horizontale par un tore au niveau de l'appui des ouvertures. Aussi bien les cônes que la flèche sont garnies d'écailles. Des cônes analogues s'observent aussi à Ennery et Jouy-le-Moutier. La flèche rappelle ses voisins de Courcelles-sur-Viosne et Gadancourt.

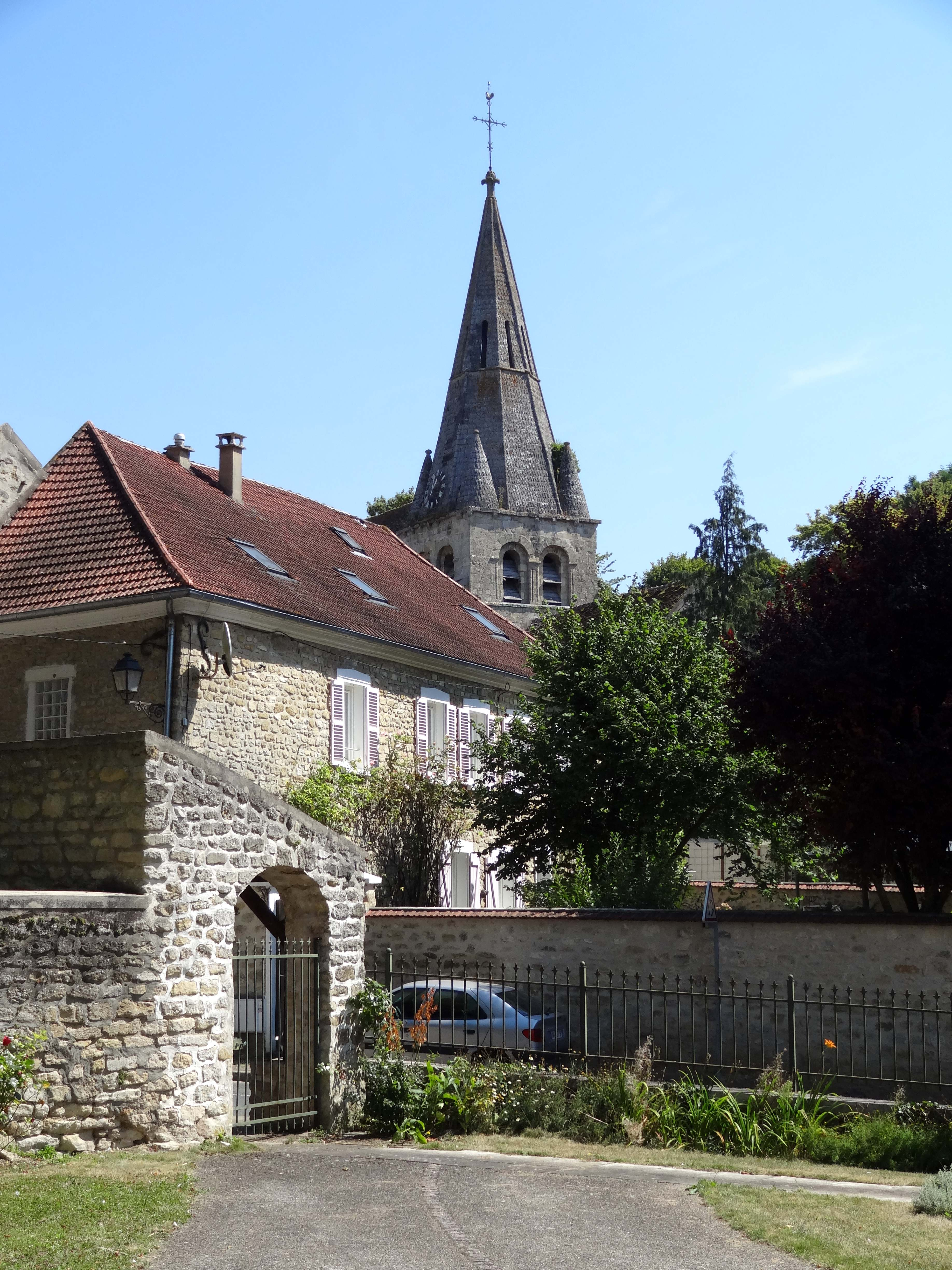
Vue depuis le parc de la mairie.
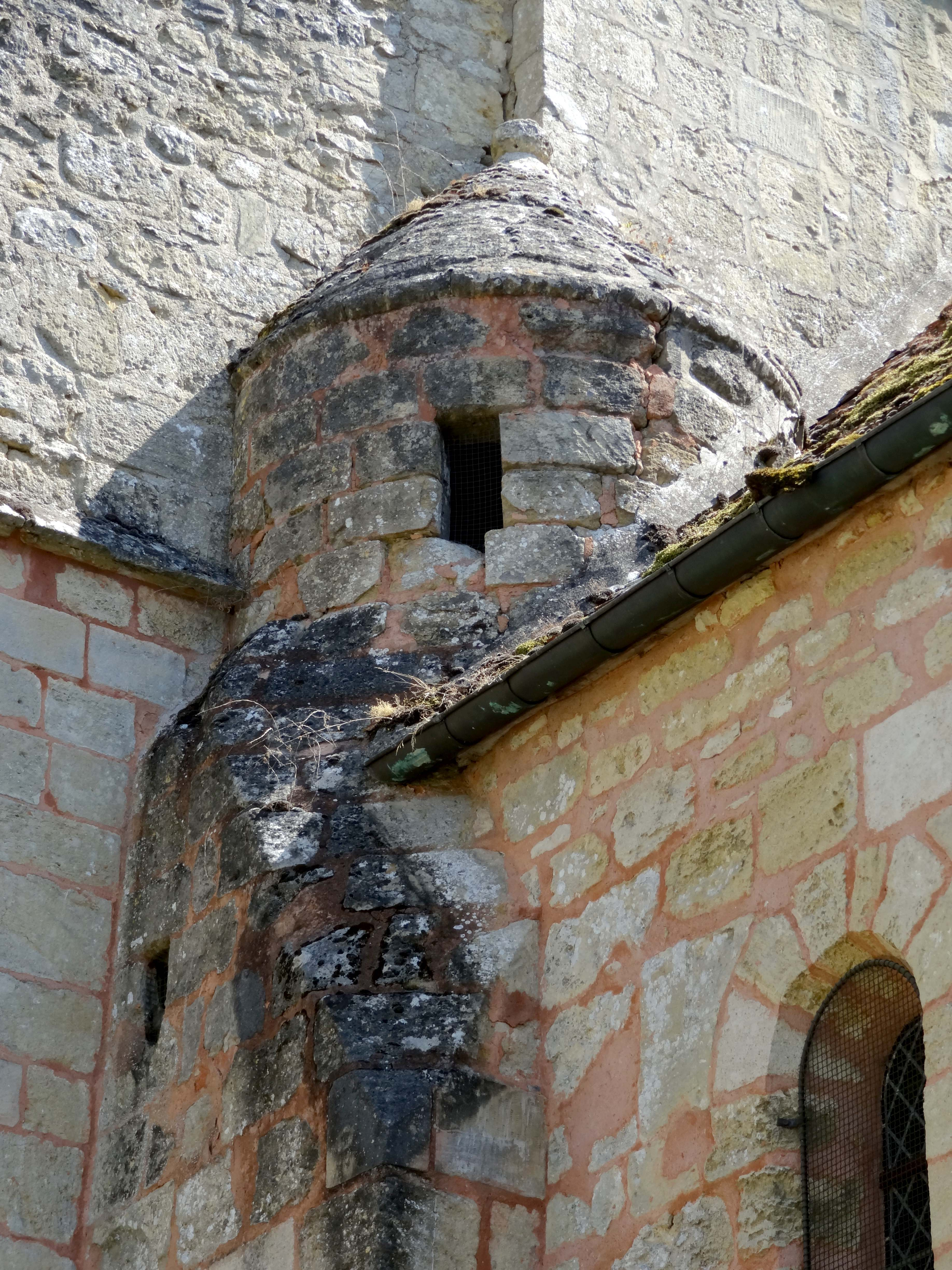
Tourelle d'escalier, au nord-ouest.
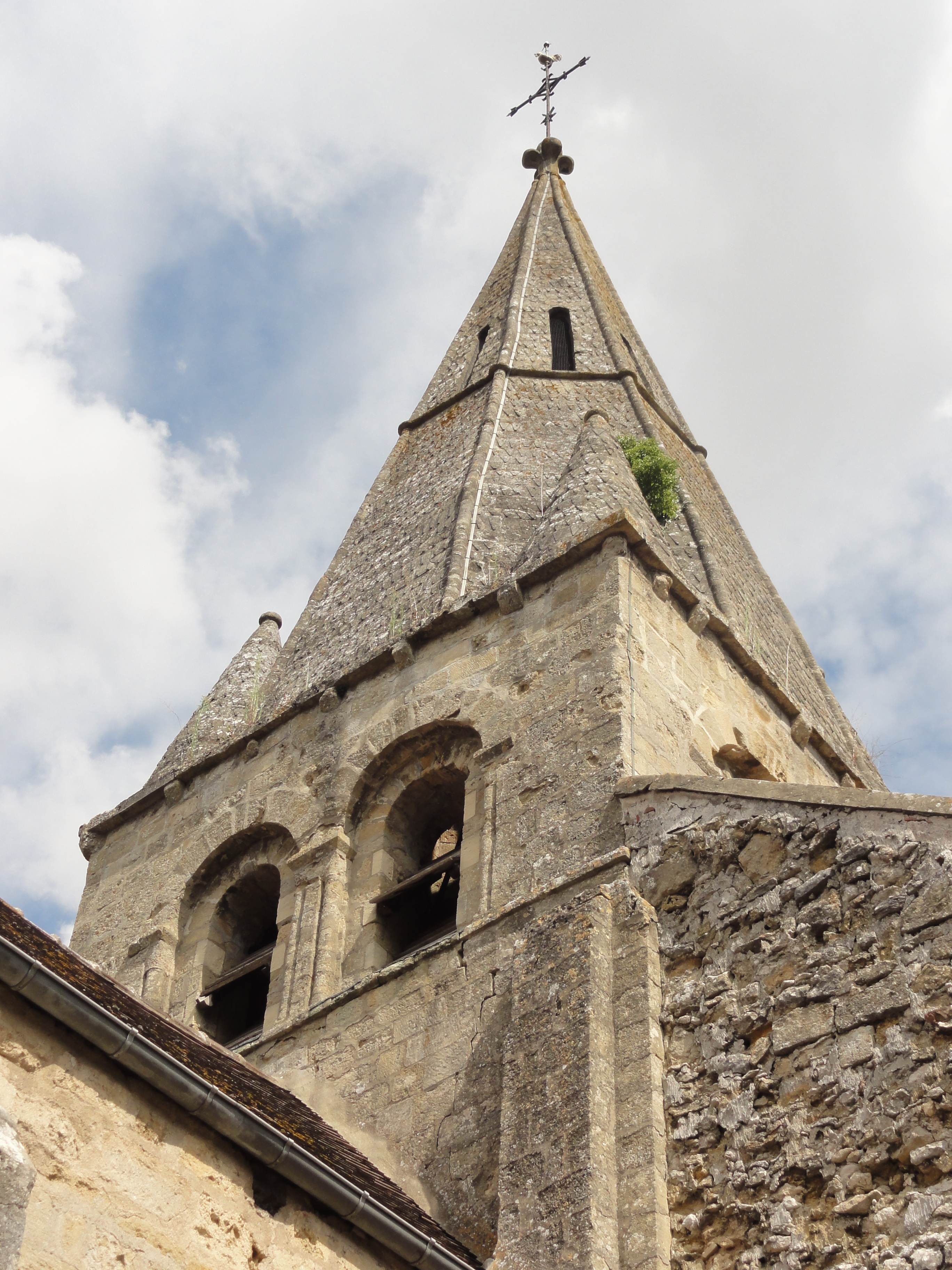
Vue depuis le sud-ouest.
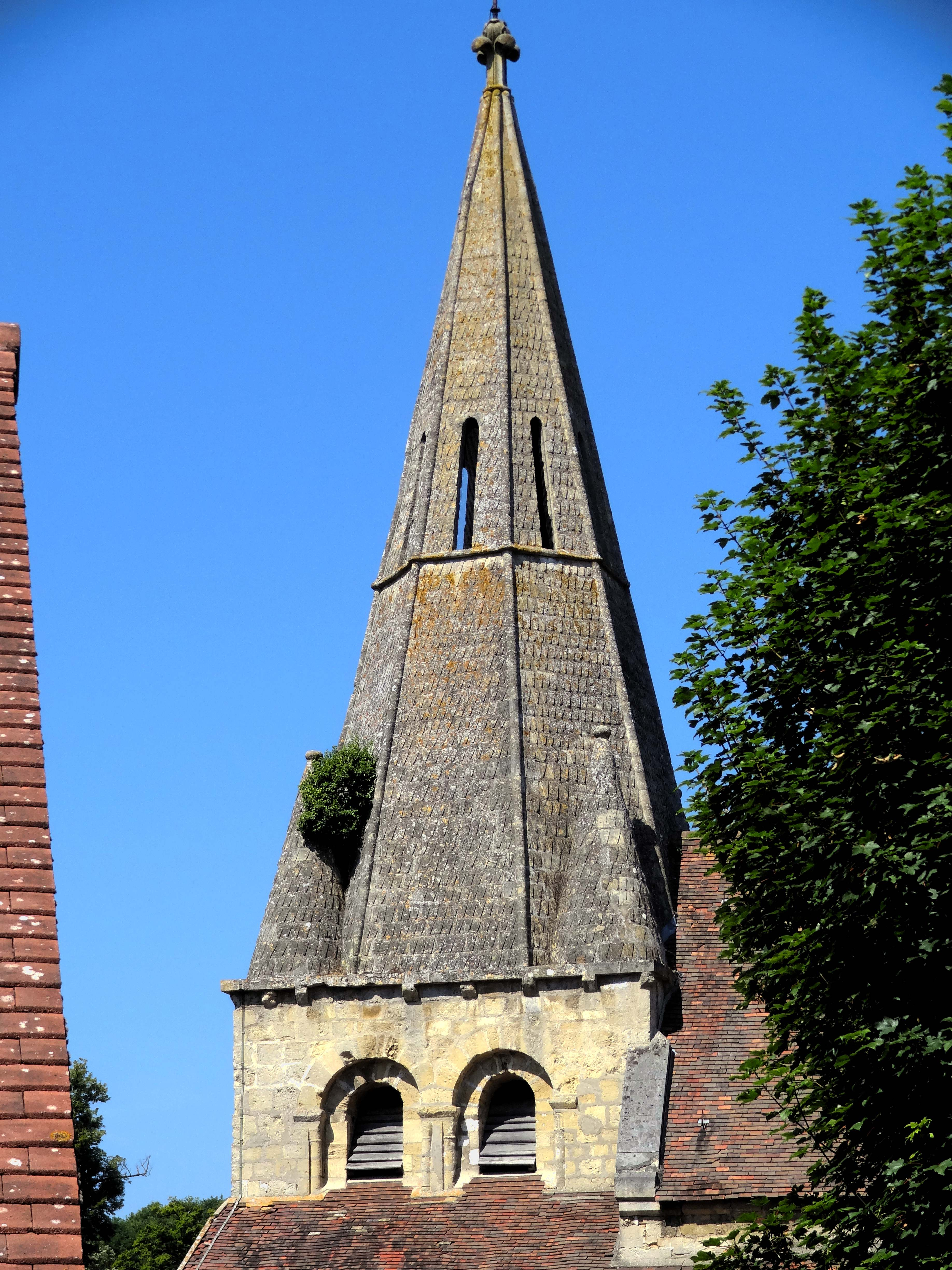
Vue depuis le sud.
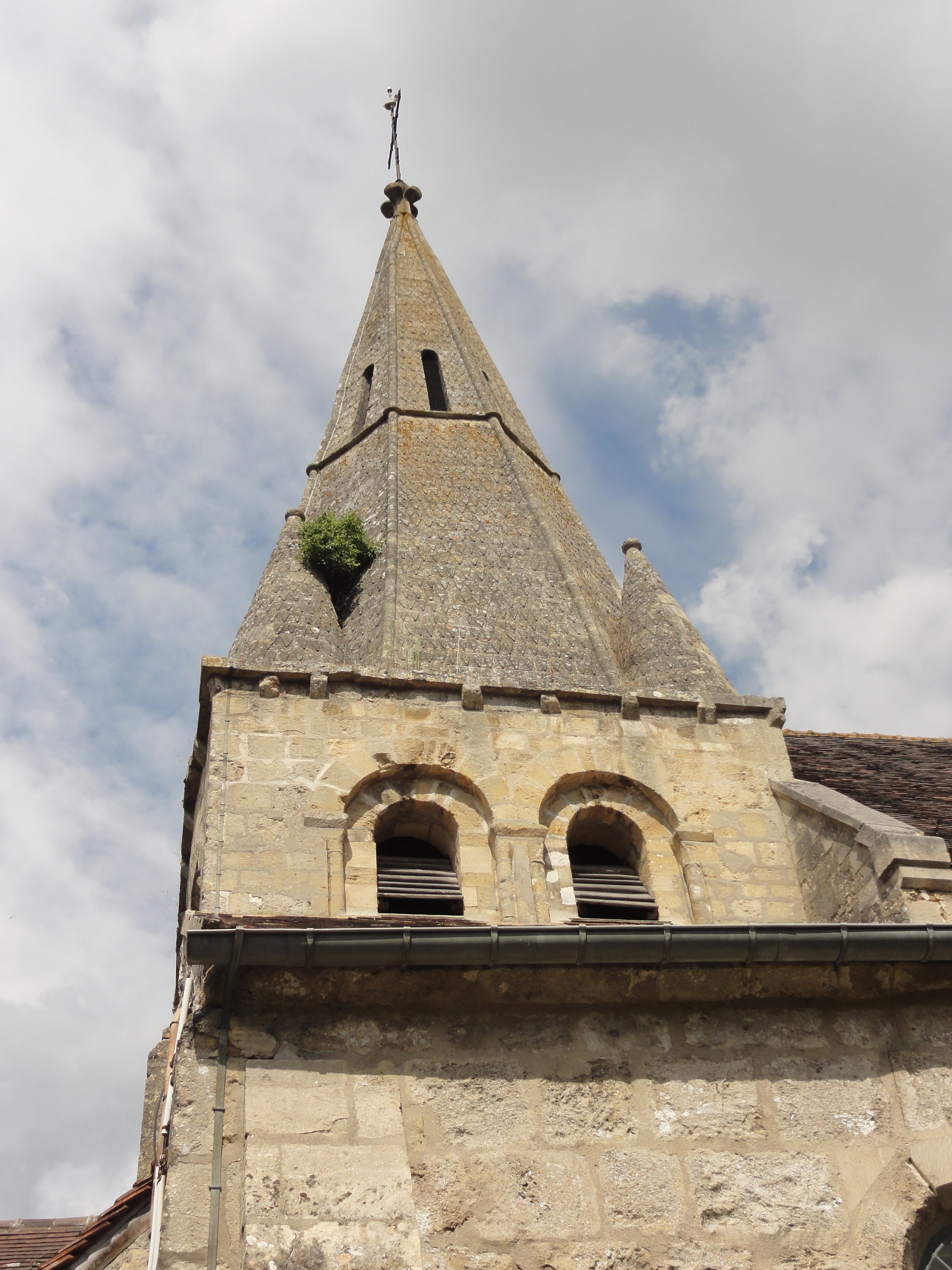
Vue depuis le sud.
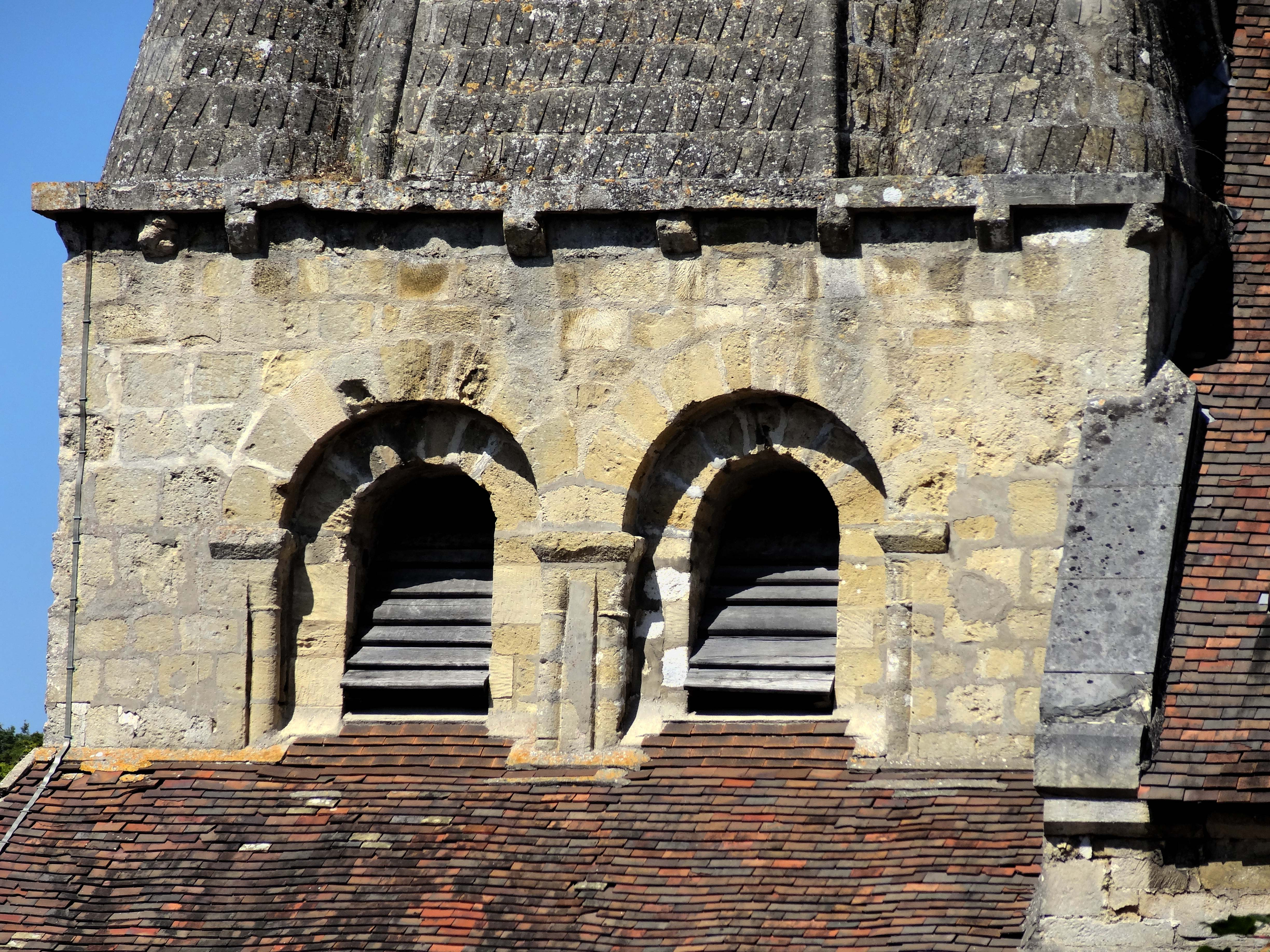
Étage de beffroi, côté sud.

#### Nef et croisillons

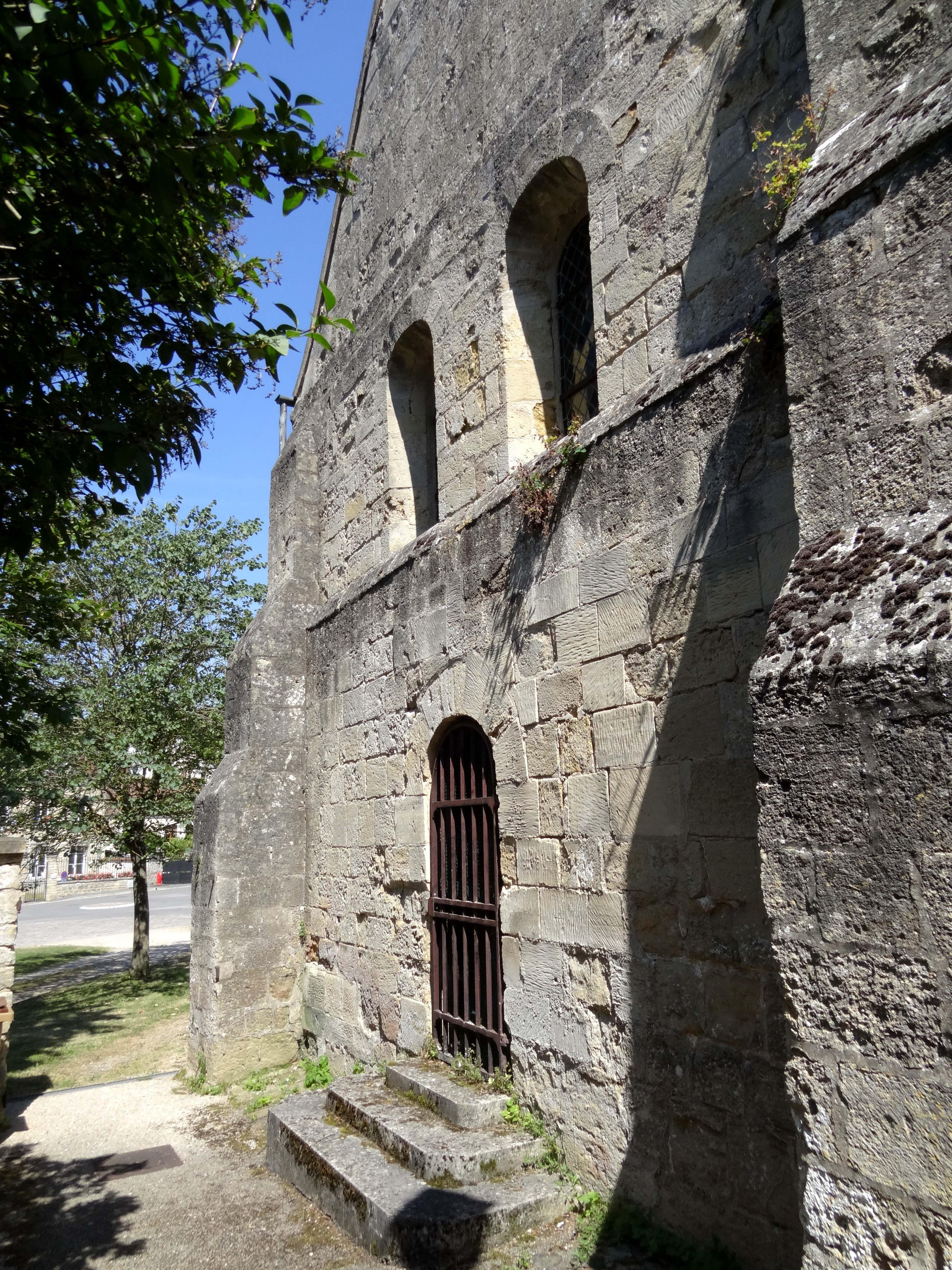
Mur occidental.

L'église ne possède pas de façade occidentale à proprement parler, car le mur occidental a de toute évidence toujours donné sur une ruelle, et c'est le mur nord qui fait ainsi office de façade, comme à Avernes et Évecquemont. Le portail occidental est une petite porte en plein cintre sans aucune ornementation. Au-dessus, le mur se retraite grâce à un fruit, qui sert d'appui aux deux baies en plein cintre qui éclairent la nef. Le mur se retraite de nouveau à la naissance de pignon, qui est plein. Les angles du mur sont épaulés par deux larges contreforts orthogonaux chacun. Très saillants, ils se retraitent deux fois par un glacis sans larmier, et s'amortissent par un glacis analogue. Sur les murs gouttereaux, les contreforts à l'intersection des travées sont tout aussi larges, mais moins saillants, et celui du nord de présente qu'un unique glacis intermédiaire. Les corniches ont disparu. Les fenêtres du côté sud semblent avoir été refaits. Celle du nord montre un faible ébrasement extérieur. Aucune n'est décorée.
Ainsi, la nef est très austère à l'extérieur. N'y déroge que le portail principal, au nord de la première travée. En plein cintre, et sans tympan, elle s'ouvre sous une triple archivolte, moulurée chacun d'un tore et d'une gorge, et retombant sur trois colonnettes à chapiteaux de chaque côté. Les tailloirs et chapiteaux sont très dégradés. Le profil des tailloirs semble avoir comporté une plate-bande, une baguette et un cavet. Les chapiteaux à droite sont sculptés de feuilles d'eau et de volutes d'angle. À gauche, les motifs sont devenus méconnaissables. Les fûts sont en délit. En somme, ce portail est assez élégant, mais il n'est pas du meilleur effet que les deux colonnettes intérieures soient plus fines que les autres, et en même temps plus éloignées de leurs voisines. Ce portail n'est pas pris dans l'épaisseur du mur, et forme un avant-corps, qui s'amortit par un long glacis pentu qui commence immédiatement au niveau des tailloirs des chapiteaux. Au-dessus des voussures du portail, l'appareil en pierre de taille du mur laisse libre un triangle irrégulier, où il cède la place à un appareil de petits moellons. Plutôt que de l'arrachement d'un gâble, il semble plutôt s'agir de l'indice d'un projet de gâble resté lettre mort. Ici, ainsi que sur tout le versant nord de la nef, l'on note la couleur rouge clair du mortier.
Dans le contexte de la nef, il convient d'évoquer les autres parties du milieu du XIIe siècle de l'église. Du croisillon sud, l'on n'aperçoit que le mur sud, car la sacristie prend appui contre son mur occidental. L'angle sud-ouest est flanqué de deux contreforts moyennement saillants, qui se retraitent une fois par un long glacis pentu, et s'achèvent par un glacis analogue. Ils évoquent le contrefort médian de la nef du côté sud. Il y a, au sud du croisillon sud, un deuxième contrefort à l'intersection avec le collatéral du chœur, qui débute toutefois par son propre contrefort. L'intervalle entre les deux contreforts correspond à la section voûtée en berceau à l'intérieur. Il n'y a plus de corniche, et la baie en plein cintre est sans caractère. Les contreforts suffisent toutefois pour établir que le croisillon sud remontent effectivement au milieu du XIIe siècle, et pas à l'époque dont datent les colonnettes à chapiteaux à l'intérieur. Pour le croisillon nord, la situation est en quelque sorte inverse, car à ses tailloirs et chapiteaux nettement romans à l'intérieur, s'opposent des contreforts plus fins à l'extérieur. Ils se retraitent grâce à un fruit après les premières assises, et grâce à un larmier présent sur les trois faces un peu plus haut. Cette retraite concernant les trois faces à la fois est plutôt un trait gothique. Le long glacis sommital sans larmier, et la fin des contreforts six assises en dessous du sommet du mur, indiquent toutefois le XIIe siècle. À l'ouest du croisillon, l'on voit le portail secondaire sans caractère, et le changement radical du type d'appareil au-dessus du larmier qui marque la naissance du demi-pignon. Au-dessus, le mortier n'est plus rouge, et les pierres de moyen appareil cèdent la place à des moellons irréguliers.

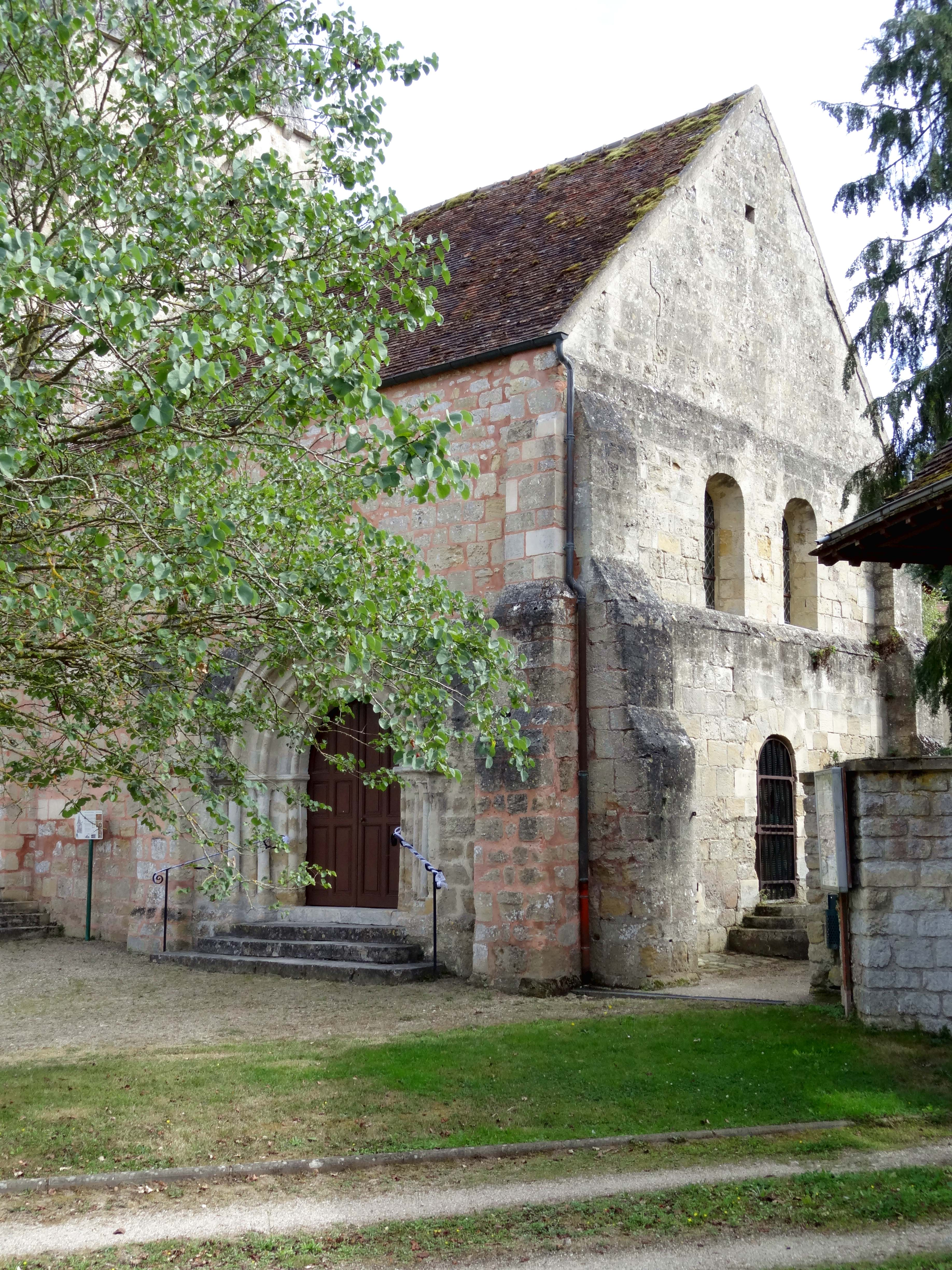
Vue depuis le nord-ouest.
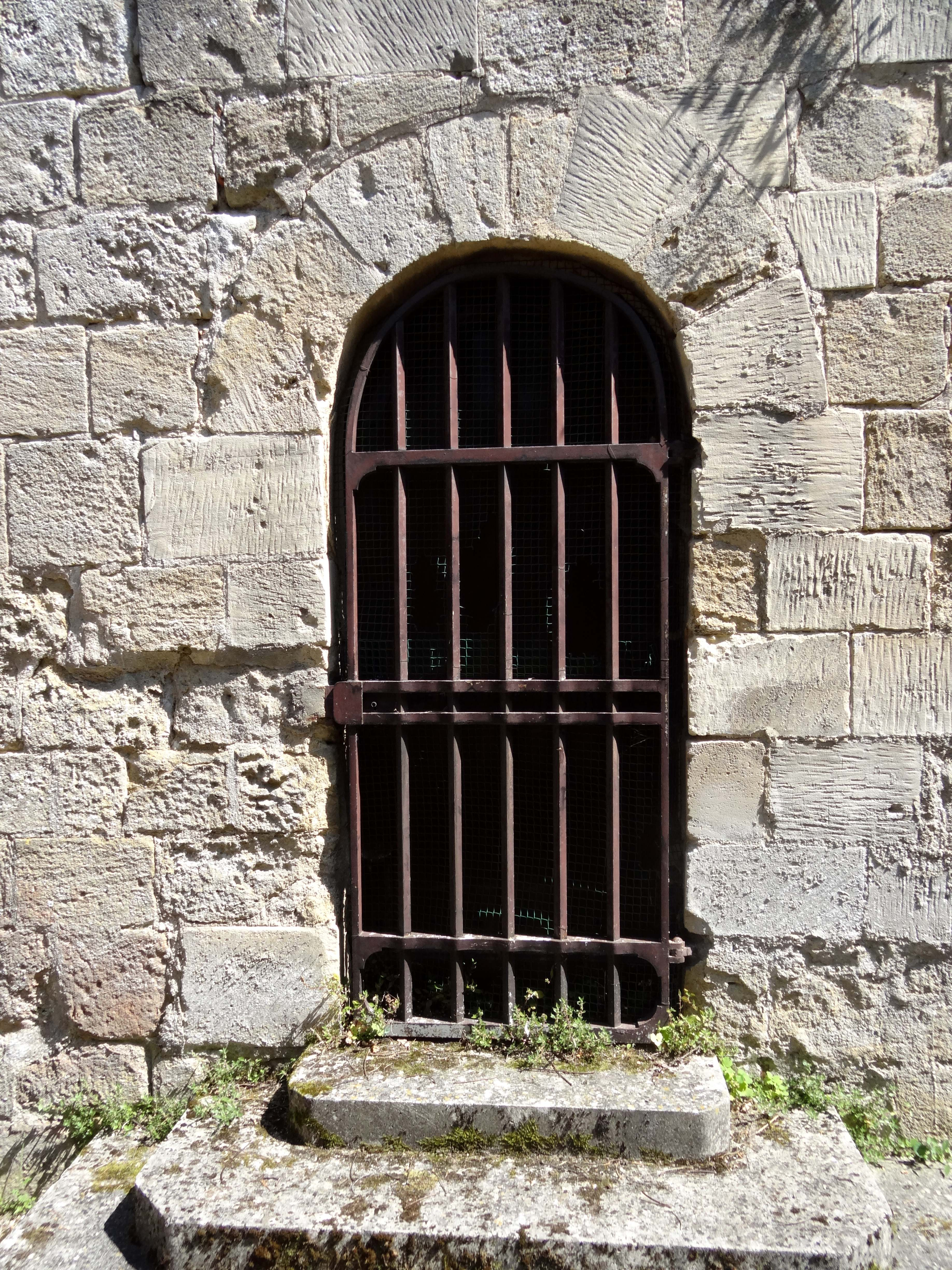
Portail occidental de la nef.
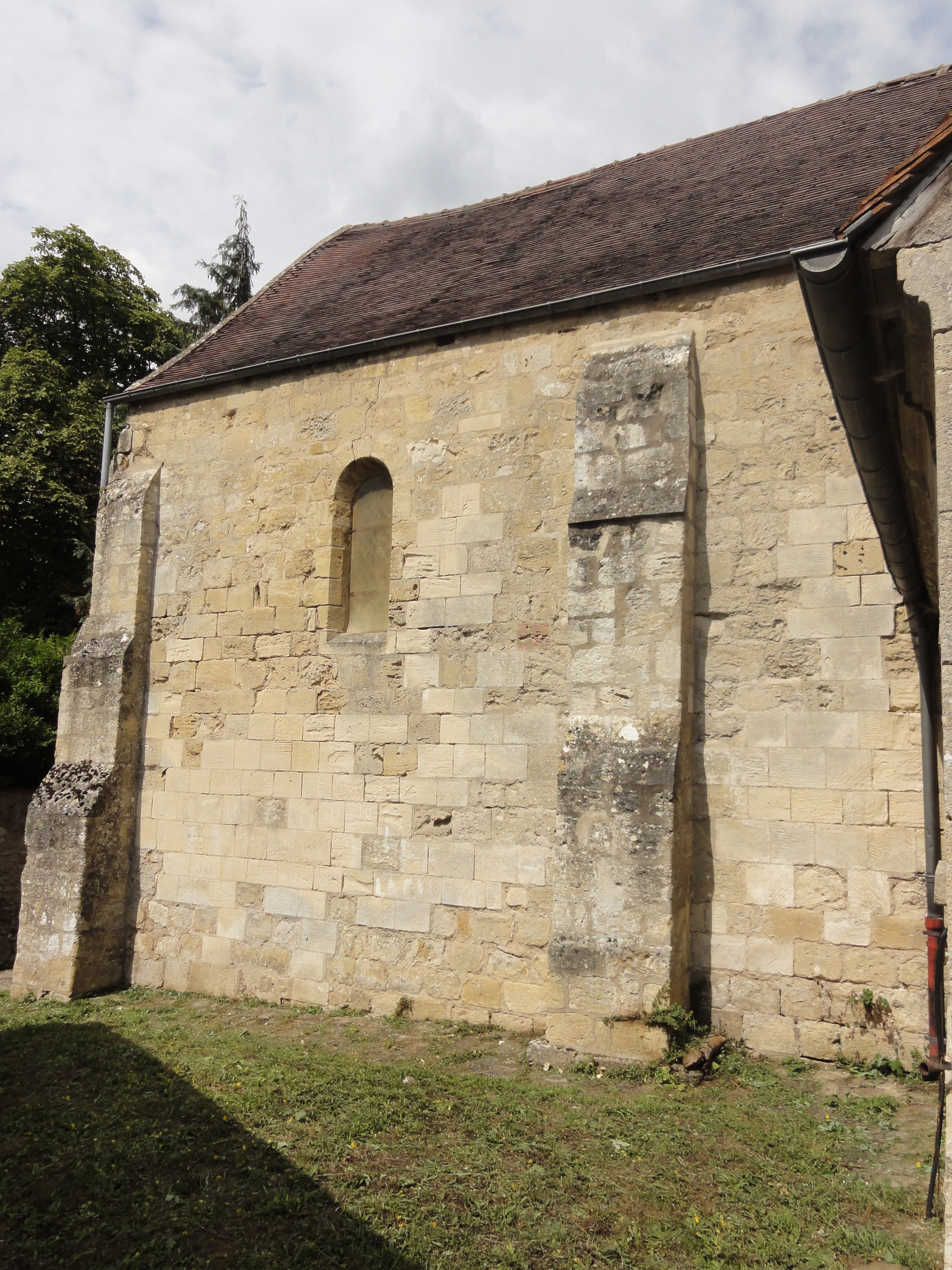
1re travée de la nef, côté sud.
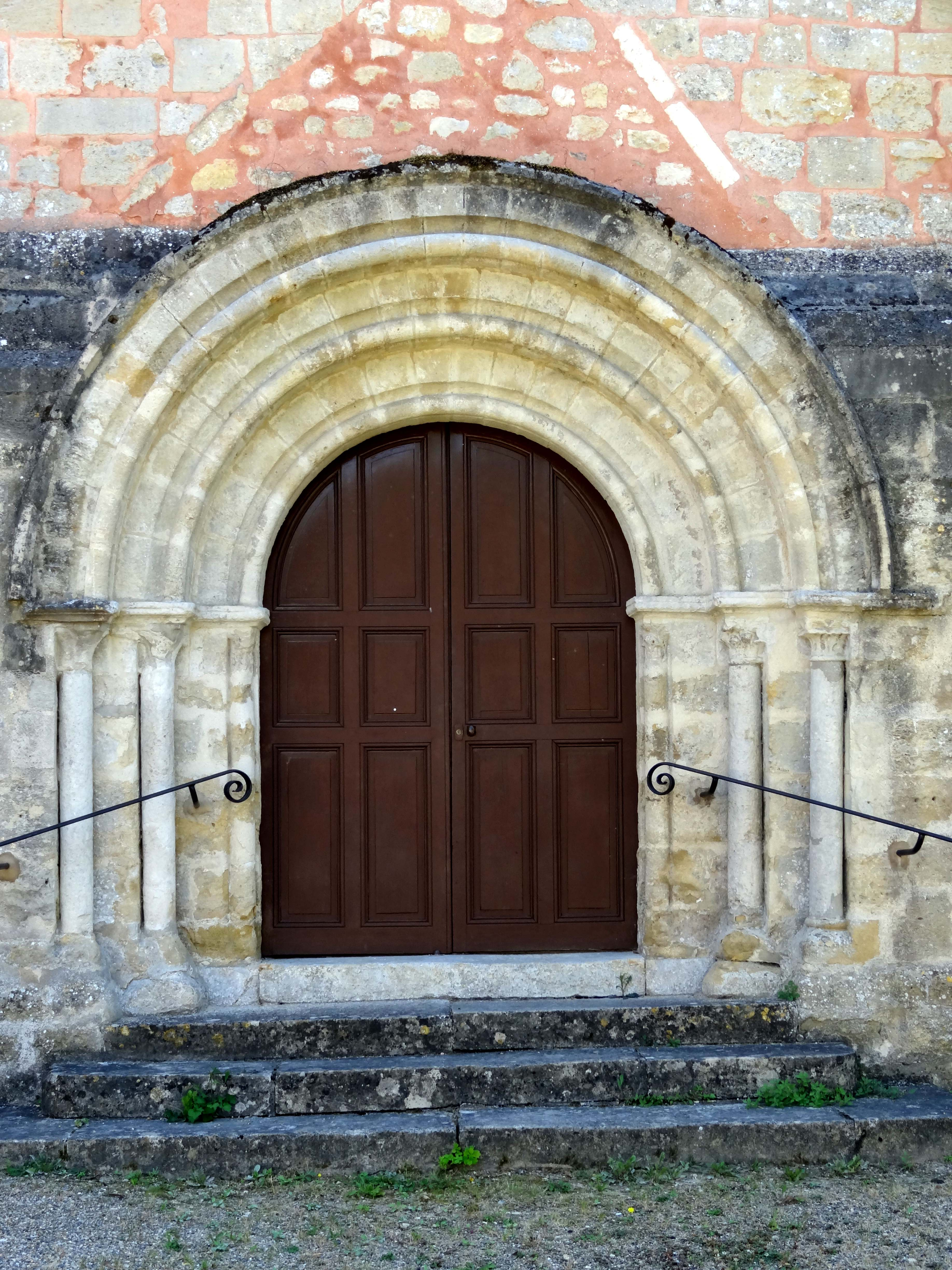
Portail principal nord.
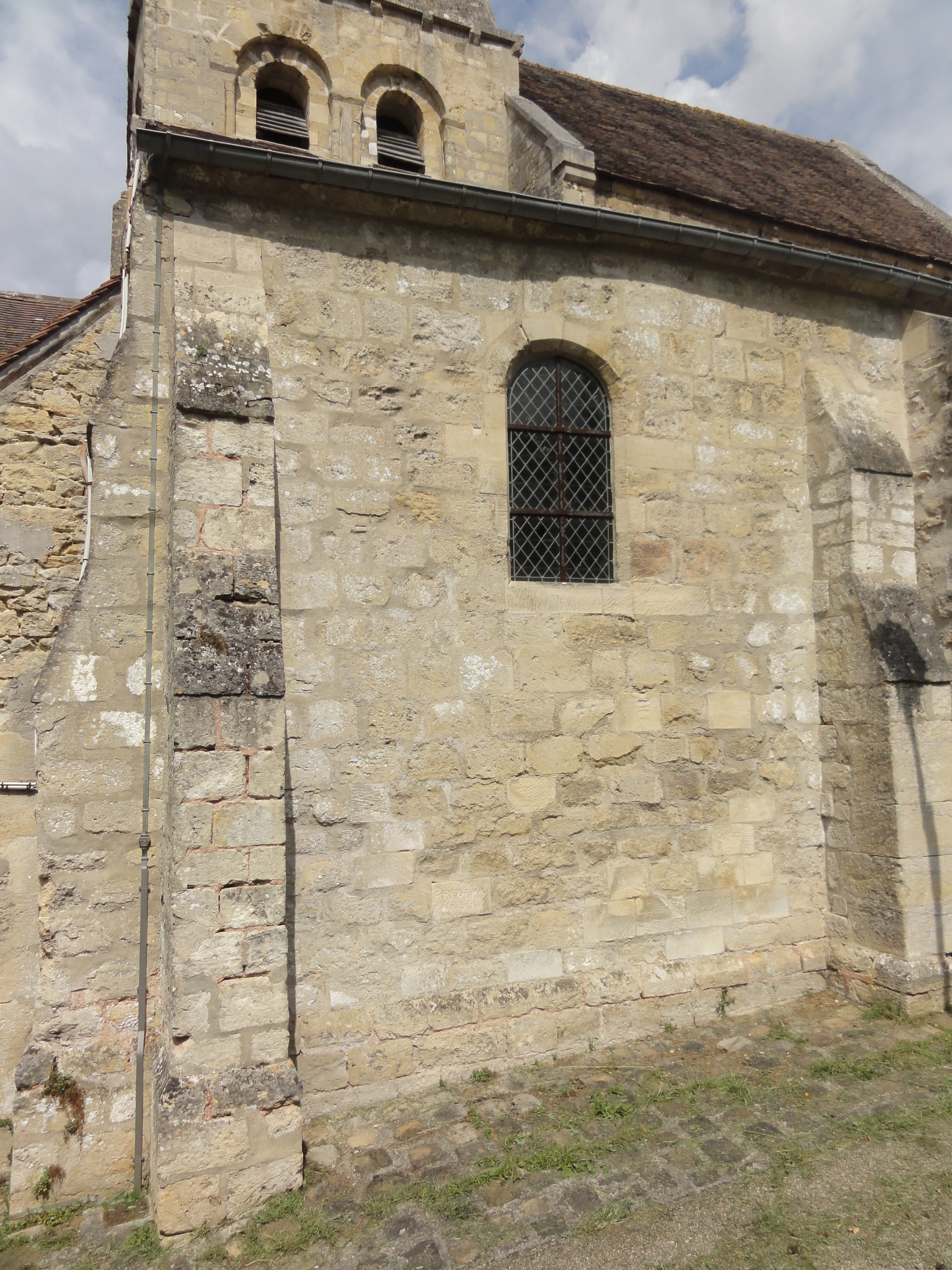
Croisillon sud, côté sud.
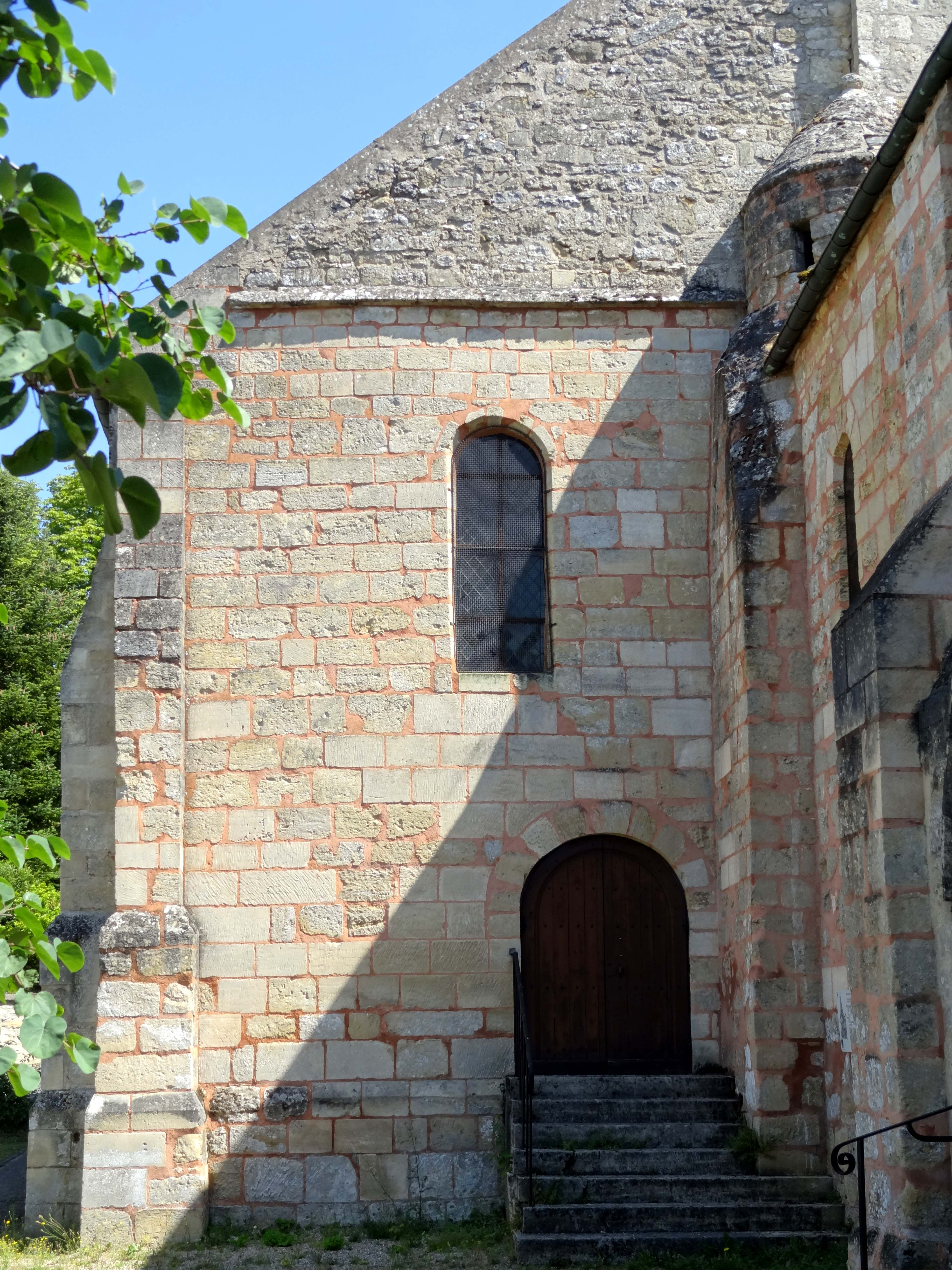
Croisillon nord, côté ouest.

#### Chœur et collatéraux

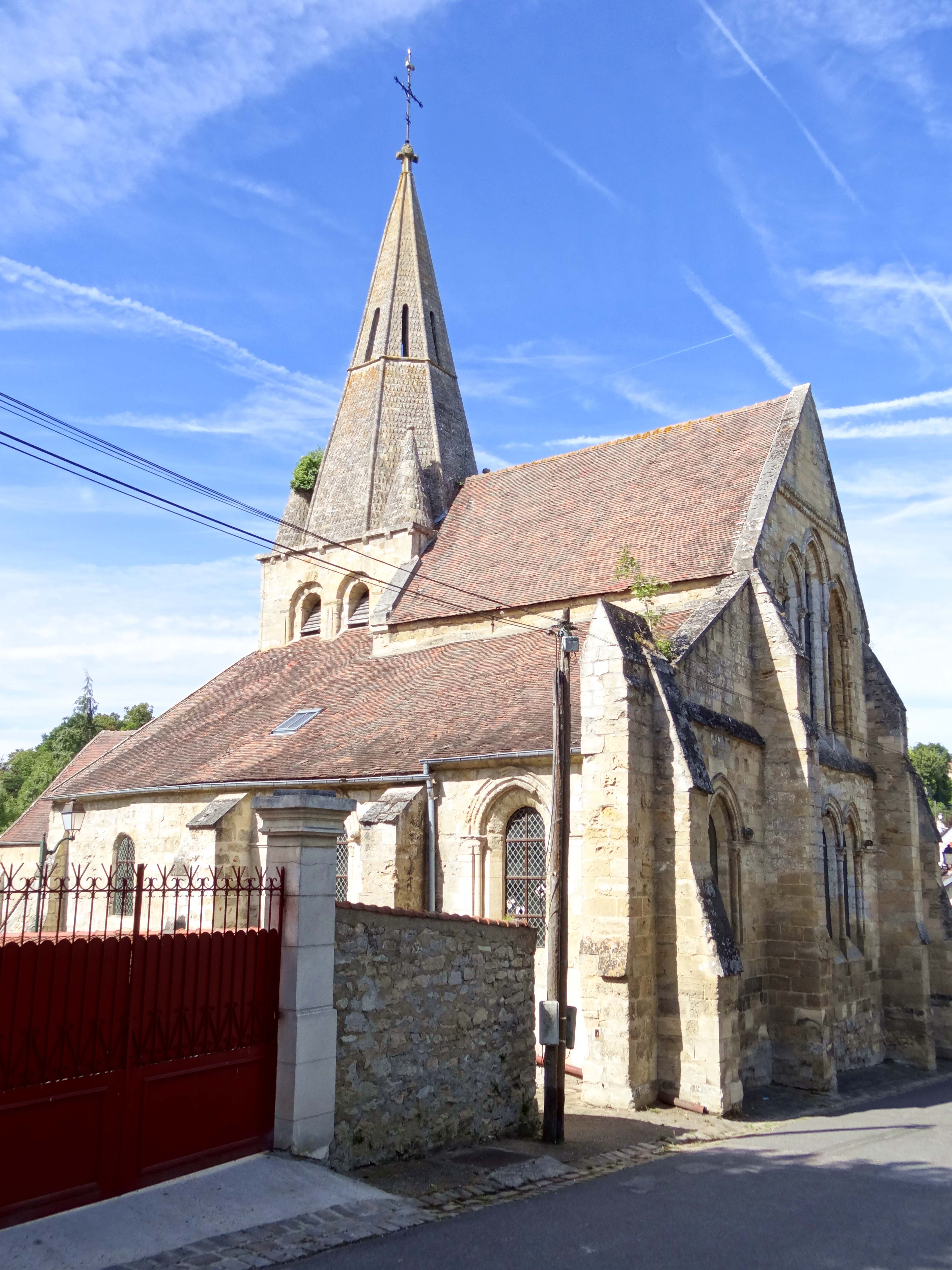
Vue depuis le sud-est.

Le chevet montre un ordonnancement tripartite, avec deux niveaux d'élévation et un grand pignon pour le chevet du vaisseau central, et un seul niveau d'élévation et deux demi-pignons pour les chevets des collatéraux. Le premier niveau d'élévation se termine par un larmier continu très prononcé. Le second niveau d'élévation se termine au contraire par deux cordons de billettes. Ce niveau n'est plus complet : les murs gouttereaux, dont la couronne seule émerge des toitures, n'atteignent plus que la moitié de sa hauteur, qui est définie par l'intervalle entre le larmier et le rang de billettes. Cette différence de niveau n'est pas compatible avec un voûtement d'ogives, dont les vestiges demeurent visible à l'intérieur des combles, mais à l'est seulement. Les voûtes d'ogives ne sont en effet jamais comprises dans les combles, car les voûtains nord et sud se trouveraient ainsi tronqués. Des contreforts à ressauts caractéristiques de la première période gothique épaulent le chevet. Au droit des murs gouttereaux du vaisseau central, ils se retraitent par de courts glacis formant larmier à la limite des allèges, puis à la limite des deux niveaux d'élévation, et s'amortissent par de longs glacis pentus. Au droit des murs gouttereaux des collatéraux, les contreforts sont scandés par un long glacis pentu à mi-hauteur et s'achèvent par un glacis analogue. Les contreforts à la fin des murs gouttereaux qui leur sont contigus sont nettement différents et presque verticaux. Scandés seulement par un court glacis formant larmier, comme au chevet du vaisseau central, ils montent tout droit jusqu'au niveau du sommet de leurs voisins et sont coiffés d'un chaperon en bâtière.
Le rapprochement avec les culées d'arcs-boutants s'impose, et visiblement, les demi-pignons des bas-côtés avaient vocation de murs-boutants. Mais cette précaution ne suffisait pas, d'autant plus qu'il n'y a rien de comparable à l'intersection des travées. Les autres contreforts latéraux des collatéraux se terminent en effet par un simple glacis, mais sont jusque là analogues. Puisque les murs gouttereaux n'ont pas davantage conservé leurs corniches que les parties romanes, les seuls éléments qui restent à décrire sont les fenêtres. Qu'il s'agisse des deux triplets du chevet du vaisseau central ou des lancettes uniques des bas-côtés, le décor est analogue. Chaque baie est entourée d'un large ébrasement, est cantonnée de deux minces colonnettes appareillées, qui portent des colonnettes à chapiteaux. Sur leurs tailloirs, qui se continuent jusqu'au contreforts (sauf au deuxième niveau du chevet), prennent appui les archivoltes toriques, du même diamètre que les colonnettes. Elles sont dédoublées par un bandeau mouluré, qui ne retombe pas sur les tailloirs signalés, mais des têtes saillantes, sculptées en ronde-bosse. Devant les trumeaux des triplets, l'on ne trouve qu'une unique colonnette, partagée par les deux lancettes voisines. La superposition de deux triplets est tout à fait exceptionnelle. Habituellement, les maîtres d'œuvre optait pour une rosace pour le deuxième niveau d'élévation, comme à Louveciennes et Précy-sur-Oise.

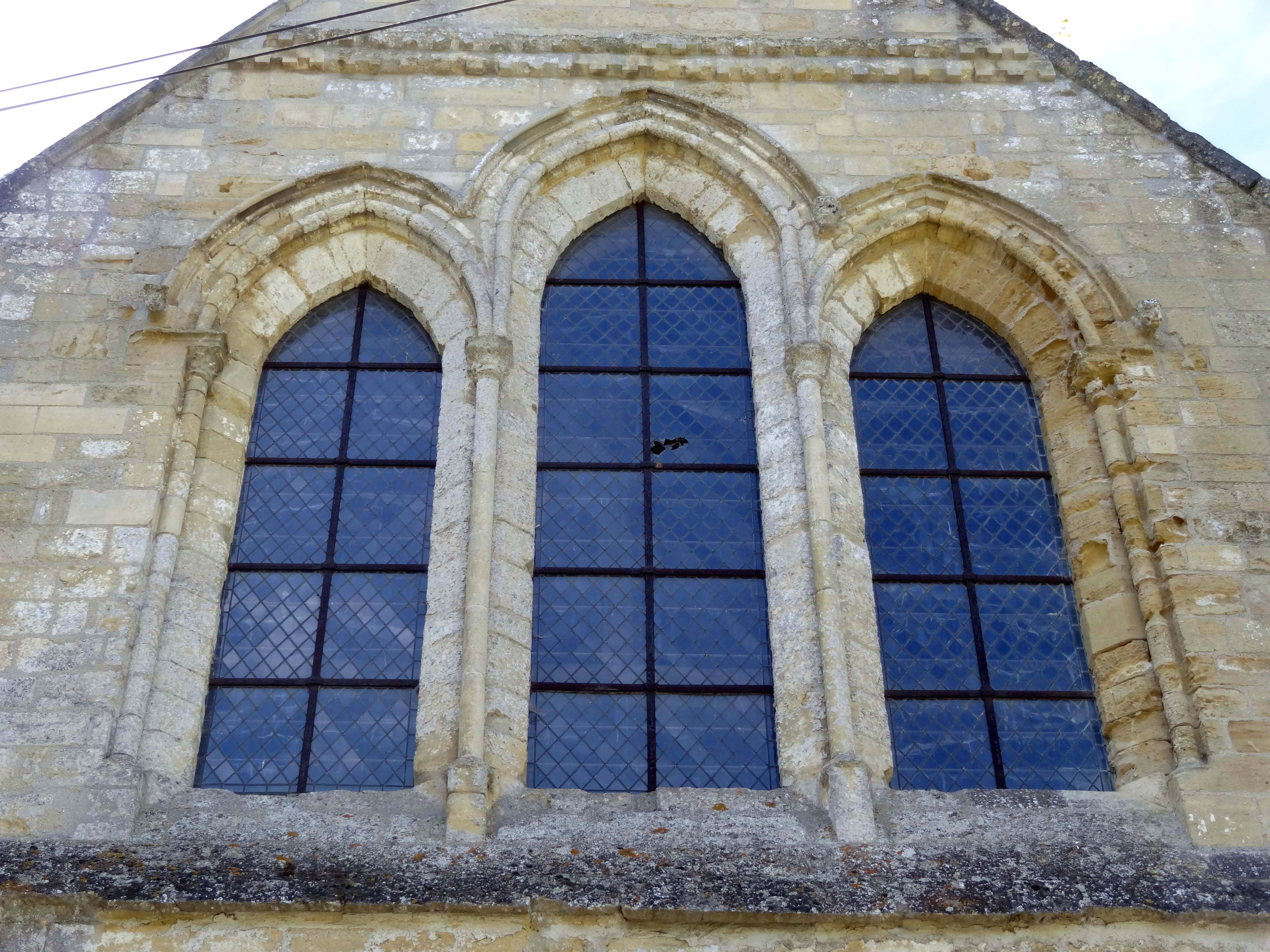
Triplet du 2e niveau.
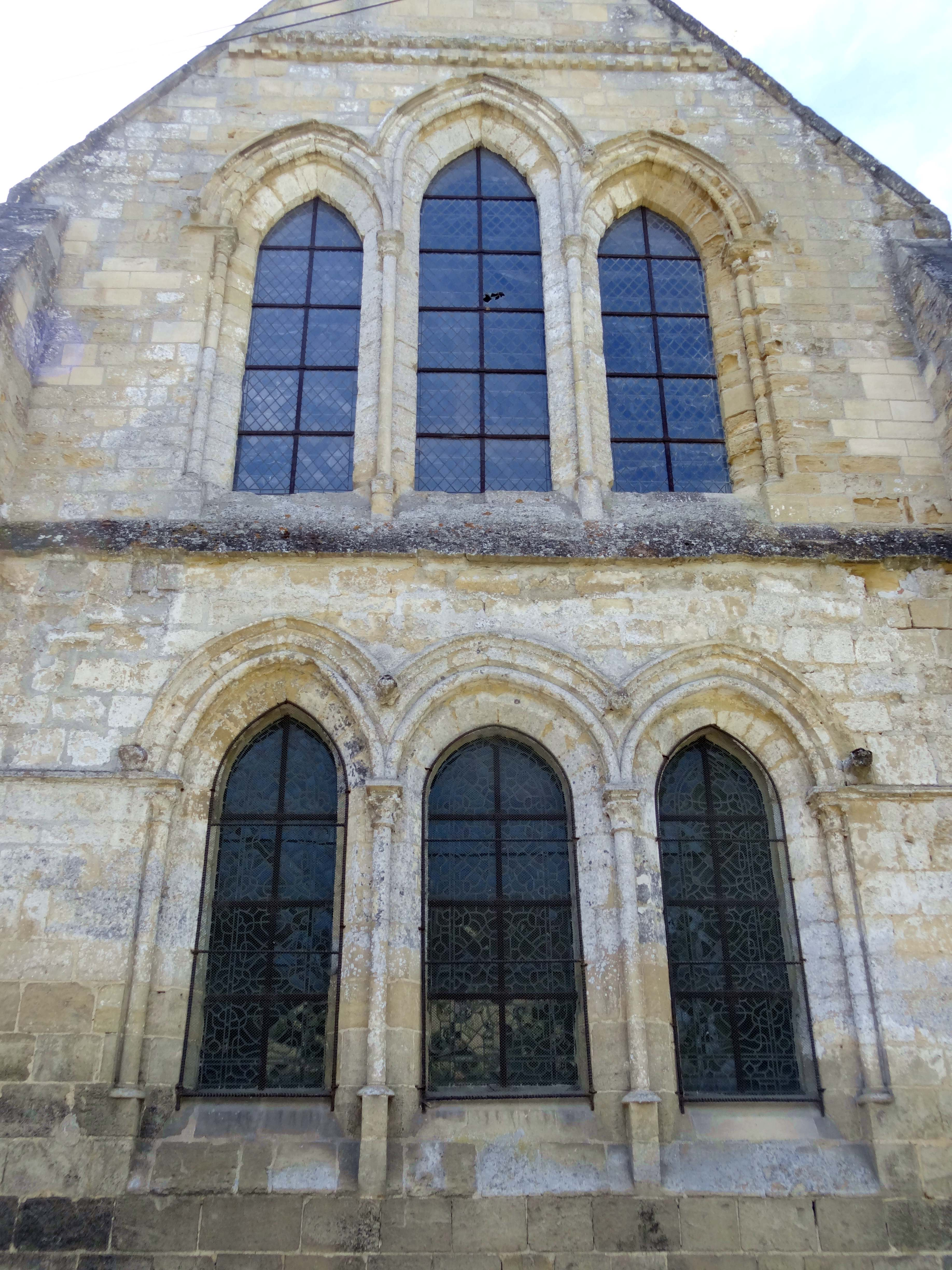
Chevet du chœur.
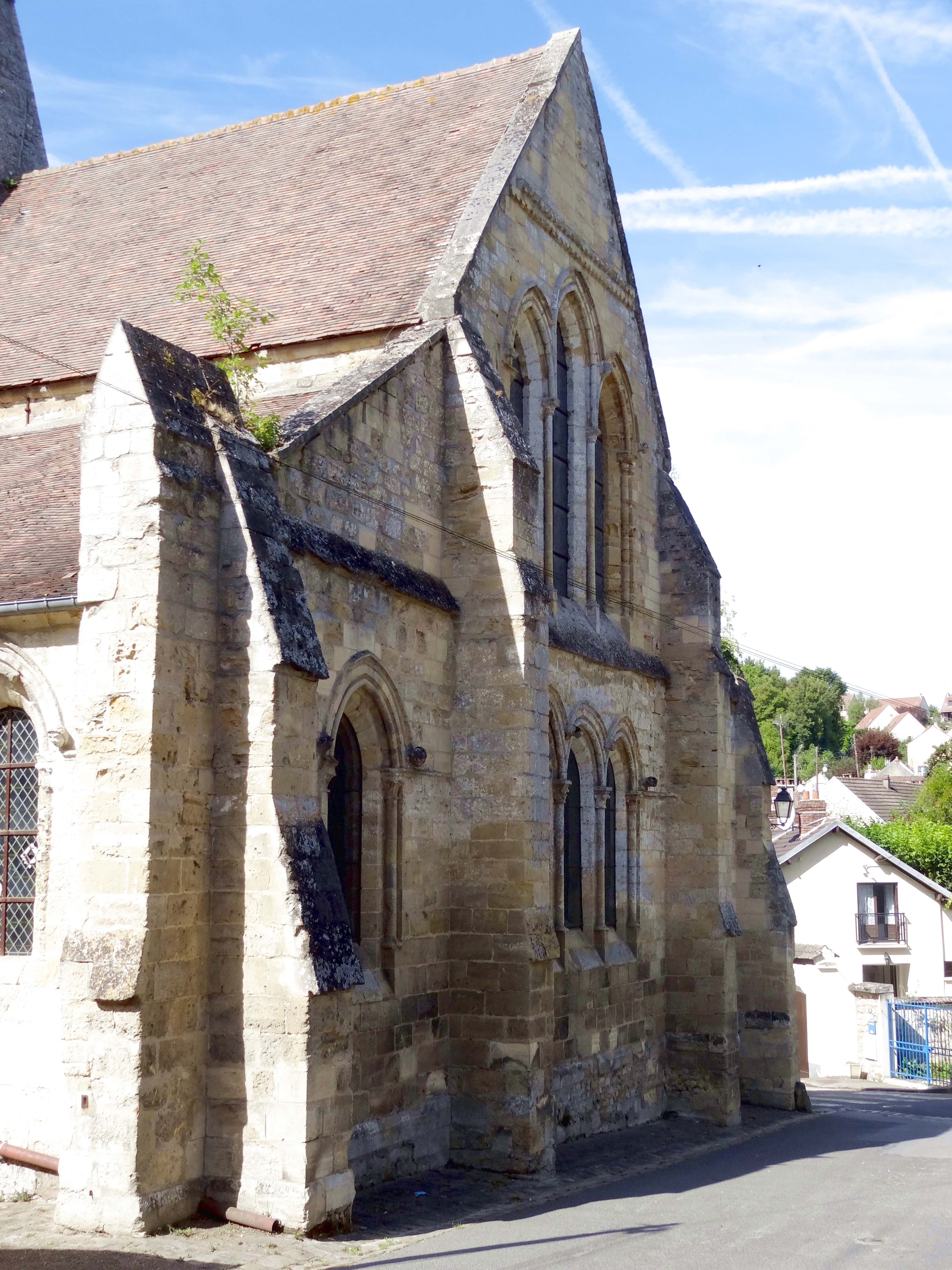
Vue depuis le sud-est.
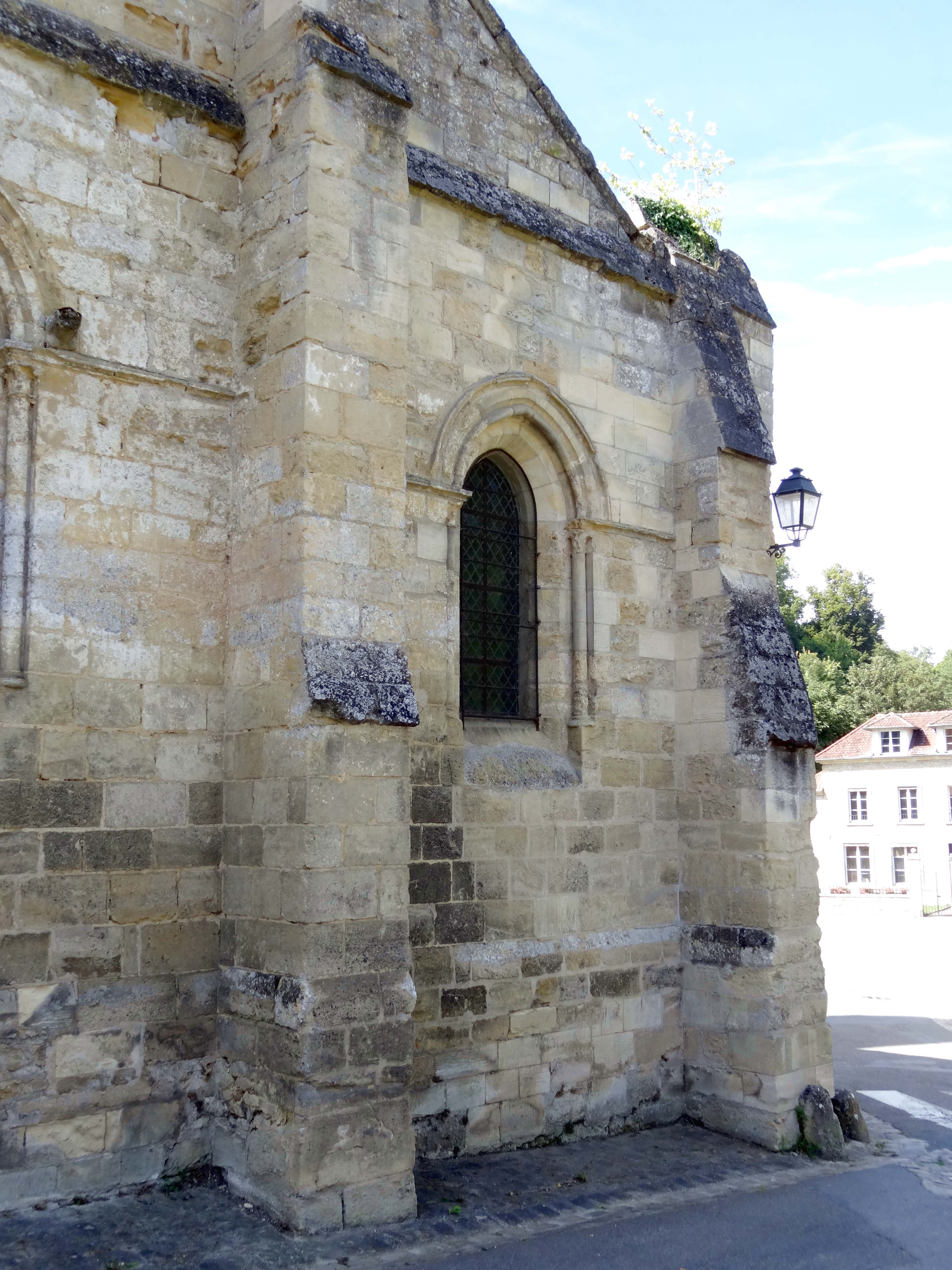
Chevet du collatéral nord.
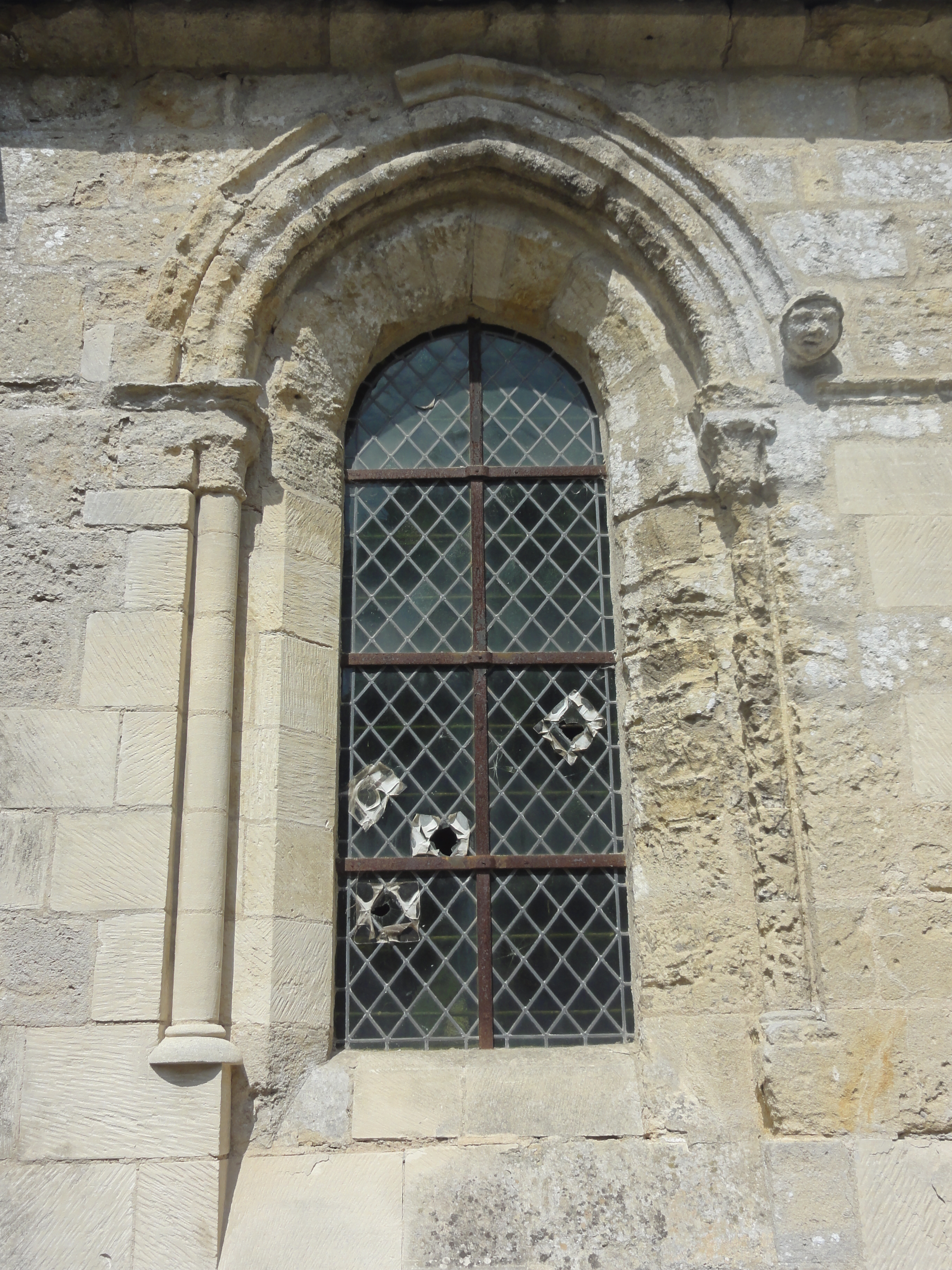
Collatéral sud, 3e fenêtre.
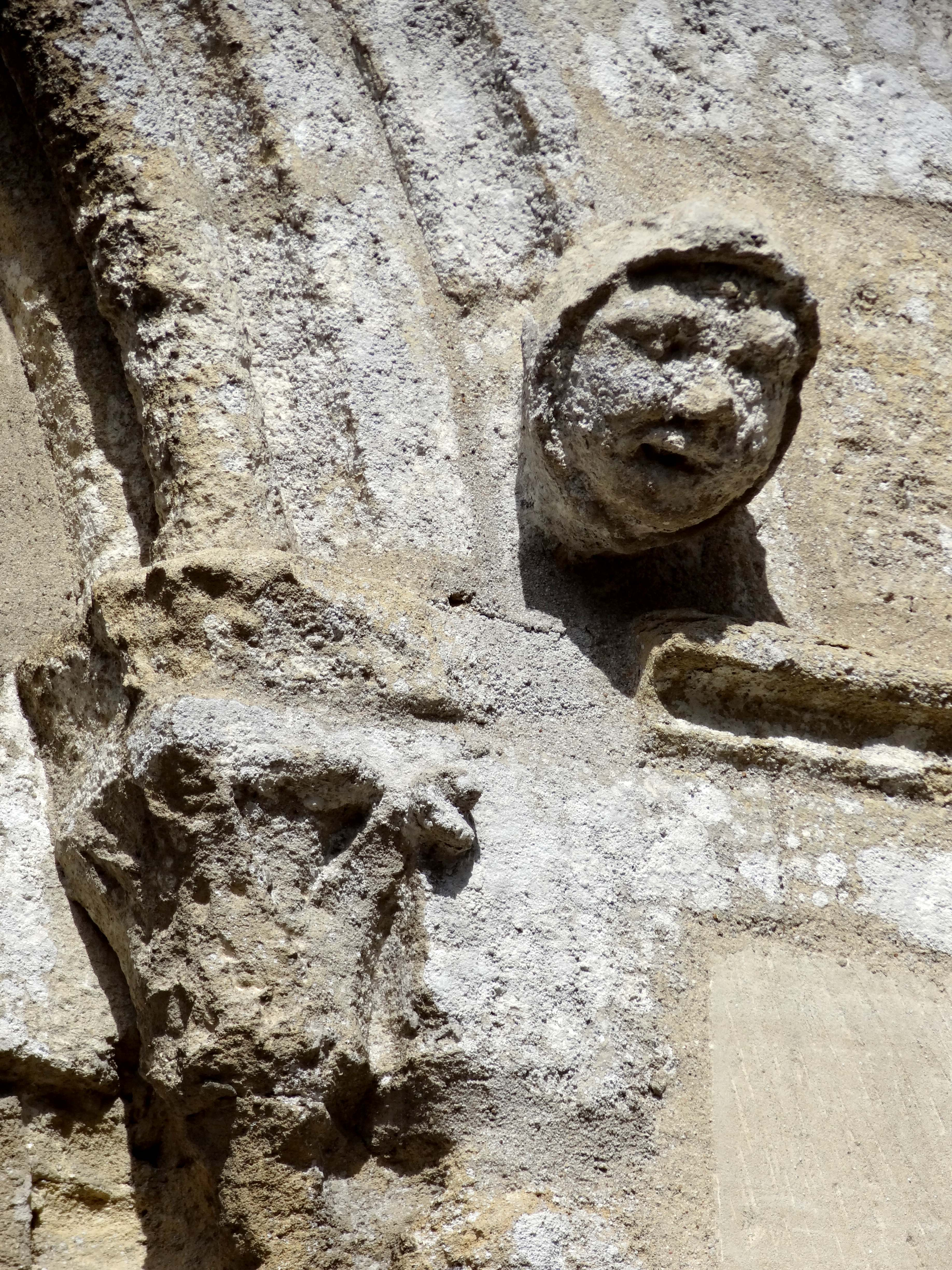
Décor des fenêtres.

## Mobilier

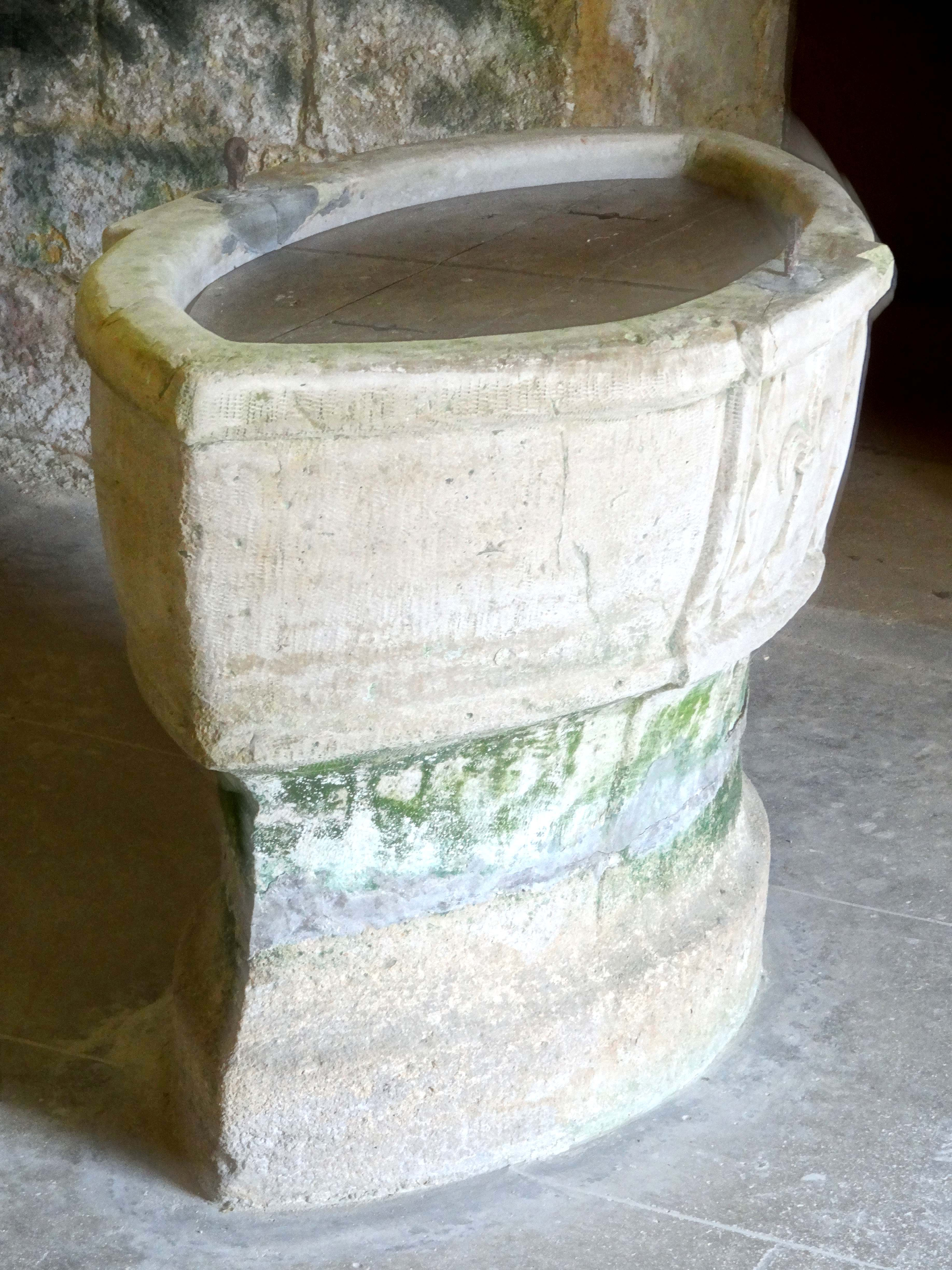
Fonts baptismaux.

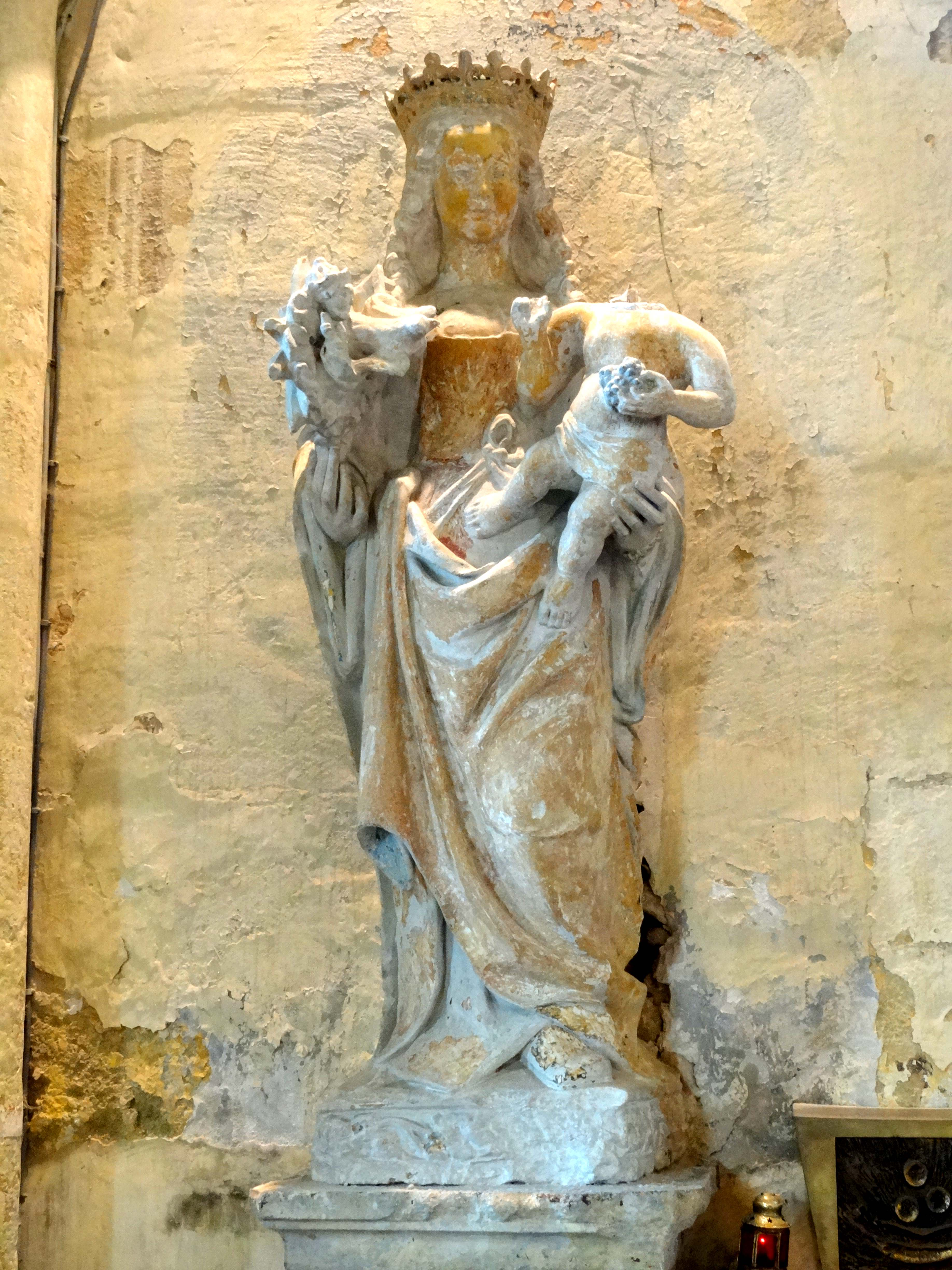
Vierge à l'Enfant.

Parmi le mobilier de l'église, trois éléments sont classés monument historique au titre objet. Ce sont les fonts baptismaux, une statue de la Vierge à l'Enfant et la cloche. Les fonts baptismaux en pierre calcaire du XIIe siècle sont contemporains de la nef, et de grand intérêt. Ils sont en forme de navette, et mesurent 120 cm de longueur, 73 cm de largeur, et 85 cm de hauteur. Sur chacune des deux faces, il y a un corps central très légèrement saillant, qui est sculpté au niveau de la cuve. Il est délimité verticalement par deux cordons, qui arborent une succession de losanges recoupés au milieu par un axe de symétrie du côté sud, et une ligne brisée du côté nord. Ces ornements figurent fréquemment sur les tailloirs romans, comme à Arthies, Condécourt, Juziers, Omerville, etc., mais sont rarement disposés verticalement. Au milieu entre les cordons, se profile une fleur de lys, qui est inscrite dans un médaillon entouré d'une corde sur la face sud seulement. Pour le reste, la mouluration de ces fonts baptismaux est assez sommaire. La bordure de la cuve est légèrement épaissie. En bas, la cuve est séparée du pied par un tore. Le pied est nettement plus fin que la cuve, et concave dans le sens de la hauteur. Sa section finale, proche du sol, redevient ensuite verticale. Ces fonts baptismaux sont classés depuis novembre 1908. La Vierge à l'Enfant en pierre calcaire polychrome mesure environ 150 cm de hauteur, et date de la première moitié du XVIe siècle. Pierre Coquelle écrit à son propos : « Les formes lourdes et épaisses de la Vierge, l'anatomie défectueuse du Jésus, les visages bouffis, ne permettent point d'accorder la moindre valeur artistique à cette sculpture. Nous ne la mentionnons que pour l'objet symbolique très curieux et original que la Vierge tient dans sa main droite. C'est une étoile, au revers de laquelle paraît, au milieu d'une auréole, Dieu le Père bénissant, tandis que la colombe s'en détache et prend son vol vers l'Enfant-Jésus ». Cette œuvre est classée depuis juillet 1912. La tête de l'Enfant Jésus, non authentique, a été enlevée lors d'une restauration,. Quant à la cloche en bronze du XVIIIe siècle, l'on ne dispose pas de renseignements à son égard. Ses dimensions n'ont pas été prises, et elle est en tout cas antérieure à 1792. Son classement est intervenu en avril 1944.
Quelques statues antérieures à la Révolution retiennent en outre l'attention. L'une d'elles, dans la nef, se distingue par sa forme effilée et l'habileté avec laquelle le sculpteur a rendu le drapé de ses vêtements. Le visage est en revanche inexpressif. La statue porte un livre (cassé) dans sa main gauche, et un pot d'onguent dans sa main droite, ce qui permet de conclure à sainte Marie-Madeleine. Deux statues sont placées dans les niches du retable du collatéral sud, qui est un spécimen assez curieux pour réunir deux niches entre ses deux colonnes ioniques, qui portent un entablement où se lit l'inscription chapelle saint Roch. L'une des statues représente effectivement saint Roch accompagné de son fidèle chien, découvrant son genou droit où l'on devait voir jadis une plaie bubonique infligée par la peste, et l'autre représente sainte Barbe accompagnée de son principal attribut, la tour où elle fut enfermée par son père. Elle tient la palme du martyr et présente un livre ouvert. Au moins cette statue n'occupe pas son emplacement primitif, car elle est en bois et plus petite que l'autre, qui est en pierre. Sa polychromie a été restituée lors d'une restauration. Mais le retable devait initialement être dédié à deux saints que l'on a coutume d'associer l'un à l'autre, tels que saint Pierre et saint Paul, saint Leu et saint Gilles, saint Cyr et sainte Julitte, ou qui sont frères, tels que saint Côme et saint Damien ou saint Gervais et saint Protais. Puis, une épidémie de peste donna une nouvelle vigueur au culte de saint Roch. Quoi qu'il en soit, c'est Dieu le Père qui ouvre ses bras accueillants sur le fronton en arc de cercle, et les statuettes d'un saint évêque et d'un saint non identifié flanquent ce fronton. Dans la piscine liturgique de la période gothique, a été placée une statuette en pierre de saint Jean Baptiste présentant l'agneau mystique tenant un étendard sur un livre fermé.

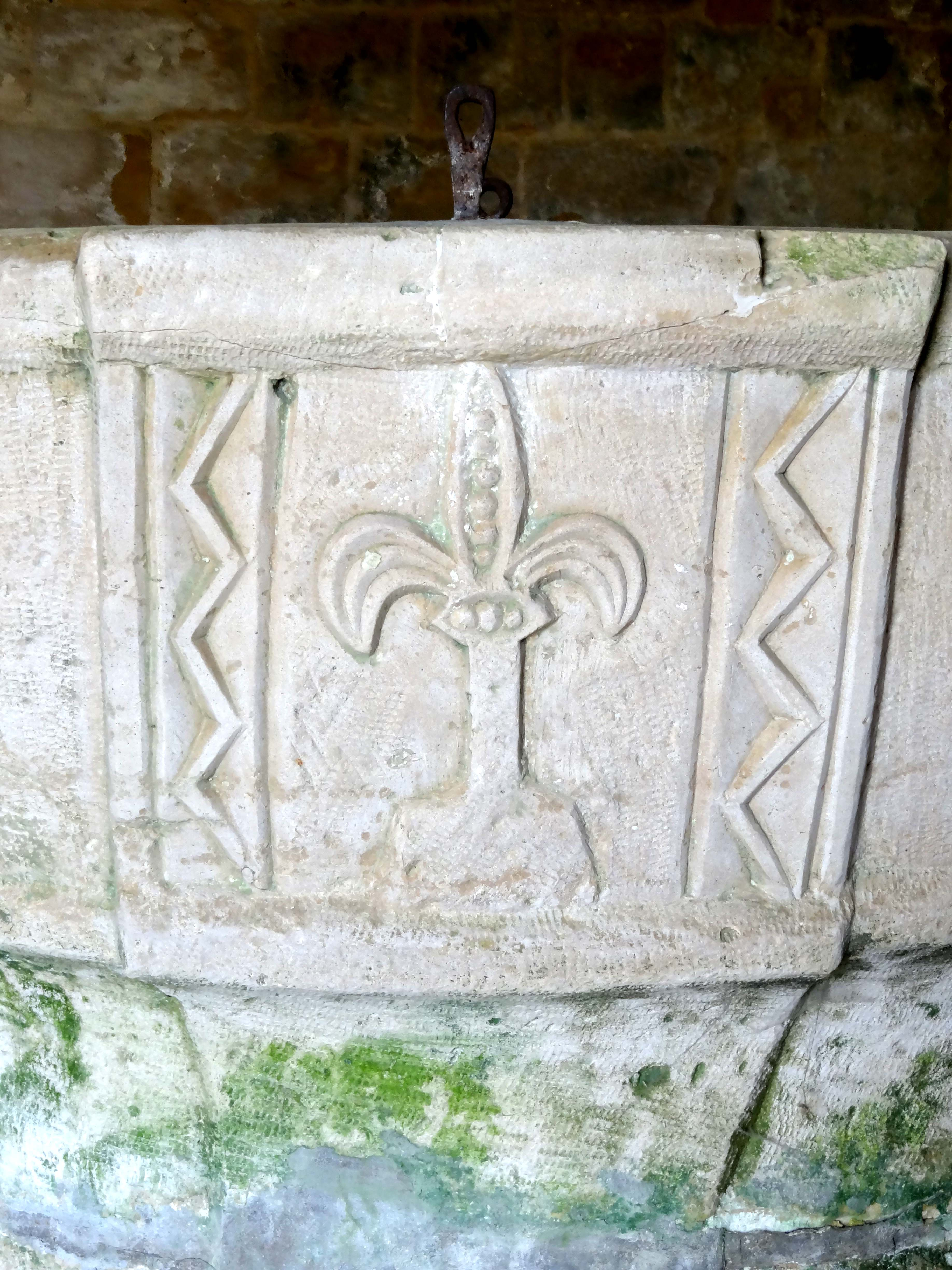
Fonts baptismaux, détail.
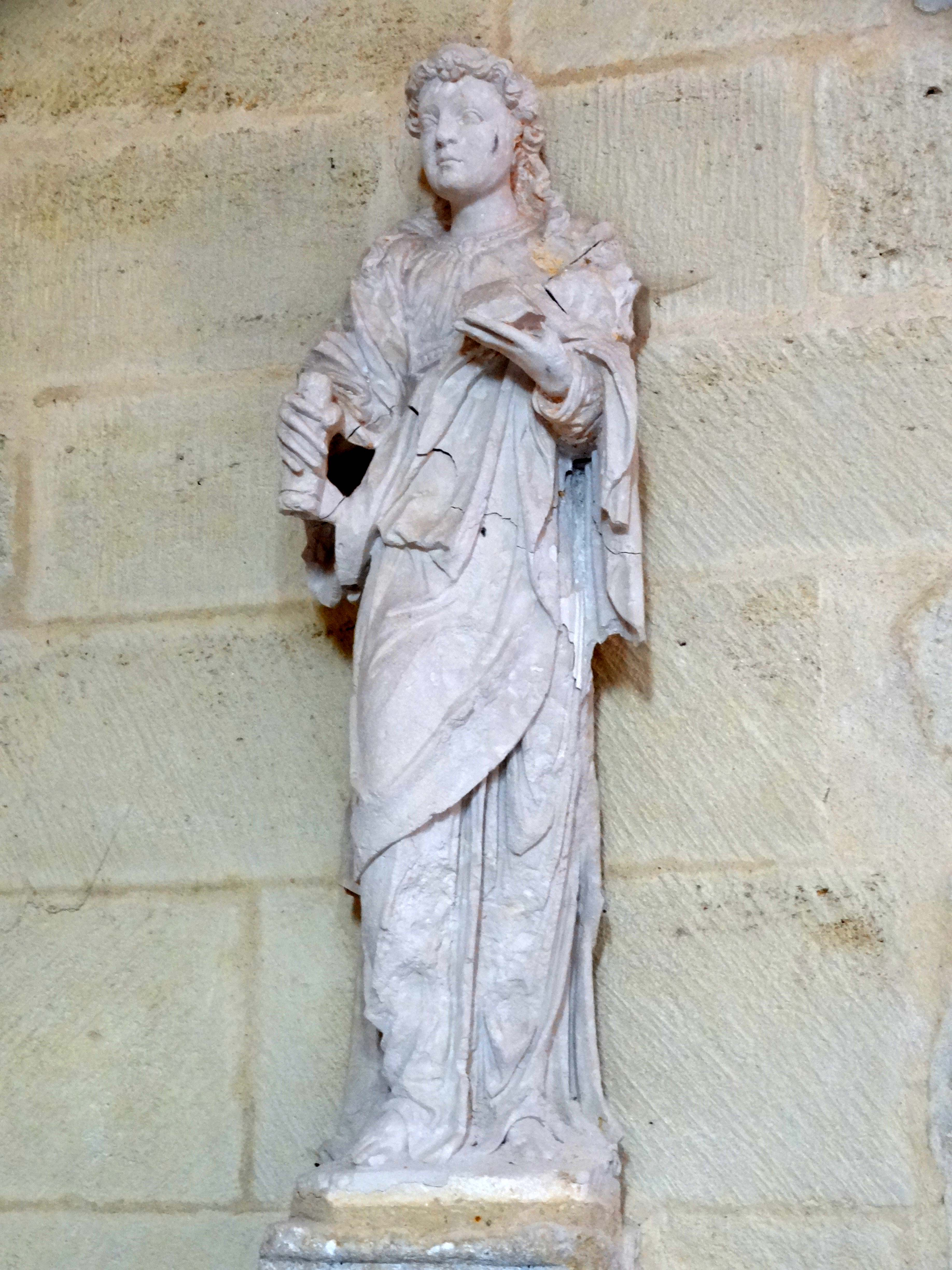
Sainte Marie-Madeleine.
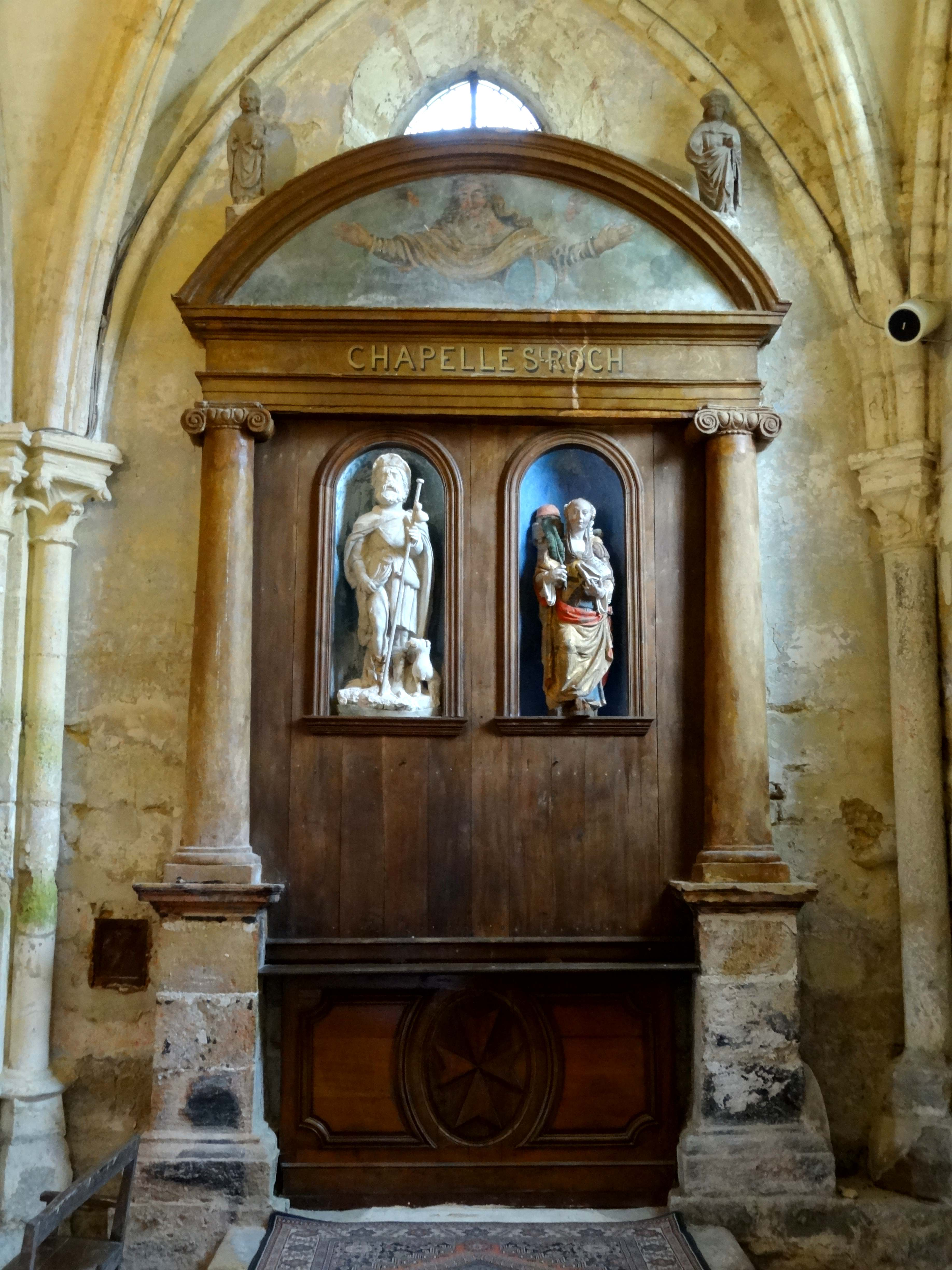
Retable de saint Roch.
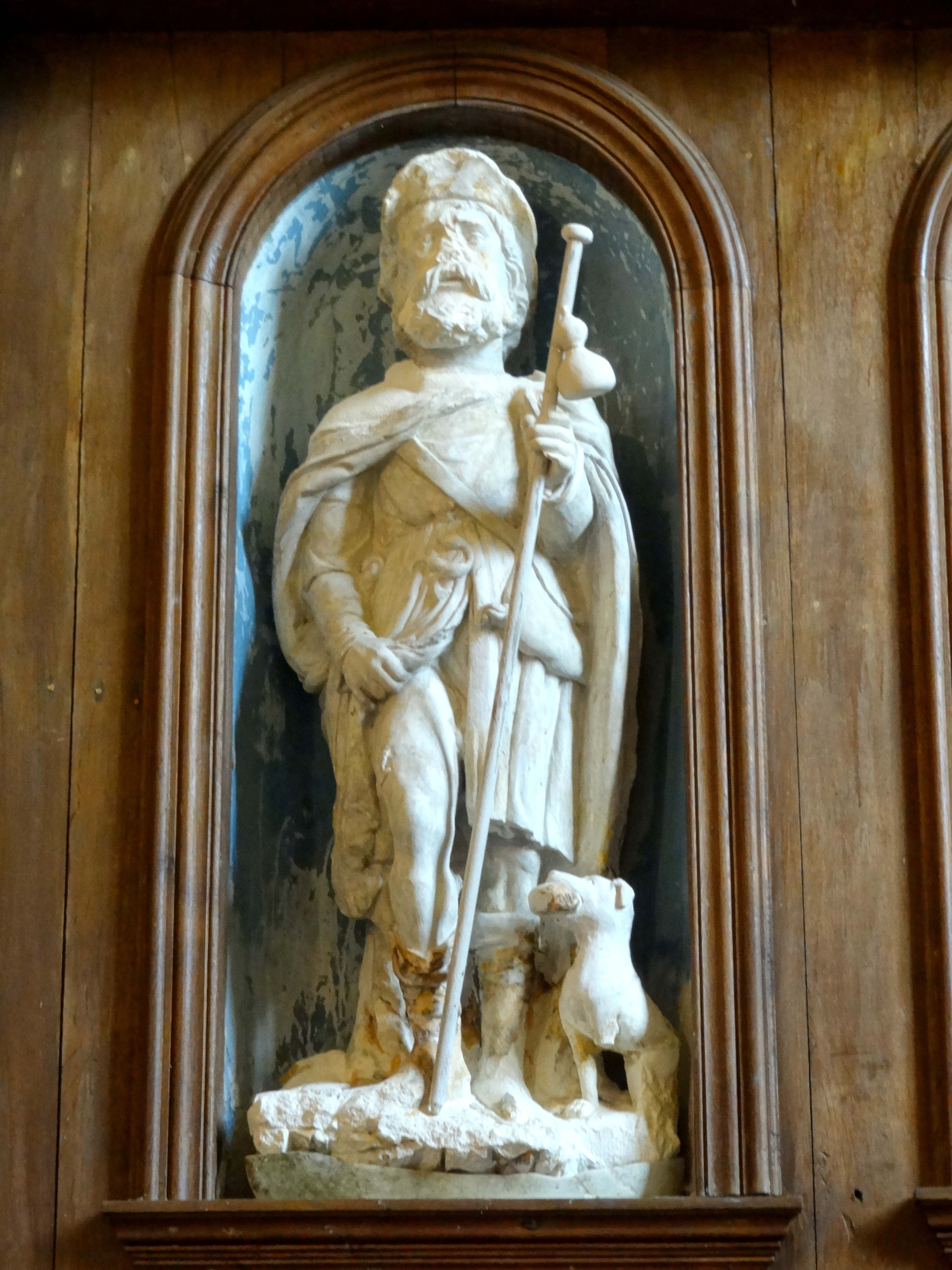
Saint Roch.
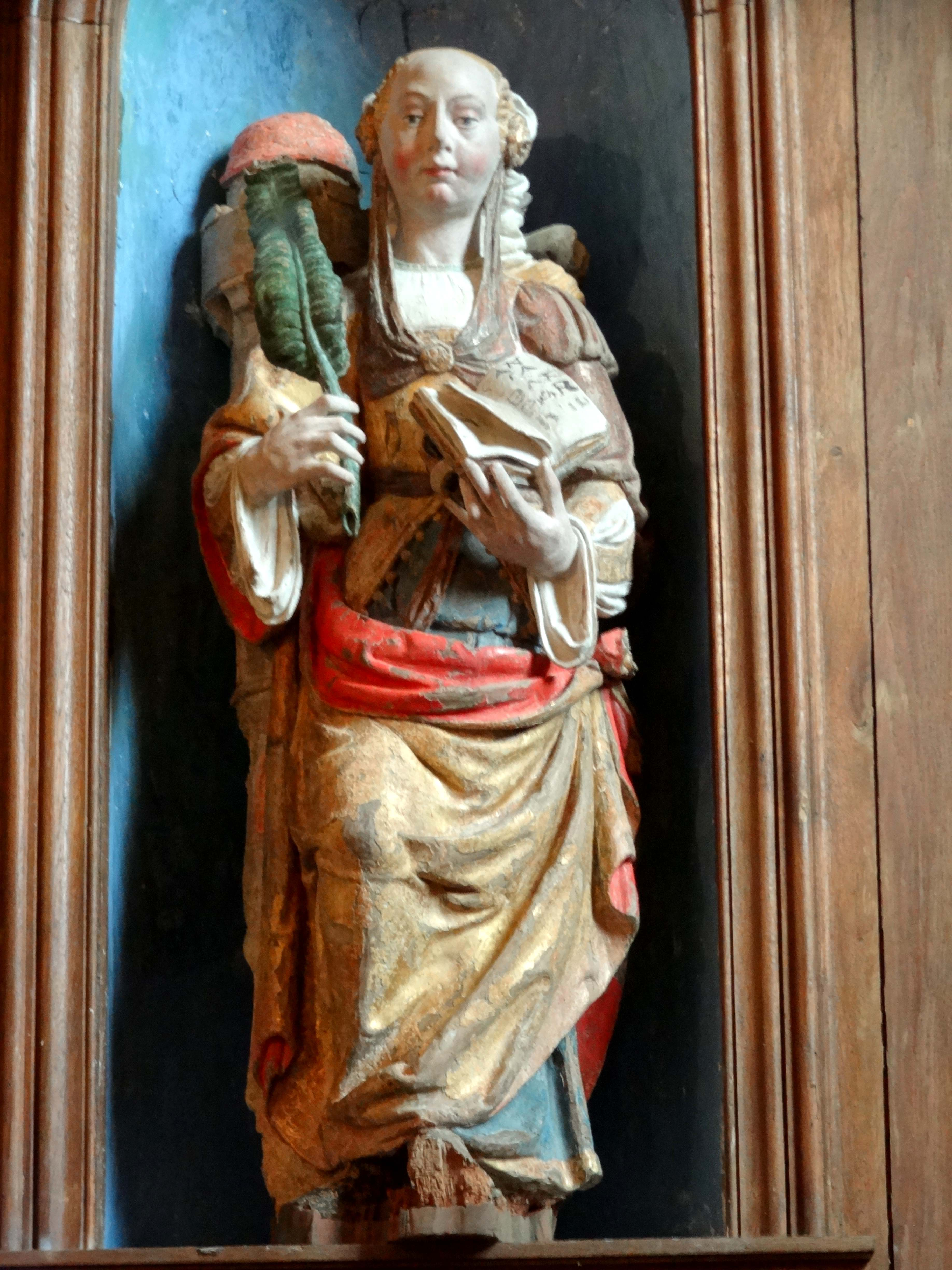
Sainte Barbe.
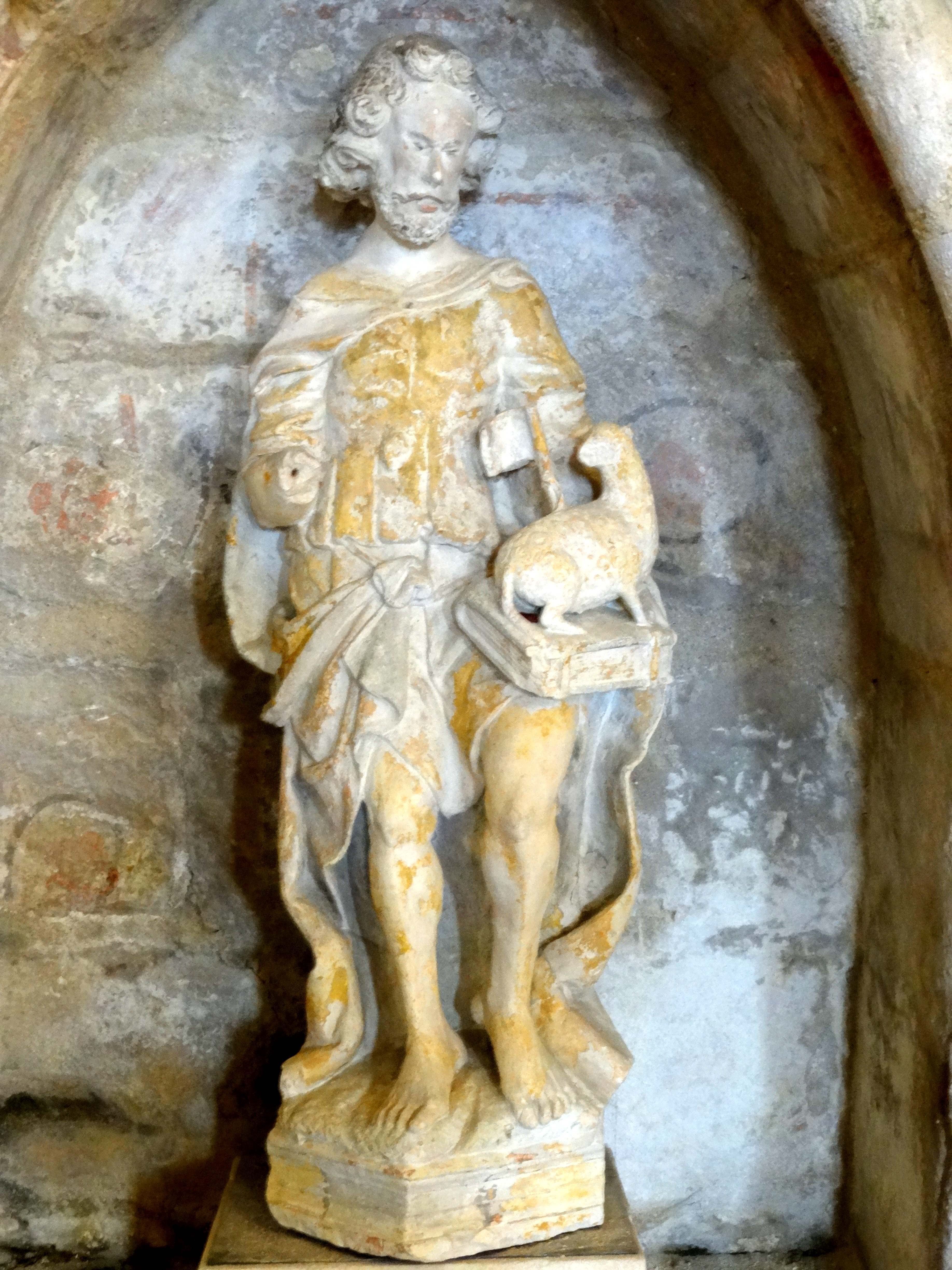
Saint Jean Baptiste.

## Anecdote
En 1959, de longues scènes du film Maigret et l'Affaire Saint-Fiacre ont été tournées à l'intérieur et à l'extérieur de l'église. On voit  par exemple Jean Gabin entrer par le portail principal nord. On reconnait aussi le mobilier de l'église dans le film, comme les stalles et leurs volutes caractéristiques. Dans le roman de Georges Simenon, qui a inspiré le film, l'église de Gaillon est rebaptisée en église de Moulins.